# Norodom Sihanouk
 (avril 2024).
Dans ce nom khmer, le nom de famille, Norodom, précède le nom personnel.
Norodom Sihanouk (en khmer : នរោត្តម សីហនុ, Nôroŭtdám Seihănŭ, /nɔroːtɗɑm səjhanuʔ/), né le 31 octobre 1922 à Phnom Penh et mort le 15 octobre 2012 à Pékin, est un homme d'État cambodgien, figure dominante de la vie politique de son pays dans la seconde moitié du XXe siècle. Il a été tour à tour et parfois simultanément roi, Premier ministre, « chef d'État » du royaume, chef de plusieurs gouvernements en exil, puis à nouveau roi.
Nommé le 24 avril 1941, à l'âge de 18 ans, roi du Cambodge alors sous protectorat français, il fait accéder son pays à l’indépendance le 17 octobre 1953 avant d’abdiquer, le 3 mars 1955, au profit de son père pour remplir un rôle politique que la constitution refuse à sa fonction royale. Ayant fondé son propre parti politique, le Sangkum Reastr Niyum, Sihanouk dirige sans partage le royaume du Cambodge, d'abord comme Premier ministre, puis, après la mort de son père, en tant que « chef d'État ». Il fait, pendant la guerre froide, le choix du neutralisme, mais son hostilité envers l'ingérence américaine en Asie du Sud-Est le pousse à se rapprocher de l'URSS et de la Chine, tout en réprimant les communistes cambodgiens. Dirigeant autocratique, il est chassé du pouvoir le 18 mars 1970 par l’aile droite de son mouvement et forme alors un front de résistance avec ses anciens adversaires communistes, les Khmers rouges. Ces derniers prennent le pouvoir le 17 avril 1975 ; Sihanouk, officiellement chef de l’État, est cantonné dans un rôle de pure figuration. Il démissionne le 2 avril 1976 et est alors assigné à résidence tandis que les Khmers rouges massacrent une partie de la population du pays. Le Cambodge est envahi le 25 décembre 1978 par l'armée vietnamienne. Sihanouk, réfugié à l'étranger, prend le 22 juin 1982 la tête d'une coalition qui continue à inclure les Khmers rouges contre l'occupation vietnamienne. Après des accords de paix, il rentre au Cambodge et partage alors le pouvoir avec les anciens communistes provietnamiens, tandis que les Khmers rouges sont exclus de la transition politique. Redevenu roi le 24 septembre 1993, il abdique le 7 octobre 2004.
Qualifié de « fou génial » par le général de Langlade,, ancien responsable militaire de l’Indochine française, ses détracteurs lui reprochent son instabilité alors que ses sympathisants louent sa capacité à retourner des situations qui paraissaient compromises.
Quand il était vénéré comme un dieu-roi, il se faisait appeler Samdech Euv (« Monseigneur Papa »), mais après son abdication, en 2004, il prit le titre officiel de Preah Karuna Preah Moha Virak Ksatr Preah Vorakreach Beida Cheat en khmer, traduit par « roi-père » dans les langues occidentales.
Considéré comme l'un des pères fondateurs de la francophonie, avec le Sénégalais Léopold Sédar Senghor et le Nigérien Hamani Diori, Norodom Sihanouk était également, à ses heures, réalisateur de films.

## Étymologie
Le nom dynastique « Norodom » dérive du sanskrit « Narottama » : « le meilleur (uttama) des hommes (nara) », épithète de Vishnou.
Le prénom Sihanouk est issu du pâli « Sihahanu » : « à la mâchoire (hanu, cf. Hanuman) de lion (siha) », qui est une épithète du Bouddha et le nom du grand-père paternel de celui-ci.

## Famille
|  |                               |  |  |  |  |  |  |  |  |  |  |  |  |  |  |  |
|  | Ang Duong                     |  |  |  |  |  |  |  |  |  |  |  |  |  |  |  |
|  |                               |  |  |  |  |  |  |  |  |  |  |  |  |  |  |  |
|  |                               |  |  |  |  |  |  |  |  |  |  |  |  |  |  |  |
|  | Norodom du Cambodge           |  |  |  |  |  |  |  |  |  |  |  |  |  |  |  |
|  |                               |  |  |  |  |  |  |  |  |  |  |  |  |  |  |  |
|  |                               |  |  |  |  |  |  |  |  |  |  |  |  |  |  |  |
|  | Pen                           |  |  |  |  |  |  |  |  |  |  |  |  |  |  |  |
|  |                               |  |  |  |  |  |  |  |  |  |  |  |  |  |  |  |
|  |                               |  |  |  |  |  |  |  |  |  |  |  |  |  |  |  |
|  | Norodom Sutharot              |  |  |  |  |  |  |  |  |  |  |  |  |  |  |  |
|  |                               |  |  |  |  |  |  |  |  |  |  |  |  |  |  |  |
|  |                               |  |  |  |  |  |  |  |  |  |  |  |  |  |  |  |
|  | Bossaba Yem                   |  |  |  |  |  |  |  |  |  |  |  |  |  |  |  |
|  |                               |  |  |  |  |  |  |  |  |  |  |  |  |  |  |  |
|  |                               |  |  |  |  |  |  |  |  |  |  |  |  |  |  |  |
|  | Norodom Suramarit             |  |  |  |  |  |  |  |  |  |  |  |  |  |  |  |
|  |                               |  |  |  |  |  |  |  |  |  |  |  |  |  |  |  |
|  |                               |  |  |  |  |  |  |  |  |  |  |  |  |  |  |  |
|  | Ang Duong                     |  |  |  |  |  |  |  |  |  |  |  |  |  |  |  |
|  |                               |  |  |  |  |  |  |  |  |  |  |  |  |  |  |  |
|  |                               |  |  |  |  |  |  |  |  |  |  |  |  |  |  |  |
|  | Norodom du Cambodge           |  |  |  |  |  |  |  |  |  |  |  |  |  |  |  |
|  |                               |  |  |  |  |  |  |  |  |  |  |  |  |  |  |  |
|  |                               |  |  |  |  |  |  |  |  |  |  |  |  |  |  |  |
|  | Pen                           |  |  |  |  |  |  |  |  |  |  |  |  |  |  |  |
|  |                               |  |  |  |  |  |  |  |  |  |  |  |  |  |  |  |
|  |                               |  |  |  |  |  |  |  |  |  |  |  |  |  |  |  |
|  | Norodom Phangangam            |  |  |  |  |  |  |  |  |  |  |  |  |  |  |  |
|  |                               |  |  |  |  |  |  |  |  |  |  |  |  |  |  |  |
|  |                               |  |  |  |  |  |  |  |  |  |  |  |  |  |  |  |
|  | Lothia Sa                     |  |  |  |  |  |  |  |  |  |  |  |  |  |  |  |
|  |                               |  |  |  |  |  |  |  |  |  |  |  |  |  |  |  |
|  |                               |  |  |  |  |  |  |  |  |  |  |  |  |  |  |  |
|  | Kama Sujati Puspa Nuari       |  |  |  |  |  |  |  |  |  |  |  |  |  |  |  |
|  |                               |  |  |  |  |  |  |  |  |  |  |  |  |  |  |  |
|  |                               |  |  |  |  |  |  |  |  |  |  |  |  |  |  |  |
|  | Norodom Sihanouk              |  |  |  |  |  |  |  |  |  |  |  |  |  |  |  |
|  |                               |  |  |  |  |  |  |  |  |  |  |  |  |  |  |  |
|  |                               |  |  |  |  |  |  |  |  |  |  |  |  |  |  |  |
|  | Ang Duong                     |  |  |  |  |  |  |  |  |  |  |  |  |  |  |  |
|  |                               |  |  |  |  |  |  |  |  |  |  |  |  |  |  |  |
|  |                               |  |  |  |  |  |  |  |  |  |  |  |  |  |  |  |
|  | Sisowath du Cambodge          |  |  |  |  |  |  |  |  |  |  |  |  |  |  |  |
|  |                               |  |  |  |  |  |  |  |  |  |  |  |  |  |  |  |
|  |                               |  |  |  |  |  |  |  |  |  |  |  |  |  |  |  |
|  | Neang Pou                     |  |  |  |  |  |  |  |  |  |  |  |  |  |  |  |
|  |                               |  |  |  |  |  |  |  |  |  |  |  |  |  |  |  |
|  |                               |  |  |  |  |  |  |  |  |  |  |  |  |  |  |  |
|  | Sisowath Monivong             |  |  |  |  |  |  |  |  |  |  |  |  |  |  |  |
|  |                               |  |  |  |  |  |  |  |  |  |  |  |  |  |  |  |
|  |                               |  |  |  |  |  |  |  |  |  |  |  |  |  |  |  |
|  | Van                           |  |  |  |  |  |  |  |  |  |  |  |  |  |  |  |
|  |                               |  |  |  |  |  |  |  |  |  |  |  |  |  |  |  |
|  |                               |  |  |  |  |  |  |  |  |  |  |  |  |  |  |  |
|  | Sisowath Kossamak             |  |  |  |  |  |  |  |  |  |  |  |  |  |  |  |
|  |                               |  |  |  |  |  |  |  |  |  |  |  |  |  |  |  |
|  |                               |  |  |  |  |  |  |  |  |  |  |  |  |  |  |  |
|  | Norodom du Cambodge           |  |  |  |  |  |  |  |  |  |  |  |  |  |  |  |
|  |                               |  |  |  |  |  |  |  |  |  |  |  |  |  |  |  |
|  |                               |  |  |  |  |  |  |  |  |  |  |  |  |  |  |  |
|  | Norodom Hassakan              |  |  |  |  |  |  |  |  |  |  |  |  |  |  |  |
|  |                               |  |  |  |  |  |  |  |  |  |  |  |  |  |  |  |
|  |                               |  |  |  |  |  |  |  |  |  |  |  |  |  |  |  |
|  | Norodom Kanviman Norleak Tevi |  |  |  |  |  |  |  |  |  |  |  |  |  |  |  |
|  |                               |  |  |  |  |  |  |  |  |  |  |  |  |  |  |  |
|  |                               |  |  |  |  |  |  |  |  |  |  |  |  |  |  |  |
|  | Sao                           |  |  |  |  |  |  |  |  |  |  |  |  |  |  |  |
|  |                               |  |  |  |  |  |  |  |  |  |  |  |  |  |  |  |
|  |                               |  |  |  |  |  |  |  |  |  |  |  |  |  |  |  |
|  | Sao Sambhat                   |  |  |  |  |  |  |  |  |  |  |  |  |  |  |  |
|  |                               |  |  |  |  |  |  |  |  |  |  |  |  |  |  |  |
|  |                               |  |  |  |  |  |  |  |  |  |  |  |  |  |  |  |
|  | Yura Varman                   |  |  |  |  |  |  |  |  |  |  |  |  |  |  |  |
|  |                               |  |  |  |  |  |  |  |  |  |  |  |  |  |  |  |
|  |                               |  |  |  |  |  |  |  |  |  |  |  |  |  |  |  |

Norodom Sihanouk est le fils de la princesse Sisowath Kossamak Nearirath Serey Vatthana, fille du roi Sisowath Monivong et de Norodom Suramarit, lui-même petit-fils du roi Norodom Ier. Il est de ce fait un descendant des deux branches rivales, les Norodom (par son père) et les Sisowath (par sa mère), qui se disputent depuis le protectorat français l’accès au trône et sont aujourd’hui encore les seules à pouvoir fournir des prétendants à l’intronisation.

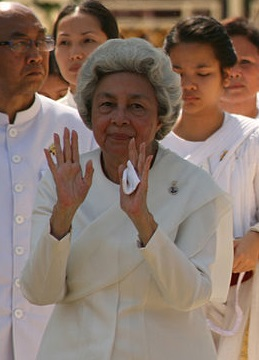
La dernière épouse, Paule-Monique Izzi.

Si, comme ses prédécesseurs, il a pratiqué dans sa jeunesse la polygamie, il semble avoir renoncé à cette pratique peu après s’être mis en ménage avec sa dernière compagne qui est restée à ses côtés la majeure partie de sa vie. Il a eu sept épouses et quatorze enfants :
1. en 1942, il épouse Neak Moneang Phat Kanhol (1920-1969), danseuse étoile du ballet royal ; elle lui donne deux enfants (avant de le quitter en 1945, de se remarier et d'avoir d'autres enfants, dont Chap Nhalyvoud qui devient gouverneur de Siem Reap au début des années 2000[10],[11]) :
  1. la princesse Norodom Bopha Devi (1943-2019)
  2. le prince Norodom Ranariddh (1944-2021)
2. également en 1942, il épouse la princesse Sisowath Pongsanmoni (1929-1974), fille du roi Monivong et de Khun Nath, une de ses concubines ; la princesse est ainsi la demi-tante de son époux. Ils ont sept enfants, avant de se séparer en 1951[12],[13] :
  1. le prince Norodom Yuvaneath (1943-2021)
  2. le prince Norodom Rachvivong (1944-1973)
  3. le prince Norodom Chakrapong  (né en 1945)
  4. la princesse Norodom Sorya Roeungsy (1947-1976)
  5. la princesse Norodom Kantha Buppha (1948-1952)
  6. le prince Norodom Khemanourak (1949-1975)
  7. la princesse Norodom Botoum Buppha (1951-1976)
3. en 1943, il épouse Anak Munang Thach, une des dernières favorites du roi Monivong avec qui il n'a aucun enfant. Leur liaison n'est révélée par Norodom Sihanouk qu'une soixantaine d'années plus tard[14].
4. en 1944, il épouse la princesse Sisowath Naralaksha Munikesara (1929-1946), une autre fille du roi Monivong, et donc demi-sœur de Pongsanmoni et de la mère de Sihanouk. Ils ont un fils adoptif :
  1. le prince Norodom Naradipo (1946-1976)[15],[16].
5. en 1946, et de manière officielle le 4 mars 1955[Quoi ?], il se marie avec la princesse Devisa Naralakshmi (1927-2017), qui prend le nom de Norodom Thaveth Norleak ; ils n'ont aucun enfant et ils divorcent à une date inconnue[17],[18].
6. en 1949, il épouse Mam Manivan Phanivong (en) (1934-1975), fille d’un dignitaire laotien ; dont il a deux enfants :
  1. la princesse Norodom Sucheathvatea (1953-1975)[note 3]
  2. la princesse Norodom Arunrasmy (née en 1955)[20].
7. en 1952, il se marie avec Paule-Monique Izzi, fille de Jean-François Izzi, un Français d'origine corse, française et italienne, directeur du Crédit foncier de l'Indochine et proche de Norodom Suramarit, père de Sihanouk. La mère de celle qui allait devenir la princesse Monique puis la reine Monineath, Pomme Peang, entretient pour sa part des relations d’amitié avec Khun Nath, la mère de Pongsanmoni. Monique reste aux côtés de Sihanouk jusqu’à la mort du souverain[21],[22]. Ils ont deux enfants :
  1. le prince Norodom Sihamoni (né en 1953), roi du Cambodge depuis 2004
  2. le prince Norodom Narindrapong (1954-2003)

## Jeunesse
L’astrologue du palais royal ayant prédit au futur monarque un grand destin à la condition qu’il soit très tôt séparé de ses parents, il est élevé d’abord par une arrière-grand-mère maternelle avant d’être confié, à la mort de cette dernière en 1929, à ses grands-parents paternels.
Enfant unique de parents séparés, Norodom Sihanouk estime avoir eu une enfance solitaire et introvertie, alors que d’autres se rappellent un prince turbulent. Quand son père, prince royal, n’est pas occupé par le protocole, il passe son temps dans des activités sociales.
Après un début de scolarité dans un établissement francophone, l’école primaire François Baudouin de Phnom Penh, il effectue sa sixième au lycée Sisowath, toujours dans la capitale cambodgienne, puis intégre le prestigieux lycée Chasseloup-Laubat de Saïgon afin d’y préparer un baccalauréat de philosophie.
Une partie importante du programme est consacrée à l’histoire et à la culture française. Élève d’un bon niveau mais peu studieux, il excelle dans les matières artistiques, goût qu’il conserve toute sa vie. Son statut royal empêchant les autres Cambodgiens d’avoir trop de contact avec lui, il se lie d’amitié avec plusieurs étudiants français.
Néanmoins, il ne peut terminer ses études et doit retourner à 18 ans au Cambodge pour une mission à laquelle il consacre le reste de sa vie.

## Carrière politique
Celui dont Gilles Cayatte a vanté la capacité à rebondir et à qui il attribuait neuf vies, peut se targuer d’un nombre impressionnants de titres, qu’il porte parfois de manière simultanée, tels que roi (deux fois), chef de l'État (deux fois également), président, Premier ministre (neuf fois), chef de front ou de gouvernement en exil et enfin Roi-Père.

### Le jeune roi (24 avril 1941)

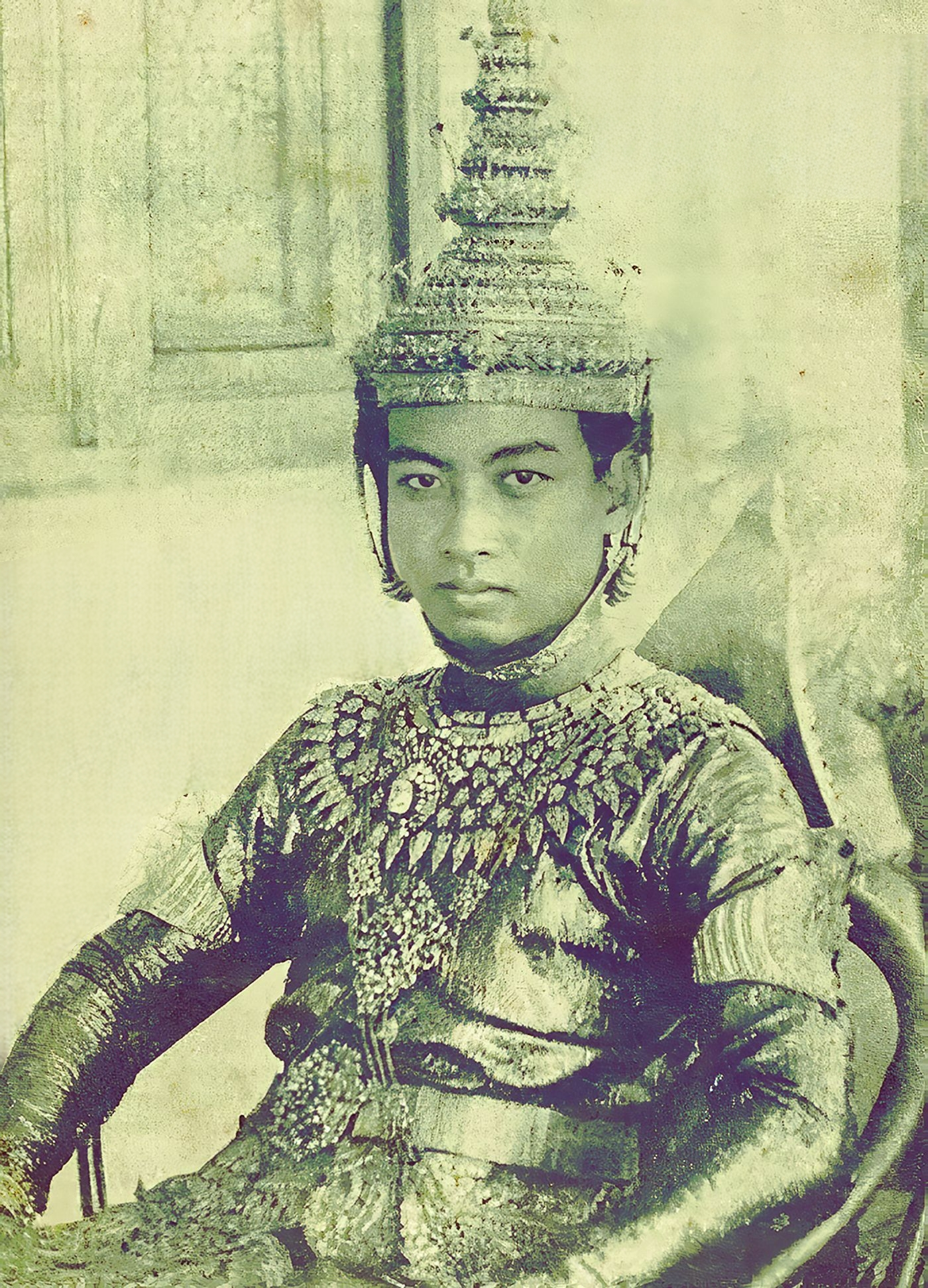
Norodom Sihanouk lors de son couronnement.

#### Les débuts d’un roi (1941-1944)

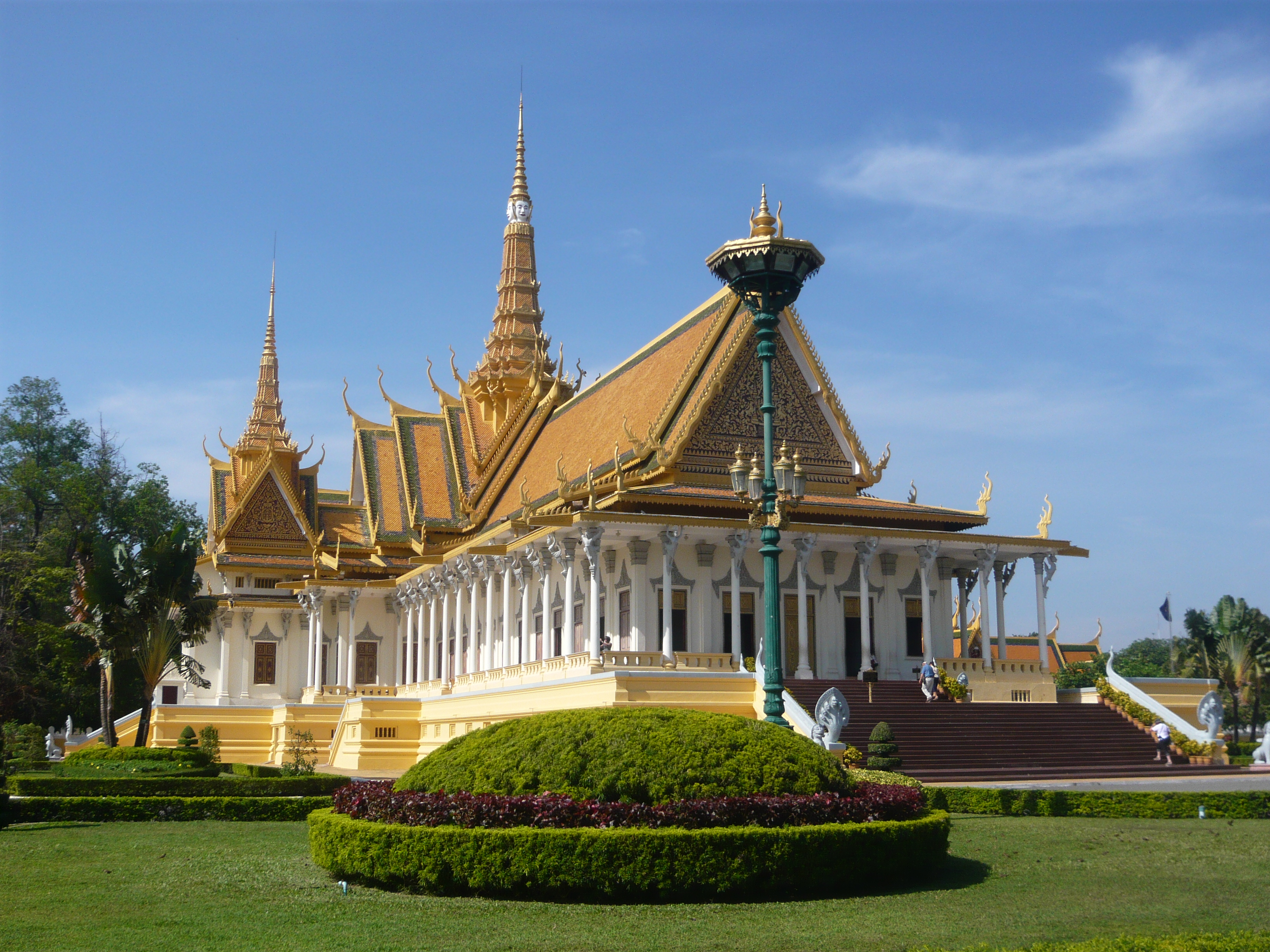
Le palais royal de Phnom Penh, où s'installa le jeune Roi, Norodom Sihanouk, en 1941.

La carrière politique de Norodom Sihanouk débute en 1941, lorsque à la mort de son grand-père le roi Sisowath Monivong, il est appelé à lui succéder sur le trône. C'est aussi l’occasion de la première des nombreuses controverses qui alimenteront sa vie. Alors que sa biographie se contente de déclarer laconiquement qu’il « est élu Roi du Cambodge par le Conseil de la Couronne, à Phnom Penh », il écrit dans ses mémoires qu’il a été choisi par l’amiral Decoux, alors gouverneur général de l’Indochine au détriment de Sisowath Monireth, fils du roi défunt car la France pensait que le jeune roi serait plus facile à manœuvrer que son oncle. L’amiral Decoux donne cependant dans ses mémoires une version tout opposée et prétend qu’alors que les autorités coloniales avaient manifesté leur préférence pour Monireth qui était allé suivre une formation militaire en France ; elles avaient dû s’incliner devant l’ancêtre du Conseil du Trône qui choisissait à l’unanimité le jeune Norodom Sihanouk. On notera quand même que la première version fait quasiment l’unanimité,,.
Les quatre premières années de son règne, Norodom Sihanouk est un monarque accommodant et un élève volontaire. Ses activités sont fermement contrôlées par l’administration française qui le laisse entreprendre quelques réformes législatives et protocolaires mesurées et l’encouragent à effectuer des visites dans les campagnes, une coutume à laquelle il prend goût et qu’il affectionne durant le reste de sa carrière.

#### Fin de l’hégémonie française (1945)
En mars 1945, l'empire du Japon prenait le contrôle de l'Indochine, détruisant l'administration coloniale française. Pressé par les Japonais, Norodom Sihanouk proclame l'indépendance du Cambodge, mais sans trop s'avancer dans la collaboration avec le nouvel occupant. Il est de ce fait très vite mis sous la tutelle de Son Ngoc Thanh, dirigeant nationaliste jusque-là en exil à Tokyo qui, par sa francophobie, offre de meilleures garanties de soutien aux autorités nippones. Son Ngoc Thanh, se proclame chef du gouvernement dans la nuit du 8 au 9 août 1945. Cette première indépendance, toute relative, est de courte durée et prend fin en octobre de la même année, quand les Français revenant aux affaires, emprisonnent Son Ngoc Thanh en métropole et le remplacent sur place par Sisowath Monireth.
Toutefois, la situation au Cambodge n’est plus celle d’avant-guerre et le nouveau chef de gouvernement réclame une certaine autonomie pour son pays ; il obtient la création d’une assemblée au rôle consultatif et la rédaction d’une constitution. Le jeune roi tient alors à sortir de son rôle de figuration et demande deux amendements importants : alors qu’il est prévu d’élire l’assemblée au suffrage censitaire et de favoriser ainsi les élites locales, Norodom Sihanouk insiste pour qu’il lui soit substitué le suffrage universel. Il demande aussi que la rédaction de cette constitution qui devait être l’œuvre d’un comité soit en fait dévolue à l’assemblée élue.

#### Premiers pas vers l’autonomie (1946-1949)
Les élections ont lieu en septembre 1946 et voient la victoire du Parti démocrate proche des milieux indépendantistes. À cette occasion, le roi entrave les manœuvres d’intimidation du pouvoir colonial et de Monireth qui pour des raisons diverses veut éviter cette victoire. Il doit ensuite insister auprès de son oncle pour qu’il accepte de laisser la place au Prince Sisowath Youtevong, dirigeant du parti vainqueur.
Les démocrates, désireux de faire accéder le Cambodge à l’indépendance tentent de réécrire la constitution et Youtevong fait des séjours fréquents au Palais pour présenter des amendements. Norodom Sihanouk fait alors preuve d’une « ardeur juvénile » pour ces réformes, mais pas d’une forte assiduité. Cette passivité peut paraître surprenante, si on se rappelle que plus tard il n’hésite pas à présenter la constitution comme un cadeau qu’il fait au peuple cambodgien. Les démocrates font alors une erreur de jugement concernant le jeune monarque, mettant, à tort, sa timidité et sa complaisance sur le compte d’un engouement pour les réformes démocratiques et par la même, pour une limitation de ses pouvoirs et privilèges.
Le pouvoir colonial décide dans le même temps de parfaire la formation du monarque et l’envoit en 1946 et 1948 à l’école d'application de l'arme blindée et de la cavalerie de Saumur. Il s’agit pour lui du premier voyage hors des limites de l’Indochine française et outre le séjour en métropole, il profite du trajet pour visiter également Singapour, la Birmanie, les Indes britanniques, Ceylan, l’Arabie saoudite et l’Égypte. Il s’agit alors d’un avant-goût des nombreuses tournées à l’étranger qui rythmeront sa longue carrière.

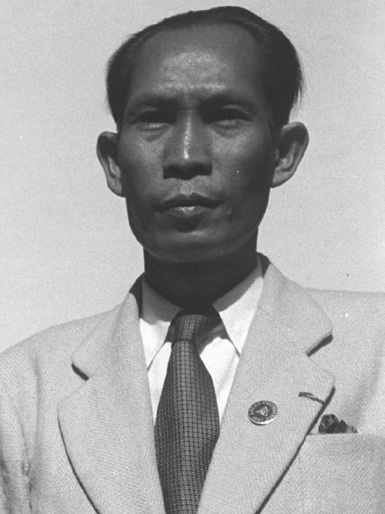
Penn Nouth — ici en 1947 — sera sept fois Premier ministre entre 1948 et 1976

Sur le plan politique, le Parti démocrate cambodgien, malgré sa situation de mouvement majoritaire, perd rapidement de sa cohérence. Sisowath Youtevong meurt dès juillet 1947, compromettant l'unité du parti, auquel la victoire aux élections de novembre ne suffit pas à apporter la sérénité. Les Français dont en outre inquiets des liens de certains membres du Parti avec les rebelles indépendantistes Khmers Issarak. La chambre étant dominée par les démocrates divisés, le Cambodge souffre d'instabilité ministérielle. Norodom Sihanouk, profitant des dissensions au sein du parti majoritaire, décide finalement de dissoudre l'assemblée le 18 septembre 1949. Prétextant l'insécurité régnant dans certaines régions, il s'abstient d'organiser de nouvelles élections.
Cela lui permet de diriger le pays par décret. Dans le même temps, Jean de Raymond, le nouveau commissaire de la République française, loue l’apolitisme et la bonne intelligence qui régne dans le nouveau gouvernement. En plusieurs autres occasions, le commissaire mentionne le contraste entre le patriotisme de Norodom Sihanouk et l’« immaturité » des élus cambodgiens. Flatté par ce jugement, il ne tarde pas à partager ce point de vue.
La position de Sihanouk est encore renforcée par la défection de Dap Chhuon, l'un des chefs Khmers Issarak, qui annonce, le 1er octobre, un ralliement au gouvernement royal avec ses 400 hommes, ralliement confirmé lors d’une cérémonie grandiose dans le parc d’Angkor Thom. Chhuon devient le commandant du Corps franc khmer et contrôle le nord de la province de Siem Reap. Il y fait cependant preuve d'une indépendance et d'une indiscipline totales, faisant à l'occasion double jeu avec les Issarak qu'il ravitaille de temps à autre et menace de rallier en cas d'atteinte à sa liberté d'action.
Sihanouk négocie aussi avec les Français pour faire évoluer le statut de son pays, et, le 8 novembre 1949, il signe avec la puissance coloniale un traité franco-khmer, qui abolit formellement le protectorat et reconnait l’autonomie du Cambodge dans le cadre de l'Union française. Sihanouk prétendra plus tard qu’il s’agissait d’une « indépendance à 50 % ». La France garde la mainmise sur l’économie et la défense mais fait quelques concessions en matière de relations extérieures. Le royaume khmer peut recevoir des légations diplomatiques, préalablement accréditées par le pouvoir colonial et envoyer des représentants à l’étranger. Les États-Unis et le Royaume-Uni reconnaissent aussitôt les nouveaux états du Cambodge, Laos et Viêt Nam ; l’aide économique et militaire américaines ne tardent pas à affluer. La demande pour être membre de l’Organisation des Nations unies essuie par contre un veto de l’URSS, mais le royaume peut quand même rejoindre certains organismes internationaux tels l’Organisation mondiale de la santé ou l’UNESCO.
Sentant que le temps travaille pour leur pays, Sihanouk et son nouveau Premier ministre, Yem Sambaur, maintiennent la pression sur les autorités françaises. Comme beaucoup de leurs compatriotes, ils sont circonspects quant au maintien d’une Indochine au sein de l’Union française dominée par les Vietnamiens. Ils espèrent également pouvoir obtenir de l’ancienne puissance coloniale la reconnaissance de ce qu’ils estiment être les droits inaliénables du Cambodge sur la Cochinchine. De ce fait, ils refusent de signer un accord sur la frontière khméro-vietnamienne qui aurait constitué de facto un renoncement à leurs prétentions. Les Français trouvent cette position totalement utopique. Partageant le même point de vue, un diplomate britannique écrit dans une note retrouvée par David Chandler, que les Cambodgiens « perdent le sens des réalités et qu’ils sont un cas classique de peuple qui essaye de courir avant de savoir marcher ».

#### Premières frictions avec l’assemblée (1950-1951)
Au début de 1950, Norodom Sihanouk tente des réformes constitutionnelles qui peuvent restreindre le pouvoir de l’assemblée, mais il n’est soutenu ni par les démocrates ni par les libéraux qui veulent de nouvelles élections. Les petits partis, qui n’ont pas de représentants, militent eux pour un renforcement du pouvoir royal, rejoints par le commissaire de Raymond et le roi qui se considére comme le « père de la nation et le premier citoyen cambodgien », une vision qu’il maintiendra pendant le reste de sa carrière. Alors que les partis en place soutiennent l’idée d’un gouvernement d’union nationale dont serait exclu Yem Sambaur, le monarque affirme qu’il désire continuer à travailler avec lui. Toutefois à la fin avril Yem Sambaur démissionne et Sihanouk retrouve un poste de Premier ministre qu’il avait brièvement tenu lors de l’occupation japonaise de 1945, mais le cède moins d’un mois plus tard à son oncle le prince Sisowath Monipong.
La préparation de nouvelles élections voit une confrontation entre d’une part Norodom Sihanouk, le pouvoir colonial ainsi que les conservateurs cambodgiens et dans l’autre camp le Parti démocrate allié de fait avec les rebelles indépendantistes. Afin d’assurer les bases de nouveaux votes, le Premier ministre Sisowath Monipong propose une nouvelle loi électorale mais les libéraux et les démocrates exigent de reconduire l’Assemblée élue en 1947 alors que les petits partis qui n’ont gagné aucun siège en 1947 veulent la tenue de nouvelles élections. Sihanouk demande aux leaders des différentes formations de trouver un compromis. Impuissant à sortir de la crise, Monipong présente la démission de son gouvernement à la fin de février 1951. Un nouveau cabinet apolitique dirigé par Oum Cheang Sun est mis en place dès le 3 mars 1951, mais les démocrates refusent de s’associer à ce nouveau gouvernement.
Peu après, Norodom Sihanouk confie à Donald R. Heath (en), ministre américain aux États associés, que le peuple « réclame une assemblée et le maintien de la constitution ». Quelques jours plus tard, il affirme au haut-commissaire de Raymond que de nouvelles élections ne sont pas envisageables. En fait, il essaye de tenir à chaque interlocuteur le discours que ce dernier voudrait entendre, inaugurant un procédé qu’il utilisera toute sa vie. Il semble qu’en réalité il veut de nouvelles élections afin de laisser penser qu’il fait respecter la constitution, mais il espère aussi une défaite des démocrates<.
Malgré les tentatives pour promouvoir d’autres partis, les élections du 9 septembre 1951 voient une nouvelle victoire des démocrates. Norodom Sihanouk et les dirigeants des petits partis qui n’ont pu gagner le moindre siège, vivent ce nouveau scrutin comme un camouflet, et envisagent de prendre ou de garder le pouvoir par des moyens moins conventionnels.
Depuis plusieurs années, Norodom Sihanouk, influencé par son père et des proches de celui-ci, demandait au pouvoir colonial de réduire la peine de Son Ngoc Thanh alors en résidence surveillée dans le Poitou, et de lui permettre de revenir au Cambodge. Le roi espére que ce retour peut diviser le Parti démocrate. D’autre part, d’après un proche de Thanh, Sihanouk est aussi reconnaissant d’avoir, en 1945, intercédé en sa faveur auprès des autorités japonaises qui voulaient le remplacer par un membre de la famille royale moins francophile. Les Français, de leur côté ne considérent plus Thanh comme un danger et acceptent de le laisser rentrer.
L’avion de Thanh arrive à Phnom Penh l’après-midi du 29 octobre 1951 et est accueilli par des dirigeants du Parti démocrate. Le trajet de sept kilomètres qui sépare l’aéroport du centre-ville prend une heure dans une voiture décapotable au milieu d’une foule enthousiaste estimée à 100 000 personnes. Sihanouk se sent vexé et met un point d’honneur, deux ans plus tard, à parcourir le même trajet pour clore une tournée à Siem Reap et à se faire acclamer par une affluence encore plus importante.

#### Dissensions avec les démocrates (1952)
Mais ce retour à la vie publique est de courte durée et dès le 9 mars 1952, Son Ngoc Thanh rejoint les maquis de la forêt de Siem Reap, où à nouveau il exprime le souhait d’une indépendance immédiate et l’établissement d’un gouvernement républicain au Cambodge. À Phnom Penh, la décision des démocrates de ne pas envoyer à Siem Reap des forces de sécurité contre Thanh semble avoir marqué un point de non-retour dans leurs relations, déjà orageuses, avec Norodom Sihanouk. Le départ de Son Ngoc Thanh sert de prétexte à Norodom Sihanouk pour fustiger les démocrates et ce que le monarque appelle la « politique d’insécurité et de trahison » de leur parti. La crise atteignit son paroxysme en mai et juin 1952. À Battambang, des étudiants manifestent pour une indépendance immédiate alors que d’autres à Kampong Cham arborent des slogans résolument hostiles au roi. Les protestations s’étendent et dégénèrent en émeutes ; à Battambang, la police tire sur la foule. Alors que les démocrates jugent que ces événements jouent en leur faveur, Norodom Sihanouk y voit le début du chaos.
Début juin, réunis en congrès à Phnom Penh, et après avoir témoigné de leur loyauté envers le roi qui « a toujours daigné conduire la nation … sur le chemin de l’indépendance », les démocrates nomment un économiste réputé, Son Sann, président du parti. La formation se montre prête à coopérer avec Norodom Sihanouk, mais le monarque semble réticent à rendre la pareille. Deux jours après le congrès, lors du discours d’ouverture de la session parlementaire, où le parti démocrate est largement majoritaire, le roi met en garde contre les risques de dictature résultant d’un parti unique. Le ministère de l’information met dix jours à publier la traduction en français de la remarque royale. Cela provoque la colère de Sihanouk et, à partir du 7 juin, des tracts circulent demandant la dissolution de l’assemblée et le renvoi du Premier ministre Huy Kanthoul. Les partis minoritaires poussent eux aussi dans cette voie anticonstitutionnelle.
Les démocrates réagissent en envoyant la police aux domiciles des dirigeants de petits partis, notamment Sam Nhean, Lon Nol et Yem Sambaur qui sont placés en détention quelques heures. D’après Huy Kanthoul, l’arrestation de Yem Sambaur aurait fait suite à des soupçons d’implication dans l’attentat qui, deux années auparavant, avait coûté la vie à Ieu Koeus, ancien Premier ministre, dirigeant du parti démocrate. Une caisse de grenades est découverte à sa résidence et trois fusils mitrailleurs sont saisis chez Lon Nol. Le 14 juin, les autorités coloniales envoient à Phnom Penh un bataillon d’infanterie marocain et un escadron armé « pour une dizaine de jours », officiellement afin de prévenir des troubles. Jean Risterucci, le nouveau Commissaire de la République française au Cambodge, prétendra plus tard que la décision d’envoyer des troupes n’avait pas de lien avec les événements qui allaient suivre. Il semble en fait que Sihanouk et ses parents soient offusqués par l’arrestation d’Yem Sambaur ; toujours est-il que l’arrivée de troupes coloniales et le fait que les astrologues du Palais royal aient prédit qu’une tentative de mise à l’écart des démocrates serait couronnée de succès pousse Sihanouk à passer à l’action. Le soutien des Français à une telle action n’est pas une surprise, mais les démocrates semblent avoir été étonnés par ce qui allait suivre. Le dimanche 15 juin, alors que les troupes marocaines se déployaient en divers points de Phnom Penh, Norodom Sihanouk utilisait une des prérogatives que lui offrait la constitution pour démettre brusquement l’ensemble du gouvernement de Huy Kanthoul et prendre la tête d’un nouveau cabinet dans lequel il nommait son cousin Sisowath Sirik Matak à la défense et Sim Var, un vieil ami de son père comme ministre de l’information. Le roi promettait d’éradiquer la corruption pour 1954 et d’arracher aux Français l’indépendance totale avant 1955. Dans le même temps, les troupes coloniales encerclaient l’Assemblée et les tanks sillonnaient les principales artères de Phnom Penh. Deux jours plus tard elles retournaient à Saigon et un décret royal était promulgué, interdisant les réunions politiques et la propagande. La croisade royale pour l’indépendance – une carte blanche politique que Sihanouk s’était octroyée – était en marche. Sihanouk convoquait Thomas Gardiner Corcoran, le chargé d’affaires américain et son homologue thaï pour les informer des raisons de son action. Sihanouk justifiait le renvoi de Kanthoul par le support du parti démocrate à Son Ngoc Thanh et par sa « politique dictatoriale envers les minorités ».
Sihanouk restait au Palais royal pour quelques jours. James Guillion, le chargé d’affaires américain à Saïgon lui rendit visite à ce moment et le trouvait « excité ». Il reconnaissait qu’il avait besoin des Français pour soutenir l’économie cambodgienne et pour lutter contre la rébellion, mais il voulait aussi élaborer une stratégie personnelle. Les autorités coloniales devaient penser qu’après l’avoir aidé à écarter les démocrates, Norodom Sihanouk accepterait d’abandonner ses vues indépendantistes ; l’avenir montrera combien ils se trompaient !
En France, les étudiants s’étaient rangés du côté des démocrates. Un numéro spécial de leur magazine Khemarak Nisœt (« l’Étudiant Khmer »), est consacré au renvoi d’Huy Kanthoul. Outre Keng Vannsak (en) et Hou Yuon, Saloth Sâr, sous le pseudonyme de Khmer Daeum (Khmer de base), attaquait énergiquement la royauté. Le ton de l’article était plus proche du parti démocrate et de Son Ngoc Thanh que de l’idéologie marxiste, mais la mise sous l’éteignoir de la formation d’Huy Kanthoul aurait amené plusieurs étudiants cambodgiens à embrasser les thèses du communisme.
Dans les mois qui suivaient, Sihanouk s’impatientait devant les retards des Français à mettre en œuvre les réformes promises. Il faisait remarquer qu’il portait sur ses épaules « le poids écrasant de 16 siècles de royauté qui ont amené la grandeur du pays et la paix à son peuple ». Il omettait juste de préciser que depuis le XVIIe siècle la plupart des rois cambodgiens étaient faibles, impopulaires et dominés par des puissances étrangères. Si tel n’avait pas été le cas, la France aurait eu beaucoup plus de mal à instaurer le protectorat qu’avait demandé dès 1853 Ang Duong pour se libérer de la tutelle siamoise. Par la suite, il allait souvent faire référence à la période angkorienne pour légitimer son pouvoir… et passer sous silence celle qui a suivi.
Comme le roi Chulalongkorn avant lui au Siam, Sihanouk peut être considéré comme un héritier des despotes éclairés, utilisant les techniques contemporaines pour asseoir un absolutisme jusque-là cérémoniel, décrépit et considéré comme acquis. Les régimes qui suivront intensifieront cette omnipotence et rejetteront toute forme de pluralisme susceptible de contester leur légitimité à exercer seuls le pouvoir. Toutefois, contrairement à ces successeurs, il pouvait compter sur une forte popularité auprès des populations rurales cambodgiennes qui lui attribuaient des pouvoirs surnaturels et la capacité à assurer la prospérité de leur pays.

#### La croisade pour l’indépendance (1953)
En janvier 1953, alors que la nouvelle session parlementaire s’ouvrait, les démocrates étaient prêts à en découdre avec le roi. Ils estimaient que leur victoire aux élections leur donnait le droit de diriger le pays, même si leur gouvernement avait été dissout. Le 11, Sihanouk s’adressait au parlement et demandait qu’on lui accorde des pouvoirs spéciaux car la patrie aurait été en danger, prétextant des grèves dans des lycées de Phnom Penh et Kampong Cham, ainsi que l’assassinat d’un gouverneur de province par le Việt Minh. Il attribuait la responsabilité des troubles à Son Ngoc Thanh et reprochait aux démocrates de supporter le leader indépendantiste. Sihanouk espérait que ces derniers allaient démissionner ou refuseraient sa demande et qu’il pourrait alors les écarter. Ils choisirent la seconde option et le roi fit encercler l’assemblée par la troupe, la fit dissoudre et abrogea une série de droits civiques. Il annonçait en outre une série de réformes, et l'évolution vers une indépendance « pleine et entière ».
Le Cambodge était-il réellement en danger ou Sihanouk essayait-il d’accroitre son pouvoir ? Dans ses mémoires, Sisowath Monireth indique que certains démocrates, blessés par la conduite de Sihanouk l’année précédente, désiraient profiter de l’ouverture de la nouvelle session parlementaire pour demander l’instauration d’une république. La tentative serait venue aux oreilles de la princesse Kossamak, mère de Sihanouk, grâce à l’épouse délaissée d’un député. Furieuse, elle aurait ordonné à l’imprimerie royale de préparer un décret demandant la dissolution de l’Assemblée qu’elle ferait signer à son fils. Si la thèse parait crédible, il semble toutefois que le « conjuration » en soit restée au stade de discussions entre personnes déçues par des années d’humiliation. Toujours est-il que fort de ces pouvoirs spéciaux Sihanouk fit emprisonner dix-sept démocrates, dont neuf anciens députés, pour « complot contre l’État ». Ils furent détenus huit mois sans qu'ils passent jamais en jugement. Un éditorialiste tempérait peu après la portée de l’évènement, rappelant que les Cambodgiens ont l’habitude depuis des siècles de vivre dans une société « paternaliste et autoritaire » et que l’absence de réaction à l’incarcération des responsables démocrates prouvait l’assentiment populaire pour la mesure. En février 1953, Sihanouk partait pour la France, officiellement pour des vacances, en réalité pour tenter d’arracher plus de concessions au pouvoir colonial.
Personne n’attendait quoi que ce soit d’important du séjour en France de Norodom Sihanouk. Les autorités coloniales au Cambodge approuvaient l’action du Prince qui avait démantelé le gouvernement issu des élections législatives et espéraient qu’il exercerait un pouvoir absolu mais préserverait leurs intérêts militaires et financiers. La francophilie du roi semblait les prémunir contre des demandes inconsidérées.
Norodom Sihanouk était en train de devenir un puissant dirigeant politique. Il estimait que le pouvoir des Français en Indochine touchait à sa fin. En outre, l’opposition politique venait de disparaître. Les démocrates avaient été les seuls à avoir milité pour une indépendance dans un cadre constitutionnel. Maintenant, Sihanouk allait faire sienne leur cause sans pour autant les en créditer d’aucune paternité. Comme il allait plus tard le montrer à maintes reprises, sous des dehors hautains, il cachait en fait un sens insoupçonné de la stratégie.
Entre février et novembre 1953, le roi menait une campagne pour redonner l’indépendance au Cambodge. La croisade allait devenir son heure de gloire, même si son implication tardive et sa francophilie faisaient au départ douter ses interlocuteurs de sa sincérité. Les Français étaient étonnés que les vacances du monarque se transforment ainsi en visite d’État et surpris par la lettre qu’il adressait au président Vincent Auriol dans laquelle il affirmait que la population cambodgienne « unanime espérait résolument l’indépendance ».
Jean Letourneau, le Ministre des Relations avec les États associés, fit savoir à Sihanouk que ses initiatives paraissaient déplacées. N’ayant obtenu aucune concession, le monarque décidait d’abréger son séjour et de rentrer en passant par le Canada, les États-Unis et le Japon. À Washington, il fut mis en garde par John Foster Dulles, le Secrétaire d'État américain, contre une indépendance prématurée du Cambodge qui lui semblait déraisonnable. Sans la protection des Français, il pensait que le royaume khmer ne serait pas long à tomber aux mains des communistes. « Profondément désabusé » par cet entretien, il accordait une interview au New York Times qui d’après Sihanouk fit l’effet d’une bombe sur l’opinion américaine et mondiale. Il demandait que les Français accordent aux différentes composantes de l’Indochine française un statut équivalent à celui des pays du Commonwealth et affirmait que si l’indépendance était reportée, les Cambodgiens pourraient « se révolter contre le régime actuel et rejoindre le Việt Minh ». L’interview eut au moins un des effets désirés : peu après sa publication, les Français faisaient savoir qu’ils acceptaient de rouvrir des pourparlers avec les négociateurs de Sihanouk restés à Paris. À la fin avril 1953, le roi se rendait au Japon quand il aurait reçu un message de Dulles le poussant à coopérer avec les Français.
De son voyage aux États-Unis, Sihanouk avait acquis la conviction que les Américains et leur politique étaient méprisants à son égard. Il trouvait choquants les sermons de Dulles et était déçu que le Président Eisenhower ait refusé de l’inviter à un dîner officiel. Par opposition, à partir de 1955 et surtout dans les années 1980, la république populaire de Chine et la France, ses principaux supports, prenaient garde à toujours le traiter avec déférence et d’en faire l’interlocuteur principal de toute discussion concernant son pays. Sa défiance envers les États-Unis aura des conséquences non négligeables sur l’histoire contemporaine du Cambodge.
Pendant ce temps à Paris, les Français comme promis entamaient des négociations sur les demandes de Sihanouk. Ils n’étaient toujours pas désireux de céder le contrôle militaire des zones près de la frontière vietnamienne sous domination Việt Minh et découpler les exportations cambodgiennes avec celles de la Cochinchine, où leurs intérêts s’accroissaient. Le roi était contrarié mais allait être réconforté par les soutiens quasi unanimes qu’il trouva à son retour au Cambodge en mai 1953.
Pour se soustraire aux conseillers coloniaux, Sihanouk déplaçait son quartier général à Siem Reap près des temples d’Angkor. Il bombardait les Français de demandes et accueillait les Khmers issarak qui rejoignaient sa cause. Le général de Langlade, le commandant militaire français au Cambodge, écrivait à ses supérieurs que la situation dans le royaume khmer était désespérée. Il affirmait qu’une victoire militaire nécessiterait quinze bataillons coloniaux supplémentaires, alors qu’abandonner le pays le conduirait à l’anarchie. Peut-être pensait-il qu’accorder l’indépendance serait un moindre mal. Après tout, le roi ne prétendait-il pas que si on lui accordait une totale autonomie, il veillerait à ce que le pays reste proche de la France pour quatre-vingt-dix nouvelles années. Le général concluait sa lettre en prétendant que « les Cambodgiens » — il devait penser à Sihanouk — « étaient vaniteux, susceptibles, idiots et très têtus ». Il trouvait vain de vouloir les attaquer de front, alors qu’au contraire, si on savait prendre ses habitants, on pouvait s’attacher le pays pour de nombreuses années.
Sihanouk, dans le même temps restait à Angkor, isolé des missions diplomatiques et de la presse étrangère. Sa croisade était immobilisée. À la mi-juin, il décidait d’aller à Bangkok pour sensibiliser le public à sa croisade. Quand il arriva dans la capitale thaïlandaise, ses porte-paroles abreuvèrent les missions diplomatiques et les agences de presse locales de notices explicatives, réaffirmant les revendications indépendantistes cambodgiennes. Les Thaïs le remercièrent de sa confiance mais ne lui fournirent aucune aide. Lassé au bout de quelques jours par l’inactivité, Sihanouk retourne de mauvaise humeur à Siem Reap. Son escapade convainquit toutefois les Français du caractère instable du monarque et leur fit penser qu’il était sous l’influence au moins partielle des milieux francophobes et du Việt Minh.
Fin juin, Joseph Montllor, chargé d'affaires américain à Phnom Penh rencontrait Jean Risterucci, le commissaire français au Cambodge. Celui-ci lui confiait qu’il craignait que le roi ait excité le peuple avec une force telle que la situation risquait d’échapper à tout contrôle. Quelques jours plus tard, d’après David Chandler (en), Risterucci s’était ravisé et dans un autre entretien déclarait que l’histoire en marche était du côté des Cambodgiens. D’autres sources confirmaient que l’opinion khmère se rangeait largement derrière la croisade royale. Pour la plupart, il était temps que les Français s’en aillent. Les renseignements coloniaux abondaient dans ce sens en déclarant que « pour le roi, l’indépendance immédiate était une fin en soi, peu importe que le pays soit localement instable à cause d’une politique démagogique ».
Dans le même temps, en France, le gouvernement Laniel cherchait un moyen honorable de mettre un terme à la « sale guerre » en Indochine. Les négociations avec le Cambodge répondaient aux initiatives gouvernementales et permettaient d’envoyer les forces armées sur d’autres théâtres d’opérations. Sihanouk était pour sa part réticent à partager le crédit des événements ou à lier le destin du Cambodge à celui du Laos ou du Viêt Nam. Il vit que les Français étaient prêts à accéder à ses demandes et à négocier directement avec lui de la seule question cambodgienne. Afin de renforcer sa position, il mobilisait des forces populaires pour « défendre le pays contre l’insécurité, le Việt Minh et éventuellement toute agression étrangère » ; la dernière allusion visait de manière peu détournée les Français. À la fin août, les forces armées comprenaient quelque 130 000 personnes, mal armées mais enthousiastes. Une demande était faite aux autorités coloniales pour les équiper, mais elle restera sans réponse.
Les négociations aboutissaient, le 17 octobre, à la signature d’une convention qui transférait aux autorités cambodgiennes le contrôle de la police, de l’appareil judiciaire et d’une grande partie des forces armées. Le pouvoir colonial conservait la direction des opérations militaires à l’est du Mékong. À part cette restriction, le Cambodge présentait tous les signes de l’indépendance, ce qui ne signifiait pas pour autant qu’il fût sûr. Peut-être près d’un district sur six était sous le contrôle de la guérilla et plus de la moitié du pays subissait la nuit des attaques des Khmers Issarak ou du Việt Minh.
Une fois l’indépendance acquise, Sihanouk fit le voyage de Siem Reap à Phnom Penh, acclamé par des milliers de sujets enthousiastes. Ce retour, qui intervenait deux ans jour pour jour après celui de Son Ngoc Thanh, était encore plus triomphal que le précédent. Le 7 novembre, un corps composé de parlementaires de l’assemblée dissoute 11 mois plus tôt, élevait Sihanouk au rang de héros national. Deux jours plus tard, le 9 novembre 1953, l’indépendance du Cambodge était officiellement proclamée.
Après cette victoire, une nouvelle partie commençait pour Sihanouk. Il n’avait alors pas de plan pour gouverner le Cambodge. Sa tournée avant sa croisade ne lui avait pas permis d’élaborer le début d’une politique étrangère ; il n’avait pas défini de modèle économique et encore moins des priorités. Cependant, il avait dirigé son pays et l’avait amené à l’indépendance. Il avait réussi là où ses adversaires avaient échoué.

#### Les Accords de Genève (1954)
Dans les six mois qui suivirent, la France et le Việt Minh, poussés par les grandes puissances, engageaient des discussions à Genève. Dans le même temps, Sihanouk voulait montrer que le Cambodge était capable de s’assumer militairement. Il dirigeait, lors de l’opération Samaki (solidarité), une unité de l’armée cambodgienne dans une zone du nord-ouest du pays aux mains des rebelles. L’intervention de dix jours qui mobilisa un peu plus de 6 000 personnes permit de faire six prisonniers et de récupérer une trentaine de grenades. D’après Ben Kiernan, le Việt Minh espérait créer une zone de regroupement dans la région avant que ne débutent les négociations à Genève, mais l’opération en empêchera la réalisation.
En juin 1954, lors d’une conversation avec le général Paul Ély, commandant militaire français de l’Indochine, il affirmait que « ceux qui favorisent la démocratie au Cambodge sont des bourgeois ou des princes … Le peuple cambodgien est un enfant. Ils (les Cambodgiens) ne connaissent rien à la politique et ne s’en soucient guère ». Ces vues étaient partagées par les partisans de Sihanouk et ses conseillers français qui s’étaient succédé depuis 1947. Le monarque ne renoncera jamais à cette idée héritée du pouvoir colonial qui voudrait que les Cambodgiens soient restés des enfants à qui seul un gouvernement autoritaire et paternaliste pouvait être appliqué. Sihanouk, de ce fait, ne voyait pas l’intérêt de modifier un tant soit peu sa manière de gouverner ; il maintenait des liens culturels étroits avec la France qui partageait son point de vue.

La conférence qui aboutira aux accords de Genève

Dans le même temps, à la conférence qui venait de s’ouvrir à Genève, alors que les affaires du royaume khmer ne devaient occuper qu’une place limitée dans l’agenda, la délégation cambodgienne emmenée par Tep Phan, le ministre des Affaires étrangères de Sihanouk, et le général Nhiek Tioulong fit preuve d’une pugnacité inattendue pour défendre les acquis obtenus 8 mois plus tôt. Ils obtinrent, contrairement au Laos, qu’aucune partie du pays ne soit administrée par les alliés Khmers Issarak du Việt Minh, arguant que ceux-ci n’avait pas pris part au processus qui amena à l’indépendance. En outre, les Accords de Genève, signés le 20 juillet 1954, reconnurent également au Cambodge, et contrairement là aussi au Laos et au Viêt Nam, le droit, en cas de besoin de faire stationner des forces étrangères sur son territoire. Norodom Sihanouk attribuait à sa croisade – niant le rôle préparatoire qu’avait pu jouer les différentes guérillas – ce résultat qui renforçait son royaume sur le plan international.
Après avoir en septembre 1954 tenté, sans succès, de rejoindre le gouvernement, Son Ngoc Thanh se réfugiait près de la frontière thaïlandaise où avec le soutien de Bangkok, il regroupa quelque 2 000 Khmers Serei (Khmers libres) dans un camp paramilitaire. On peut aujourd’hui penser que le consentement américain accordé aux supports sud-vietnamien et thaïlandais à Thanh ainsi qu’aux divers complots qui se succéderont lors des années 1950 a contribué à altérer la confiance que Sihanouk aurait dû avoir envers Washington. Son oncle, Monireth, réputé pro-occidental, écrivait dans ses mémoires que les officiels américains pratiquaient vis-à-vis du Cambodge une politique naïve et envahissante. D’après lui, après les accords de Genève, les États-Unis bénéficiaient de nombreux atouts, notamment avec l’anticommunisme viscéral des élites de Phnom Penh, mais les perdirent l’un après l’autre en quelques années à cause de leurs maladresses.
Dans le même temps et en prévision des élections prévues en 1955 par les accords de Genève, Yem Sambaur, Sam Nhean, Nhiek Tioulong et Lon Nol, les responsables des petits partis n’ayant aucun siège dans l’assemblée précédente, s’associaient au sein de Sahapak (le Parti Unifié). Ils cherchaient une stratégie pour laisser les démocrates hors-jeu et gouverner le pays. Ces dirigeants ayant été parmi ses plus proches collaborateurs, Sihanouk, ne fut pas long à leur accorder son soutien. Le roi comptait sur leur capacité d’organisation alors qu’en contrepartie ils espéraient bénéficier de la popularité du monarque. Cette alliance perdurera jusqu’à la déposition de Norodom Sihanouk en 1970.

#### La réforme constitutionnelle avortée (1955)
Au début de 1955, Sihanouk décidait d’organiser un référendum afin de soumettre les résultats de sa croisade à l’assentiment populaire. Près d’un million de votants participaient à la consultation. Un membre canadien de la Commission internationale de contrôle et de supervision issue des accords de Genève, affirmait que le scrutin se déroulait dans l’ordre mais n’était pas du tout secret. Les résultats publiés donnaient 925 667 bulletins en faveur du roi et 1 834 contre.
Une fois les résultats connus, Sihanouk ordonna l’arrestation de plusieurs responsables de journaux qui remettaient en cause le fait qu’il était le seul artisan de l’indépendance du pays et datait celle-ci des accords de Genève, minimisant la portée du traité de novembre 1953. L’opposition ainsi muselée, les conseillers du souverain réécrivaient la constitution. Le droit de vote était accordé aux femmes ; les pouvoirs du roi était étendus et les électeurs pouvaient révoquer des représentants « qui ne donnaient pas satisfaction ». La légation britannique notait que ces propositions étaient bien intentionnées et plus conforme aux réalités cambodgiennes que la constitution de 1947. Toutefois, rajoutait le rapport, les idées pro-occidentales propres à instaurer une démocratie libérale avaient été retirées et la nouvelle réglementation semblait faite pour protéger les intérêts du roi. Les observateurs du Royaume-Uni s’opposaient à cette nouvelle constitution, car elle semblait destinée à remettre en cause la tenue d’élections nationales. Sihanouk rechignait à faire approuver ces nouveaux textes par l’assemblée – qu’il avait dissoute trois années auparavant – arguant que la constitution ayant été attribuée par lui, il pouvait la modifier comme bon lui semblait. Cette opinion semblait influencée par un ensemble de facteurs comprenant la haine persistante qu’il nourrissait à l’égard des démocrates, l’idée qu’il se faisait du « petit peuple cambodgien » et les conseils de quelques personnalités opposées au parlement tels Lon Nol, Sam Sary ou Sim Var, qui lui recommandaient de « dépolitiser la politique cambodgienne ». Le 27 février 1955, à la surprise générale et déçu par les réserves suscitées par ces nouveaux textes, Sihanouk décidait de les faire retirer. Mais l’étonnement sera à son comble quand, quatre jours plus tard, le monarque lancera ce qu’il appellera plus tard dans ses mémoires sa « bombe atomique ».

### Le prince politicien (3 mars 1955)

#### Création du Sangkum et victoire aux élections (1955)
Le 3 mars 1955, prétextant vouloir plus s’impliquer dans la politique de son pays et « se rapprocher de son peuple », Sihanouk décidait d’abandonner le rôle cérémoniel que lui donnait depuis quatorze ans son trône et abdiquait au profit de son père, Norodom Suramarit.

Statue de cire du roi Suramarit, qui succéda à son fils le.

La décision surprenait tout le monde et, même dans ses mémoires, Sihanouk n’en donne pas de motivation. Un rapport américain de l’époque prétend qu’il aurait découvert que les démonstrations populaires en faveur de ses réformes étaient en fait orchestrées par ses conseillers et ses partisans. Attristé que sa popularité puisse n’être que de façade, il aurait craint de devenir l’instrument d’un des partis dans les futures élections qui se profilaient. Quoi qu’il en soit, l’abdication modifiait la donne politique. Les élections furent repoussées à septembre 1955 et Sihanouk prit le titre de Samdech upayuvareach (le prince qui avait abandonné son trône). Peu après, dans un discours il donnait un aperçu de son futur programme en fustigeant « les politiciens, les riches, les gens éduqués qui ont l’habitude d’utiliser leur savoir pour duper les autres et joncher d’innombrables obstacles la voie que je dois suivre pour diriger mon peuple ».
Pendant quelque temps, Sihanouk et ses conseillers pensaient former un gouvernement d’union nationale dirigé par lui-même et qui se serait placé au-dessus des partis. Le système multipartiste inspiré des modèles occidentaux défaillait un peu partout en Asie du Sud-Est et un penchant pour le parti unique fleurissait dans les anciennes colonies au fur et à mesure qu’elles accédaient à leur indépendance.
Début avril, avant de s’envoler pour la conférence de Bandung qui doit réunir en Indonésie les pays africains et asiatiques, Sihanouk annonçait la création d’un mouvement - il insistait pour qu'on ne l’appelle pas « parti » – national politique, le Sangkum Reastr Niyum, que l’on peut traduire par communauté socialiste populaire. Les statuts du mouvement déclaraient que « notre association doit répondre aux aspirations du petit peuple, le vrai peuple du Royaume du Cambodge que nous aimons. Notre communauté... veut lutter contre l’injustice, la corruption, les exactions, l’oppression et la trahison contre notre peuple et notre pays ». Tout membre du Sangkum devait s’engager à ne pas faire partie d’une formation politique.
À Bandung, Sihanouk s’affirmait sur la scène internationale. Il savourait cette nouvelle stature et profitait de l’occasion pour rabaisser les démocrates et le Pracheachon, prenant à son compte leur neutralisme et leur antiaméricanisme. Courtisé par Nehru, Zhou Enlai ou encore Soekarno, il était convaincu que son point de vue sur les problèmes internationaux comptait pour ses dirigeants. Il en déduisait que sa méfiance vis-à-vis des États-Unis était largement partagée et justifiée. Zhou Enlai lui conseillait même de garder une mission d’aide militaire française et de rejeter l’assistance américaine qu’il allait pourtant accepter.
En effet, dès son retour, en mai, le gouvernement intérimaire de Sihanouk signait un accord d’aide militaire avec les États-Unis, ce qui eut le don d’exaspérer les défenseurs du parlement qui estimaient qu’une telle décision nécessitait l’aval de l'assemblée nationale. Lorsque le prince Norodom Phurissara (en), le secrétaire général du parti démocrate, protesta contre cet accord, le gouvernement menaça de le faire arrêter. Avec cette alliance, l’impopularité de Sihanouk était à son paroxysme auprès des plus radicaux de ses sujets.
La décision d’accepter l’aide américaine semblait toutefois logique, mais aura de lourdes conséquences pour l’armée cambodgienne qui bien que correctement équipée par Washington, ne sera jamais entraînée au combat. La manœuvre semblait adroite ; tout en menant une politique antiaméricaine, le Cambodge bénéficiait de l’assistance militaire des États-Unis. Cette dernière lui apportait un nombre important de soutien internationaux alors que son non-alignement lui attirait une certaine sympathie au sein de l’intelligentsia cambodgienne. Mais Sihanouk et ses conseillers voyaient d’un mauvais œil la déposition à Saigon de Bảo Đại et la mise en place dans la seconde partie de l’année 1955, de la République du Viêt Nam par Ngô Đình Diệm. Dans le même temps, à Bangkok, le gouvernement de Plaek Pibulsonggram poursuivait son soutien à Son Ngoc Thanh. La décision de se distancier de ces deux régimes proches alliés des États-Unis allait dans le sens de l’opinion publique locale et semblait en adéquation avec l’intérêt du royaume. En outre, le courant pro-américain était alors très faible au Cambodge et dans le cas d’une confrontation dans le Sud-Est asiatique impliquant les Forces armées des États-Unis, l’aide que le royaume khmer pourrait apporter semblait fragile.
En conséquence, la position neutraliste de Sihanouk encouragea les services secrets américains, dont la CIA, à soutenir tout mouvement khmer se réclamant de l’anticommunisme. Comme les Français avant eux, les Américains trouvaient dur d’accepter que le Cambodge puisse défendre des intérêts propres, différents de ceux du « monde libre ». Ainsi, l’ambassadeur américain à Phnom Penh mettait la méfiance du monarque à l’égard de son pays sur le compte de son « besoin permanent de se justifier » plutôt que sur celui de craintes pas forcément infondées. Les radicaux cambodgiens de leur côté trouvaient le ralliement du prince à des positions plus neutres tardif et feint ; pour eux, le problème restait l’aide militaire américaine qui pouvait faire de l’armée de leur pays une force anticommuniste. Leurs arguments avaient toutefois été une nouvelle fois escamotés par Sihanouk qui tout en faisant sienne leur thèse avait obtenu, grâce à l’assistance des États-Unis, que le budget de la défense nationale soit pris en charge par Washington pour les huit prochaines années.
Alors que les élections se profilaient, Sihanouk tentait de soustraire la politique cambodgienne à l’influence des partis. Mais encore en avril, beaucoup d’observateurs pensaient que le parti démocrate remporterait le scrutin. Cependant, la police et la milice aux ordres de Dap Chhuon multipliaient les brutalités et autres mesures d’intimidation. Plusieurs journaux indépendants furent fermés et leurs propriétaires emprisonnés. En province, de nombreux communistes et démocrates furent incarcérés puis libérés après le scrutin, sans avoir été jugés. Ailleurs, des villageois étaient rassemblés à la pagode où ils devaient jurer devant des moines de voter pour le Sangkum. Dans certains districts, les candidats royalistes subissaient une forte pression pour garantir à leur mouvement au moins 80 % des suffrages. Les bruits quant aux actes de violence qui se répandaient à travers le pays par le bouche-à-oreille suffisaient dans la plupart des cas à contenir les velléités de contestation.
Le mélange de terreur, de favoritisme, de propagande et de mépris pour les élites qui sévissait alors allait devenir monnaie courante dans les années qui suivront. Après 1955, la contestation allait être étouffée et les dissidents emprisonnés. Malgré tout, la campagne continuait et les démocrates, poursuivaient leurs discours où ils fustigeaient l’absolutisme et le sous-développement endémique. Pour contrer ces arguments, la presse proche du Sangkum développait une approche originale du malaise social, prétextant que les indigents devaient leur pauvreté à leurs méfaits commis dans leurs vies précédentes alors que les plus aisés jouissaient du fruit des bonnes actions de leurs existences passées. Cette affirmation allait par la suite devenir un des piliers du « socialisme bouddhiste » prôné par le Sangkum.
Quand la date du scrutin arriva, le résultat ne faisait aucun doute. Mais le score des candidats du Sangkum — crédité de 82 % des voix et la totalité des sièges — avait surpris la plupart des observateurs. Les démocrates, qui n’avaient réuni que 12 % des votes, se plaignaient que dans les circonscriptions où le mouvement royaliste avait perdu, les urnes aient été détruites et les candidats du Sangkum avaient été décrétés vainqueurs sans autre forme de procès.
Il n’est pas possible de savoir quel score la formation sihanoukiste aurait obtenu sans les manœuvres d’intimidation citée plus haut, mais il semble probable que le Sangkum aurait quand même atteint une majorité confortable. Toutefois, le prince aurait dû affronter une partie de l’assemblée résolument hostile. L’idée d’une telle opposition, même stérile lui aurait été intolérable et il aurait voulu en exclure toute possibilité. Grisé par sa victoire, Sihanouk réunissait un congrès du Sangkum à Phnom Penh. Plusieurs milliers de membres votaient alors à main levée la réforme constitutionnelle que le prince avait tenté de faire accepter en début d’année. Ce vote évitait de devoir discuter ou modifier la réforme devant l’assemblée. Pour Sihanouk, le congrès suivait le mode de fonctionnement de la démocratie dans la Grèce antique et ces réunions allaient devenir banales dans les années à venir.
La plupart des Cambodgiens étaient alors prêts à accepter que leur monarque, âgé de trente-trois ans modifie un régime parlementaire dont ils n’avaient pu percevoir les avantages pendant les neuf dernières années.

#### Le socialisme khmer (1956)
Conforté sur le plan intérieur, Sihanouk amorce, tout en préservant l’aide militaire américaine, un rapprochement avec les pays du camp communiste, moins exigeants que ceux du camp occidental au moment de fournir une assistance. Il entreprend ainsi durant l’année 1956 des visites officielles en Chine et en Europe de l’Est.
Il affectionne tout particulièrement ces tournées. Le premier déplacement de l’année sera toutefois pour les Philippines, où le gouvernement et les médias tentèrent en vain de lui forcer la main pour le faire adhérer à l’OTASE. À son retour, il expliquera qu’il avait été facile de déjouer les plans des Philippins qui étaient citoyens d’« une nation qui était tombée sous la domination d’une puissance étrangère ». Il espérait alors recevoir plus de soutien et d’appuis de la part de Pékin, étape suivante de son périple, que des Philippines et de leurs alliés pro-américains.

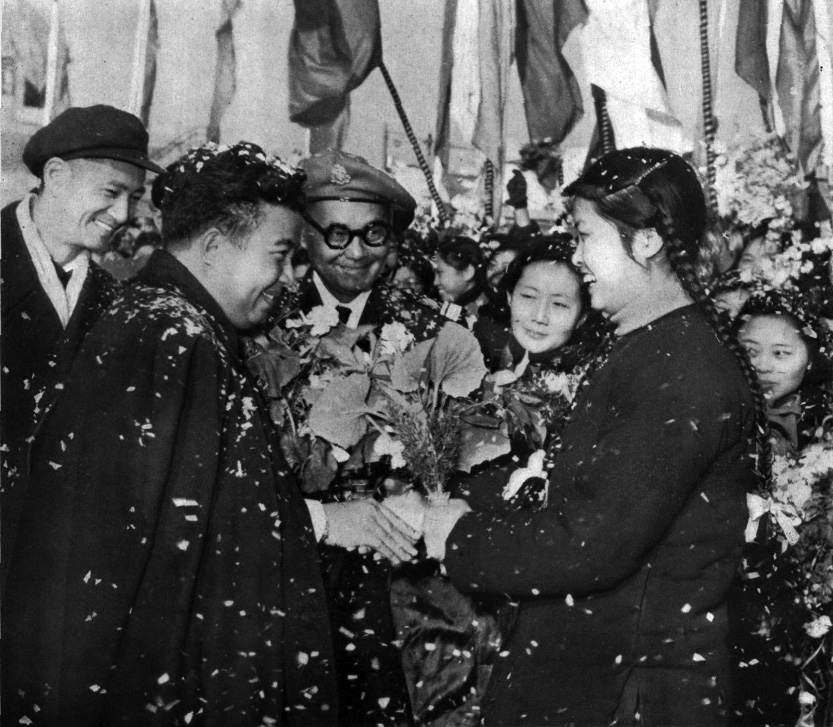
L'accueil chaleureux qu'il reçoit à Pékin marquera pour longtemps Norodom Sihanouk.

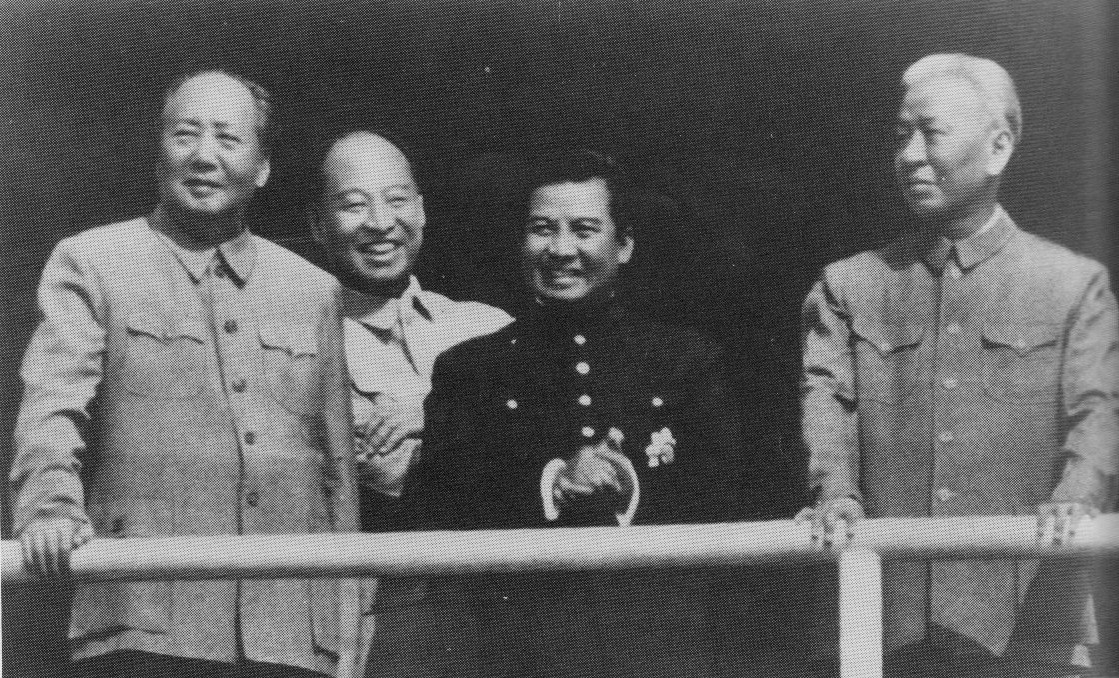
Mao Zedong, Peng Zhen, Norodom Sihanouk et Liu Shaoqi.

Le voyage en Chine fut plus gratifiant. Le prince louait ses hôtes qui avaient su, contrairement au régime de Manille, « rester sur leurs propres pieds ». Il fut impressionné par le sens du devoir des habitants ainsi que l’absence apparente de hiérarchie et de corruption. Il retrouvait Zhou Enlai et se liait d’amitié avec Mao Zedong. On lui servit des plats somptueux et on sut le flatter. Les Chinois promirent une aide économique de 40 millions de dollars qui contrairement à celle des Américains était sans contrepartie. Plus tard dans l’année, Sihanouk reçut le même traitement lors de ses visites en Tchécoslovaquie et en Pologne.
À son retour de Pékin, Sihanouk dut subir l’animosité des gouvernements thaïlandais et sud-vietnamien dont les journaux l’accusaient d’être un prince rouge qui avait fait alliance avec le diable et dont le pays devenait une base avancée du communisme. Le gouvernement de Diệm à Saïgon imposait même un blocus temporaire. Paradoxalement, ces mesures de rétention n’eurent pas l’effet escompté mais confortèrent plutôt Sihanouk dans ses convictions sur la justesse de ses choix.
Au même moment, Robert McClintock, premier ambassadeur américain à Phnom Penh, jugeait Sihanouk maladroit, dogmatique et cassant. Le diplomate de son côté avait la réputation de manquer de subtilité. Ses avertissements à Sihanouk sur les dangers du communisme agaçaient ce dernier et lui rappelaient trop les leçons sur la démocratie parlementaire que lui servaient les démocrates quelques années auparavant. En revanche, Pierre Gorce, l’ambassadeur de France, estimait que les relations diplomatiques avec le Cambodge dépendaient du maintien de liens cordiaux avec le prince.
En mars 1956, Sihanouk se lançait dans un programme de « socialisme khmer ». Alors que des Ea Sichau, Thiounn Mumm ou autre Youtevong s’étaient convertis au socialisme après avoir lu de nombreux ouvrages, le prince semble avoir été séduit par le terme lui-même et parce que de nombreux dirigeants tels ses nouveaux amis Nehru, Zhou Enlai ou Soekarno en épousaient les thèses. Devenir socialiste était alors dans l’air du temps. Plus tard, le socialisme khmer se transforma en socialisme bouddhiste, affirmant chercher le consensus entre les dirigeants et les dirigés qui aurait permis aux régimes angkoriens de progresser. Sihanouk prétendait prendre dans le communisme ce qu’il y avait de meilleurs, laissant de côté le marxisme et la lutte des classes, ceci afin, toujours d’après le monarque d’« empêcher le triomphe du communisme au Cambodge ».
Le prince souhaitait en réalité une société mobilisée pour perpétuer les traditions. Le socialisme khmer, puis bouddhiste, reposait sur une vision idéaliste des relations sociales cambodgiennes. Pour le mettre en place, Sihanouk tablait sur la déférence des plus modestes et sur la bonne volonté des élites. Ce système impliquait une intervention de l’État dans beaucoup de domaines de la vie courante, alors que l’agriculture et le commerce restait dans la sphère privée. Sihanouk espérait que le socialisme permettrait de maintenir le statu quo tout en développant l’éducation des masses.
Pour appréhender le contexte politique khmer de l’époque, il faut prendre en compte l’environnement social qui prédominait. L’optimisme de Sihanouk sur le potentiel du Cambodge était largement partagé. Jusqu’en 1963, et peut être même 1966, la plupart des promesses allaient être tenues et l’affection du peuple khmer pour son monarque était bien réelle. La volonté des opposants de l’évincer restait marginale. Les sujets formaient une masse souriante, silencieuse et déférente envers le prince. Quand ils pensaient politique, ils acceptaient leur statut et laissaient Sihanouk présider à leurs destinées. Grâce ou à cause de cette timidité, il pouvait compter sur des sujets pour la plupart loyaux et chaleureux à son égard.
Sihanouk était très certainement le monarque le plus proche de ses sujets que le Cambodge ait jamais connu. Inlassablement, il sillonnait son royaume, inaugurant des écoles, des hôpitaux, des usines, des parcs ou des barrages. Parfois, il semble qu’il était même prêt à inaugurer d’anciens bâtiments qui n’avaient eu qu’une couche de peinture fraiche. Dans ces circonstances, il se livrait à des discours de plusieurs heures devant des foules de notables locaux, de moines, d’écoliers et de ceux que l’on appelait le petit peuple, immobiles en plein soleil. Durant ces allocutions, il admonestait ses opposants, plaisantait sur sa vie privée, fustigeait les étrangers, félicitait ses auditeurs de l’écouter et louait la gloire d’Angkor. Il demandait à tous de travailler dur pour la nation et évoquait le prestige du Cambodge. Les discours étaient retransmis plusieurs fois, mais les résumés qui paraissaient dans la presse française faisaient l’impasse sur les passages les plus polémiques. En d’autres termes, Sihanouk faisait un discours en cambodgien pour ses « enfants » et un autre pour la postérité. Malheureusement pour lui si le but avait été d’édulcorer ses propos devant les médias internationaux, les discours étaient aussi enregistrés et traduits par la presse locale en chinois, la BBC, l’ambassade des États-Unis et le service information du département d'État des États-Unis. En une occasion, en 1962, alors que Sihanouk avait fustigé de manière peu amène l’administration de Washington, il avait tenu à rajouter qu’il « nierait avoir tenu de tels propos si d’aventure on venait à le lui demander », provoquant l’hilarité de la foule et du préposé de l’ambassade américaine chargé de retranscrire l’allocution.
Avant 1960, Sihanouk avait atteint son apogée. Son pouvoir n’était pas encore absolu. Jusqu’à la mort de son père, ses parents ainsi que certains de ses proches avaient une influence, certes réduite, sur ses décisions, mais l’opposition à son leadership était désorganisée et muselée. Le Cambodge était alors dans une position beaucoup plus favorable qu’elle ne le sera à partir de 1965, quand les combats commenceront à faire rage au Viêt Nam voisin. Quasiment tout le monde mangeait à sa faim et la plupart des paysans possédaient le sol qu’ils exploitaient. De nombreuses terres cultivables étaient disponibles et les villes regorgeaient d’opportunités d’embauche. Des centaines de milliers d’enfants fréquentaient les écoles nouvellement construites grâce à l’aide internationale. Les dépenses militaires étaient prises en charge par les États-Unis. Pour la première fois le Cambodge vivait en paix. Comparé avec les périodes qui allaient suivre et celles qui les avaient précédées, les années de 1955 à 1965 sont considérées par la plupart de ceux qui les ont vécues comme un âge d’or. Une majorité de Cambodgiens estimaient qu’ils devaient cette embellie à leur dirigeant.
Toutefois, même si à l’époque il semble avoir été probe, il ne fit rien pour décourager la corruption. Bien qu’il sût se montrer très rancunier envers ceux qui avaient osé le défier et même cruel envers ses opposants, il refusait de punir ses subordonnés ou les membres de sa famille accusés de corruption ou d’incompétence. Il considérait les Cambodgiens comme ses enfants et attendait d’eux avant tout qu’ils soient loyaux à son égard. De ce fait, si on excepte quelques vieux politiciens en qui il avait toute confiance tels Son Sann et Penn Nouth ou des conseillers étrangers comme Charles Meyer et Donald Lancaster, son entourage était composé de sa famille, de courtisans et d’obligés.
Si en mars 1956, les journaux proches des démocrates furent autorisés à paraitre à nouveau, on refusa toujours au parti d’organiser des manifestations même de soutien à la politique neutraliste du Prince. Dès cette époque, Norodom Sihanouk faisait un distinguo entre les régimes communistes alliés et les membres des partis politiques « gauchistes » accusés de subversion.
Au même moment, inspiré par ce qu’il avait vu en Chine, Sihanouk entreprenait des réformes, mais celles-ci restaient modestes, le prince n’étant pas désireux de mettre en place des mesures qui pourraient remettre en cause sa position dominante. Il était encouragé dans cette voie par l’image qu’il avait de la plupart des chefs d’État avec qui il avait les accointances les plus fortes tels Nicolae Ceaușescu, Kim Il-sung ou Tito qui comme lui étaient connus pour être autoritaires et appréciaient le pouvoir, ainsi que par les plus humbles de ses sujets qui de tout temps considéraient les monarques du Cambodge comme des génies tutélaires du royaume khmer.

#### La fin des démocrates (1957)
Malgré (ou à cause de) la victoire écrasante aux élections, les députés ne tardèrent pas à braver les différents gouvernements. Certains parlementaires, qui avaient visité la France étaient rentrés envieux du pouvoir qu’avaient leurs homologues du Palais Bourbon, alors qu’eux-mêmes étaient soumis au bon vouloir du prince qui pouvait dissoudre l’Assemblée à sa guise. Cette menace planait telle une épée de Damoclès, au-dessus de la tête de personnes qui étaient devenues pleines de ressentiment, déplorant que les membres des gouvernements ne participent pas aux débats parlementaires et que la plupart d’entre eux n’étaient pas issus des rangs de l’assemblée. La succession des différentes crises amena Norodom Sihanouk à présenter sa démission du poste de Premier ministre qu’il occupait par intermittence, mais le roi Norodom Suramarit la rejeta six fois, avant de finalement l’accepter en juillet 1957. Mais au lieu de prendre du repos, le prince décidait de rester à Phnom Penh et de présider le congrès bisannuel du Sangkum ; un certain Phlek Phoeun, choisi par Sihanouk pour lui succéder profita du congrès pour négocier la constitution de son gouvernement, ce qui eut le don d’irriter le monarque et l’amena dès lors à saborder la candidature de son successeur désigné et fit adopter une motion de défiance à son égard. Après le congrès, le prince se retira dans un monastère près d’Angkor pour se reposer et le roi nomma Sim Var comme Premier ministre.
La manière dont le prince avait conduit le congrès témoignait de sa grande lassitude. Même s’il était et restera un bourreau de travail, habitué à passer dix-huit heures d’affilée sur les dossiers qu’on lui présentait, la gestion de tous ces ministères l’avait exténué. Avant son départ vers Siem Reap, il diffusa une lettre ouverte dans laquelle il se plaignait d’essuyer des critiques qui le condamnaient sans répit. Les démocrates étaient la cible privilégiée de ces attaques et lors du congrès il avait prétendu que s’il venait à mourir, ils ne seraient pas longs à reprendre le pouvoir.
À partir de ce moment, Sihanouk mit au point une tactique qu’il affectionnera à l’avenir, consistant à céder les rênes du pays à ses opposants et à organiser des manifestations demandant à la nouvelle administration de changer sa politique. Ces protestations lui permettaient alors de revenir aux affaires tel un sauveur, mais accentuaient d’autant sa fatigue. Il savait alors jouer du rôle de père de la nation qu’il s’était arrogé, reprochant alors à ses « enfants » leur ingratitude et leur manque de respect filial.
Les personnes qui se gaussaient des élucubrations du prince le faisaient à leurs risques et périls. Outre que Sihanouk abhorrait l’idée de ne pas être pris au sérieux, les attaques qu’il lançait en réponse aux critiques n’étaient pas dénuées de quelques fondements. Les accusations d’aide américaine aux démocrates s’appuyaient sur le fait avéré que tout au long des années 1950, l’ambassade des États-Unis, sur instruction de Washington, tenta de trouver des forces et des personnalités qui pourraient contrecarrer la politique du monarque jugée trop procommuniste. Une directive confidentielle du Département d'État des États-Unis datée d’avril 1958, précisait même qu’« afin de maintenir l’indépendance cambodgienne et de contrecarrer le basculement vers une neutralité procommuniste, le gouvernement américain doit encourager les individus et les groupes qui refusent de traiter avec le bloc communiste et pourraient servir à élargir la base politique du Cambodge ». En procurant une aide secrète à des personnes suffisamment intrépides pour oser défier un dirigeant autoritaire, irritable mais populaire, les États-Unis se mettaient dans une position qui allait s’avérer bien délicate.
De Siem Reap, Sihanouk annonçait qu’il se retirait de la politique et renonçait à ses fonctions au sein du Sangkum. Deux semaines plus tard, il rentrait quand même à Phnom Penh, revenant sur sa démission et reprenant ses attaques contre les démocrates, les invitant à débattre avec lui des problèmes cambodgiens. Les leaders du parti demandèrent une audience privée mais le prince désirait un débat public avec les principaux responsables religieux, la presse et une assistance nombreuse. La police visita le domicile des principaux dirigeants du parti, insinuant qu’une absence de réponse à l’offre princière serait considérée comme un acte de trahison. Cinq d’entre eux se résignèrent à participer au débat.
La discussion eu lieu le 11 août 1957 devant le palais royal. Il était retransmis et des milliers de personnes s’étaient amassées à l’extérieur de l’enceinte pour écouter la discussion diffusée par haut-parleurs. Sihanouk accaparait la quasi-totalité du temps de parole. Il demandait aux démocrates de fournir des preuves factuelles des malversations dont ils accusaient le régime. Contrariés par le contexte et par l’agressivité de Sihanouk, ils marmonnèrent qu’ils avaient besoin de temps pour réunir de telles preuves, mais qu’ils lui étaient loyaux et qu’ils n’avaient jamais eu l’intention de lui causer du tort. Le prince leur répondait qu’il les trouvait hypocrites et leur demandait de joindre sur le champ le Sangkum. Leurs hésitations, entendues par des milliers de personnes étaient assimilées à une félonie. Au bout de près de trois heures, Sihanouk leva la séance et souhaita un « bon appétit » à ses interlocuteurs.
Alors qu’ils quittaient le palais, les démocrates furent tirés de leurs véhicules et molestés par des militaires et des gardes. Dans les trois jours qui suivirent, on recensa une trentaine d’actes de violence perpétrés par des hommes en uniforme à l’encontre de personnes suspectées d’appartenir au parti démocrate. S’il est difficile de déterminer si ces actes avaient été ordonnés par le prince lui-même, par Lon Nol alors responsable de l’armée ou étaient spontanés, ils ne furent jamais condamnés par quiconque et aucun de ceux qui les avaient commis ne fut inquiété. Après ces évènements, Sihanouk décidait de partir en France pour des vacances.
Le débat et son épilogue sonnèrent le glas du parti démocrate. L’opposition des élites cambodgiennes à Sihanouk passa dans la clandestinité et ne réapparaitra qu’une dizaine d’années plus tard par le biais de ses ailes les plus radicales. De plus, le discours véhément du prince devant une foule abondante, l’humiliation publique d’adversaires impuissants puis les violences physiques à peine voilées n’étaient que les prémices du traitement qui allait attendre ceux qui oseraient s’opposer à l’avenir au régime.

#### Nouvelle dissolution de l’Assemblée (1958)
Sihanouk parti pour la France, Sim Var, dirigeait le gouvernement qui se contentait de « suivre la voie tracée par le prince ». Les parlementaires ne furent pas longs à reprendre leurs vieilles habitudes de monnayer leur influence en se présentant par exemple comme des associés incontournables dans des commerces avec des importateurs et des hommes d’affaires. Ces agissements s’étaient intensifiés depuis l’échec de plusieurs campagnes anti-corruption en 1956. Les députés furent toutefois irrités par la réserve du nouveau Premier ministre à leur égard et par son autoritarisme. Des lettres anonymes furent envoyées en France au monarque, dénonçant ces dérives. Le roi Norodom Suramarit ayant refusé d’intervenir, le pouvoir se délita et Sim Var, par le biais d’un éditorial dans un journal acquis à sa cause demandait instamment le retour du prince, affirmant son intention de démissionner dès que l’avion de Sihanouk se poserait à Pochentong. Quand Sihanouk revint de France, il ne voulait pas reprendre la tête du gouvernement et pensait que la crise allait se résorber d’elle-même. Toutefois, Sim Var était plus que jamais résolu à céder la place et ses ennemis à le faire partir. Le Premier ministre suggéra alors de dissoudre l’assemblée, ce que Sihanouk hésitait à faire et décida de soumettre la question lors d’un prochain congrès du Sangkum qui fut convoqué pour janvier 1958. Il espérait qu’un débat allait régler le problème, mais les dissensions entre Sim Var et le parlement étaient trop profondes pour être aplanies. Après deux jours de discussions, le gouvernement demandait au roi de dissoudre l’assemblée. Le décret fut publié et les députés élus en 1955 furent renvoyés à leurs foyers. Sihanouk était finalement ravi de pouvoir changer un parlement moins docile que prévu et de choisir des candidats du Sangkum qui devaient être élus sans opposition.
La sélection de ces personnes permettait d’asseoir le pouvoir politique du prince qui, dans le même temps, avait accepté de reprendre une nouvelle fois les rênes du gouvernement. En février, aidé de Chau Seng, un intellectuel de gauche fraichement revenu de France, et quelques conseillers, il devait traiter quelque 700 candidatures d’hommes et de femmes tous désireux d’occuper les bancs de la nouvelle assemblée.
Pour faire ses choix, Sihanouk n’avait pas voulu tenir compte de l’avis des caciques du Sangkum et la campagne sera animée par de nouvelles composantes du parti, telles les jeunesses socialistes royales khmères (JSRK) plutôt que par son comité central. Le monarque s’agaçait de plus en plus à l’encontre de son mouvement et des personnes qu’il avait choisies pour le diriger. Deux de ses secrétaires généraux furent même renvoyés en 1957. Au début de 1958, la formation passait de plus en plus entre les mains de l’entourage du prince. Avec le temps, le terme Sangkum, qui venait d’un mot pali qui signifierait « venir ensemble », allait être synonyme de la politique que Sihanouk voulait mener. Quand il s’exprimait à l’étranger, il appelait le système qu’il mettait en place « la société du Sangkum ».
Toutefois, bien que les visites officielles en Europe de l’Est et en Chine étaient des succès et malgré la faiblesse de l’opposition de gauche, Norodom Sihanouk focalisait la campagne pour les élections de 1958 sur un programme anticommuniste. Au congrès national du Sangkum en janvier, il accusait le Pracheachon, vitrine officielle des communistes cambodgiens, d’engendrer une rancœur à son encontre au sein du « peuple ordinaire ». Juste avant les élections, le prince publiait trois articles sur le communisme au Cambodge où il retraçait l’histoire du mouvement telle qu’il la voyait et s’appesantissait sur leur dépendance au Viêt Nam. Sihanouk visita également les districts où se présentait le Pracheachon et par ses attaques virulentes obtint que seul Keo Meas maintienne sa candidature à Phnom Penh.
Les élections se conclurent par une victoire écrasante du Sangkum (sur les 1,6 million de voix, seules 409 lui échapperont) mais virent une faible participation. Il semblait que les électeurs n’aient pas daigné se déplacer pour un scrutin dont le résultat était connu d’avance et pour choisir des députés dont ils avaient du mal à voir en quoi ils pouvaient avoir une incidence sur leur vie de tous les jours.
Devant la nouvelle assemblée, Sihanouk affirmait son intention de pouvoir conseiller ce nouveau parlement, spécifiant qu’il ne pourrait tenir un tel rôle en étant Premier ministre et étayant ses dires par une de ces formules dont il avait le secret : « Au théâtre, on ne peut pas être en même temps acteur, metteur en scène et spectateur ». Il rejetait par avance l’offre de diriger à nouveau le gouvernement, précisant que ce n’était pas lui, mais « le Sangkum qui est à la base de tout » et concluait en affirmant que si les députés ne l’aidaient pas, « le Cambodge connaitrait comme d’autres pays, sa révolution ». Sim Var était donc reconduit comme Premier ministre, mais très vite des différends avec le parlement apparurent sur les questions économiques et il fut contraint à la démission. Après des manifestations dans tout le pays réclamant son retour, Norodom Sihanouk acceptait de prendre la tête d’un nouveau gouvernement dans lequel figurait Hu Nim et Hou Yuon.
Dans le même temps, les relations avec la Thaïlande et le Sud-Viêt Nam se ternissaient. Des troupes vietnamiennes étaient accusées de franchir la frontière par bataillons entiers, à la poursuite d’opposants qui cherchaient refuge au Cambodge. Sihanouk se plaignit de ces incursions répétées auprès de l’ambassade américaine, avertissant qu’il désirait porter l’affaire devant le conseil de sécurité des Nations unies. L’ambassadeur Carl Strom menaça de suspendre l’aide militaire si les armes et munitions fournies par les États-Unis étaient utilisées contre une puissance alliée. Le prince répondit à cette intimidation en reconnaissant diplomatiquement la république populaire de Chine. Cette légitimation n’était pas du goût des ambassades occidentales, mais le coup devait être prévu depuis quelque temps déjà. Cela sema le désarroi au sein des voisins de l’OTASE et incita les Américains à chercher des solutions alternatives viables au régime Sihanoukien.

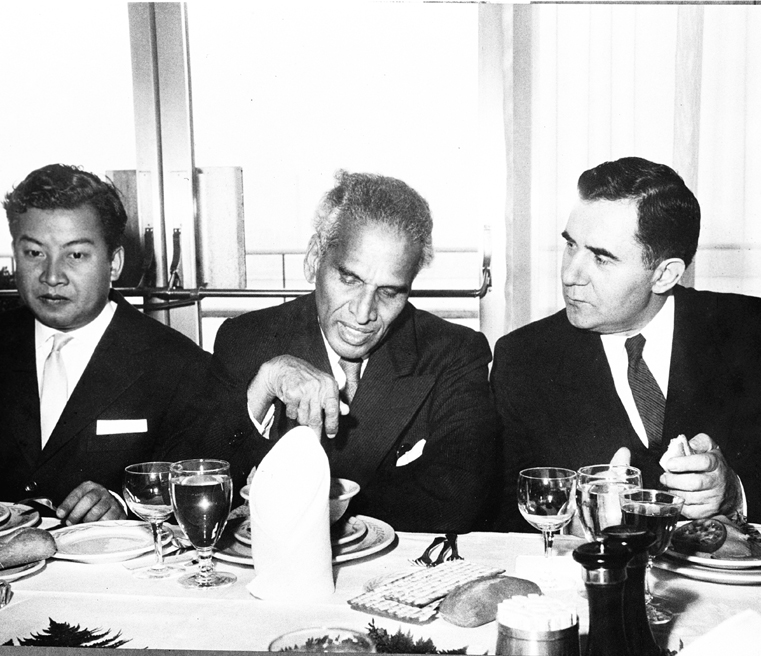
Norodom Sihanouk, en compagnie de V. K. Krishna Menon, ministre indien de la défense et Andreï Gromyko, ministre soviétique des affaires étrangères, lors de la 13e session de l'assemblée générale des Nations unies.

La décision de Sihanouk de reconnaitre le gouvernement de Pékin avait sûrement été motivée par une déconvenue survenue quelques mois plus tôt, quand l’armée thaïlandaise avait investi le temple de Preah Vihear, un sanctuaire du IXe siècle situé au sommet d’une falaise qui empiétait sur la frontière. Cette occupation menaçait de dégénérer en conflit ouvert. En 1959, le prince porta l’affaire devant la Cour internationale de justice de la Haye. Trois ans plus tard, au grand dam des autorités de Bangkok, le tribunal donna raison au Cambodge. En 1963, Sihanouk annoncera que le Cambodge accordait aux ressortissants thaïlandais des facilités d’accès au temple et renonçait à user du droit de demander la restitution des antiquités volées que le tribunal lui avait accordé. Mais loin de calmer la rancœur de Bangkok, cette déclaration fut ressentie comme une marque de condescendance à leur égard concernant un bien que malgré le jugement ils continuent encore de nos jours à considérer comme leur revenant.
Cependant, en 1958, Sihanouk n’était pas encore prêt à affronter les États-Unis ou à s’opposer à leur assistance. En octobre, il fit une nouvelle visite à Washington, la première depuis l’indépendance. Eisenhower et Dulles lui firent à nouveau la leçon, mais de manière moins doctrinale qu’en 1953.

#### Premières tensions avec Washington (1959)
À son retour au Cambodge, le prince eut à subir la première véritable opposition à laquelle il avait à faire face depuis 1952. Il s’agissait de deux conjurations, rapidement déjouées, mais qui montraient soit l’implication soit les soutiens des États-Unis, de la Thaïlande et du Sud Viêt Nam. Il parait surtout certain que ces deux machinations n’auraient jamais pu voir le jour si à partir de 1958, l’administration américaine n’avait pas favorisé les opposants. Elles jetèrent un froid dans les rapports du Cambodge avec ses voisins pro-occidentaux, irritèrent Sihanouk et détériorèrent pour longtemps les relations américano-cambodgiennes.

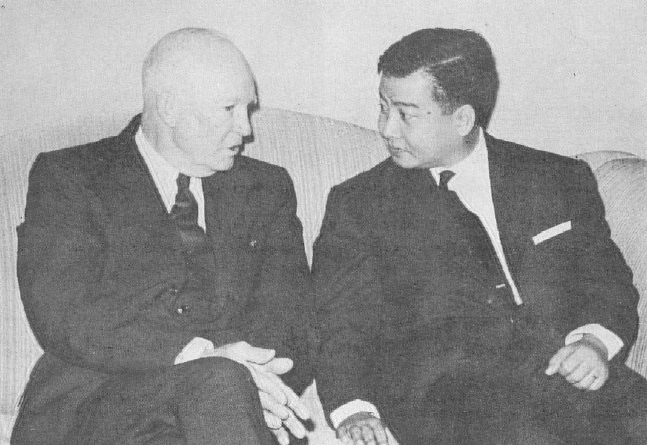
Norodom Sihanouk en 1959, avec le président Dwight D. Eisenhower.

Tout d’abord, le 13 janvier 1959, dans un discours prononcé à Kampong Cham, Norodom Sihanouk révélait qu’il avait eu connaissance de ce qu’il appelait « le complot de Bangkok », une conjuration visant à le déposer, mise en place par le Premier ministre thaïlandais Sarit Thanarat avec la complicité des services américains. Même si les preuves qu’il ait été nommément désigné restent faibles, Sam Sary, un ancien fidèle qui reprochait le virage à gauche du gouvernement et qui craignait d’être arrêté, s’enfuyait au Vietnam une semaine plus tard.
Ce fut ensuite Dap Chhuon qui fut accusé d’avoir fomenté un autre complot, financé par la CIA, et qui aurait souhaité l'établissement d'un État « libre » incluant les provinces de Siem Reap et Kampong Thum ainsi que les régions du sud du Laos qui étaient contrôlés par le prince laotien de droite Boun Oum. Chhuon prit le maquis dans son fief du Phnom Kulen où il passa quelque temps avant d’être capturé et tué.
Sihanouk tenta de normaliser ses relations avec le Sud Viêt Nam en rendant visite à Saïgon au président Ngô Đình Diệm, mais le 31 août 1959 un attentat eut lieu au palais royal qui tua trois personnes dont le prince Vakravan, directeur du protocole,. Parmi les commanditaires possibles, on évoquera les noms de Son Ngoc Thanh et Sam Sary alors que d’autres y verront la main des services secrets de Saigon, habituels bailleurs de fonds des deux premiers nommés. Sihanouk enfin, affirmera des années plus tard que les colis provenaient « d’une base américaine au Sud-Viêtnam ».
Les rapports avec les alliés des États-Unis ne s'en remirent pas : les relations diplomatiques avec la Thaïlande seront rompues en 1961, et celles avec le Sud Viêt Nam en 1963. Les Américains, de leur côté, après ces trois fiascos, semblent avoir mis moins d’intensité dans la recherche d’un allié non-communiste au Cambodge, mais Sihanouk n’allait plus se défier d’une suspicion à leur égard.
Cette méfiance profitait au Việt Minh, plus que jamais désireux de mettre à bas le régime de Diệm. Bien que conscient que des milliers de combattants communistes vietnamiens stationnaient de manière quasi systématique dans les zones frontalières à Kampong Cham, Prey Veng et Svay Rieng il ne désirait pas les attaquer, surtout depuis les évènements de 1959 qui n’avait fait que ranimer sa réticence à l’égard du gouvernement de Saigon. Au lieu de cela, il allait de plus en plus se défier des États-Unis, principal soutien du Sud Viêt Nam.

### Le chef de l’État du royaume du Cambodge (avril 1960)

#### Une opposition muselée (1960-1962)
Le 3 avril 1960, le roi Suramarit mourut « des suites d’une longue maladie ». Tout de suite après ce décès, sachant que la succession ne se règlera pas rapidement, Sihanouk persuadait son oncle, le Prince Monireth de diriger un conseil de régence en attendant la désignation d’un nouveau monarque. En fait, le fils du roi disparu n’était pas désireux de remonter sur le trône et ne voyait personne en qui il pouvait avoir suffisamment confiance pour le laisser prendre la couronne. Ranariddh, son fils aîné n’avait que 16 ans, et s’il avait été nommé roi, une partie du pouvoir risquait de tomber entre les mains d’un régent et, à sa majorité, il aurait pu devenir un soutien pour l’opposition. Une autre possibilité, appuyée par Monireth, était de choisir Sisowath Kossamak, veuve du roi défunt et accessoirement la sœur du premier nommé. Elle n’avait alors que 53 ans, était en bonne santé et avait un sens aiguisé de la politique. Toutefois, il aurait fallu modifier la constitution pour permettre à une femme de régner, et Sihanouk était réticent à laisser la couronne à sa mère. Outre que l’opposition de la reine à la liaison de longue date de son fils avec Monique Izzi n’était un secret pour personne, le prince semblait vouloir échapper à l'influence de sa mère, ou au moins la limiter, plutôt que de la renforcer en la laissant régner.

Statue de cire de la reine Sisowath Kossamak, gardienne, de 1960 à 1970, des traditions monarchiques d'un royaume sans roi.

Monireth, qui après 1941, avait à nouveau fait un moment office de prétendant, devait, non sans amertume, renoncer à toute ambition monarchique, mais Sihanouk doutait de sa résignation. À vrai dire, il semble que les relations entre les deux hommes ne furent jamais chaleureuses. Néanmoins, le neveu n’avait pas hésité à faire appel à son oncle durant cette crise mais avait placé certains de ses fidèles au conseil de régence afin de limiter le pouvoir du premier nommé. Quand Monireth tenta de réformer l’armée cambodgienne, en utilisant le conseil comme tribune, il échoua. Sihanouk, quant à lui, refusait de redevenir Premier ministre. Il proposait donc successivement cinq noms (dont Lon Nol et Nhiek Tioulong) qui tous déclinèrent l’offre. Le prince décidait alors de choisir Chuop Hell (en), le président de l’Assemblée nationale, qui acceptait de remplir temporairement les fonctions de chef de l'État. Sihanouk, qui voulait exercer les pouvoirs constitutionnels d’un monarque sans avoir à en assumer le cérémonial, menait campagne pour que ses vues soient approuvées par un référendum. Une telle consultation n’était pas sans risque pour la monarchie implantée depuis plus d’un millénaire au Cambodge et cela ne fit qu’envenimer les relations de Monireth avec son neveu à qui il reprochait cette nouvelle frasque. L’opinion de la reine Kossamak sur le sujet était difficile à cerner, mais, d’après David Chandler, il semble qu’en fin de compte elle se soit ralliée aux vues de son fils.
Comme pour les élections précédentes, la régularité du référendum est sujette à caution. Les électeurs devaient choisir entre un bulletin avec la photo de Sihanouk, un autre avec celle de Son Ngoc Thanh, pourtant condamné à mort auparavant par contumace, un bulletin rouge pour soutenir le communisme et enfin un dernier marqué d’un point d’interrogation pour signifier une abstention. Dans plusieurs bureaux, pour ne pas dire la plupart, les votants devaient rendre aux préposés, tous membres du Sangkum, les bulletins qu’ils n’allaient pas déposer dans l’urne. Ceux qui ne voulaient pas choisir Sihanouk devaient donc le faire au vu et au su de tout le monde, ce qui pouvait leur valoir un séjour en prison. Sans surprise, seuls 133 électeurs ne portèrent pas leur dévolu sur Sihanouk alors que de son côté, il recueillait plus de deux millions de voix. La constitution fut modifiée et un article (122) fut ajouté, autorisant l’assemblée à « conférer les pouvoirs et prérogatives de chef de l’État à une personnalité incontestée par le suffrage général de la nation ». Grâce à cette victoire écrasante, Sihanouk était conforté et pouvait gouverner sans craindre un rival potentiel sur le trône, des conseillers trop pressants ou une opposition trop puissante. Il semble acquis que même sans les diverses manipulations qui avaient émaillé le scrutin, le résultat n’aurait pas été sensiblement modifié. Pour beaucoup d’observateurs sur place, ce référendum ne faisait que confirmer un état de fait que personne n’osait remettre en question.
La reine Sisowath Kossamak restait au palais royal et avait pour mission d’incarner l'institution monarchique. Elle demeurait avec les regalia, les astrologues, le corps de ballet. Des proches de Sihanouk trouvèrent qu’en se démarquant de ce cérémonial il devenait plus libre de ses mouvements, mais aussi qu’il se laissait de plus en plus influencer par Monique Izzi et sa famille. Certains y virent un mauvais présage et pensèrent que cela affaiblirait la couronne. Quoi qu’il en soit, il semble qu’à partir de 1960, le prince prêtait moins d’attention qu’avant à l’étiquette royale et aux conseils politiques de sa mère.
Ces changements préludaient un accroissement des mesures répressives à l’encontre de l’opposition de gauche. À la fin août, plusieurs journaux sont fermés à Phnom Penh et une quinzaine de personnes soupçonnées d’être communistes, dont Khieu Samphân, directeur de l’hebdomadaire l'Observateur, furent arrêtés. Cela n’incitait guère les opposants à se montrer. Certains à gauche, comme Hou Yuon, Hu Nim et même Khieu Samphân intégraient finalement le Sangkum alors que d’autres, tels Tou Samouth, Saloth Sâr, Ieng Sary ou Nuon Chea restaient dans la clandestinité. D’anciens démocrates, comme Thonn Ouk ou Chean Vam ne désiraient pas revenir en politique, alors que les partisans de Son Ngoc Thanh avaient trouvé refuge et soutien financier à l’étranger.
Jusqu’à la fin 1963, aucune crise ne vint perturber le gouvernement de Sihanouk et les institutions du Sangkum répondaient aux attentes des Cambodgiens. Cela comprenait les congrès nationaux qui se réunissaient deux fois par an devant le Palais royal, les jeunesses socialistes royales khmères où des fonctionnaires consacraient deux semaines par an à des travaux publics et les visites du nouveau chef de l’État à la campagne, qui, depuis son hélicoptère ou une voiture, lançait des cadeaux.

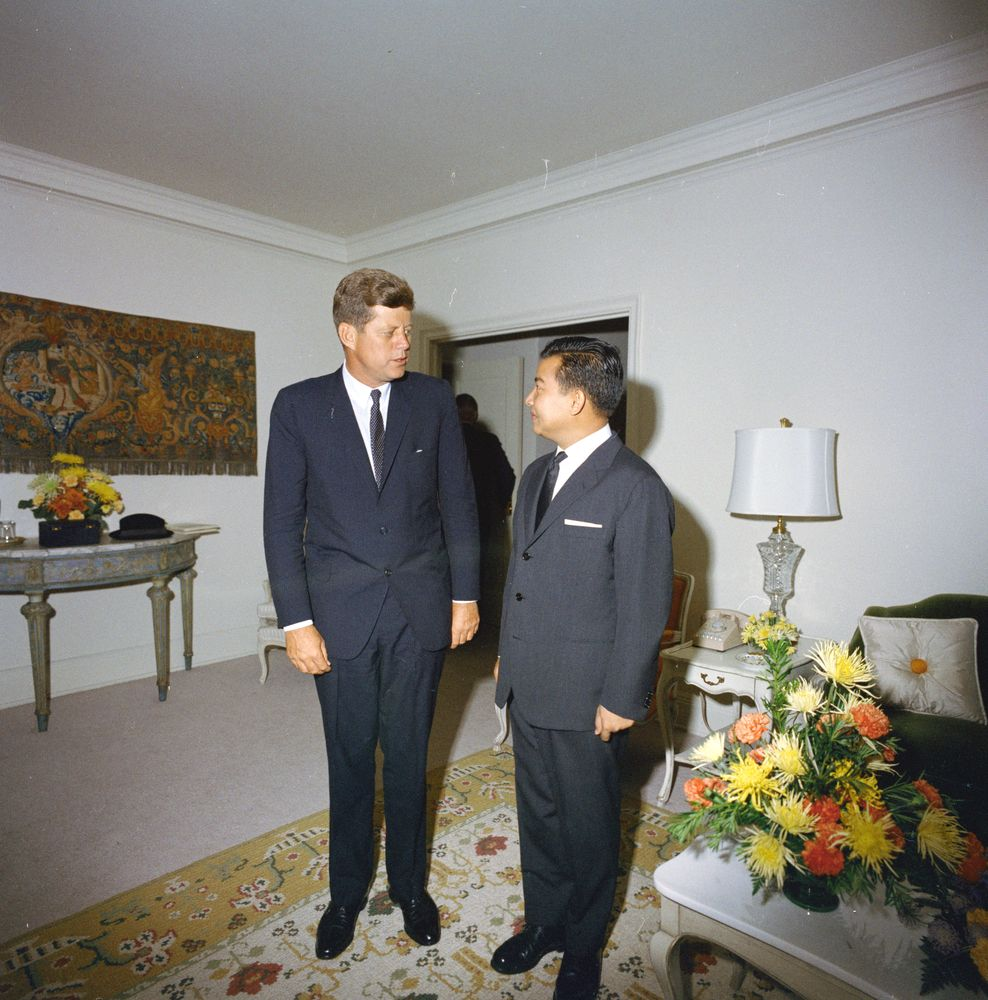
Rencontre entre Norodom Sihanouk et John Fitzgerald Kennedy à l'hôtel Carlyle de New York en septembre 1961

En fait, plusieurs difficultés prirent quand même naissance au début de ces années 1960. Elles restèrent longtemps latentes mais allaient être le ferment de perturbations futures. On pourra citer la présence quasi permanente de Lon Nol à la tête des armées cambodgiennes, les dérives financières d’une partie des élites ainsi que la corruption et la mauvaise gestion qui émanaient de toutes les strates de l’administration. Sihanouk prêtait quant à lui peu d’attention aux problèmes de planification économique à long terme, à l’endettement des campagnes et à l’accroissement d’une main d’œuvre éduquée. Un autre problème alors ignoré par la plupart des observateurs à l’époque, était la monopolisation de l’information et de l’opinion publique entre les mains du nouveau chef de l’État et de ses proches.
En fait, un des aspects les plus regrettables du régime était l’absence de contestation. Le parlement ne jouait aucun rôle significatif, et les congrès nationaux dont les ordres du jour étaient épluchés par Sihanouk, cessa rapidement de s’occuper de problèmes tels que les malversations ou la pauvreté. Alors qu’une campagne anti-corruption avait été lancée en 1961, un journal de gauche qui avait publié un éditorial où il souhaitait sa réussite avait été fermé et son directeur arrêté.
De ce fait, les emphases des discours de Sihanouk n’étaient jamais contestées. En janvier 1962, par exemple, il prétendait que le Cambodge avait atteint un niveau de « démocratisation … jamais atteint par aucun autre pays ». En contrepartie, moins d’un mois plus tôt, il avait demandé aux fonctionnaires de ne plus l’aborder en position accroupie. D’après lui, ces signes ostensibles de respect pouvaient être mal interprétés par les observateurs étrangers. Toutes ces informations, erronées ou contradictoires, étaient intégralement couvertes par les médias locaux qu’il contrôlait. Certains observateurs étaient subjugués par le charme qui émanait de Norodom Sihanouk. Ceux qui exprimaient des réserves concernant le nouveau chef de l’État étaient taxés d’ingratitude alors que ceux qui décrivaient le Cambodge comme un paradis ou comparaient le prince aux grands dirigeants de l’Empire khmer tels Jayavarman VII ou Suryavarman II, étaient loués pour leurs contributions. Sim Var, qui s’était fâché avec le monarque à la fin des années 1960, affirma que son jugement avait été altéré par les louanges de certains écrivains francophones qui partageaient son antiaméricanisme et appréciaient sa francophilie.
Bien que Sihanouk prônât le consensus au sein de la société cambodgienne, son impulsivité le poussait à lutter contre des ennemis réels ou supposés, si possible sans défense. À partir de 1961, alors que les élections de l’année suivante se profilaient et après la disparition du parti démocrate, l’assaut se concentrait sur l’opposition de gauche. Après une campagne musclée ponctuée d’arrestations, d’accusations de complot « pour le compte d’une puissance étrangère » et d’autre mesures d’intimidation, le Pracheachon décidait de ne finalement pas présenter de candidat et de mettre fin à son existence légale. Cette décision, par un effet pernicieux, renforçait le courant du Parti ouvrier du Kampuchéa qui prônait l’action clandestine et qui allait petit à petit s’imposer jusqu’à diriger, une douzaine d’années plus tard le pays tout entier.

#### Dégradation des relations américano-cambodgiennes (1963)
À partir de 1963, la capacité de Sihanouk à influer sur la politique de son pays diminuait indiciblement, sans qu’il soit possible de savoir si c’était une cause ou un effet de la baisse de sa popularité auprès des élites. D’après David Chandler, il se peut aussi que cela était dû à sa vision de moins en moins optimiste de l’avenir du pays, au fur et à mesure que la guerre s’intensifiait au Viêt Nam voisin, ou qu’il ait pris conscience de certaines des mutations qui s’engageaient au Cambodge et qu’il ne pouvait plus influencer. Le premier changement était démographique, avec une population estimée à 3,8 millions en 1941 quand il avait accédé au trône et qui sera d’environ 7 millions en 1970, quand il devra quitter le pouvoir. Les autres modifications sont moins évidentes, mais on peut citer l’impact du conflit vietnamien sur l’économie du royaume khmer et la recrudescence des activités de guérilla menées par ses opposants à gauche comme à droite. Jusqu’en 1966, plus du quart des récoltes de riz cambodgiennes était vendu frauduleusement aux rebelles vietnamiens. Sachant que les taxes d’exportation sur le riz constituaient une part importante des recettes du gouvernement, ce négoce ne pouvait qu’avoir des effets néfastes sur le budget national. Au même moment, des idées radicales se propageaient au sein des étudiants cambodgiens et de leurs professeurs dont une partie importante partageait un antiaméricanisme viscéral doublé d’une fascination pour la révolution culturelle chinoise qui semblait pour eux un modèle à même de lutter contre les injustices et la corruption qu’ils voyaient tous les jours. La croissance impressionnante du système éducatif (en 1969, plus de 1 000 étudiants suivront des cours dans une université cambodgienne et au moins 4 millions d’élèves fréquenteront les écoles primaires et secondaires du pays) permettait à la jeunesse une ascension sociale, mais procurait aussi un sentiment de frustration devant la faiblesse des débouchés. Ces deux cas auraient été difficilement imaginables quelques décennies plus tôt. Des problèmes apparurent car, alors que des pans de la société cambodgienne s’éveillaient au modernisme, Sihanouk continuait à user des méthodes autoritaires auprès de ceux qu’il appelait « ses enfants » pour se maintenir au pouvoir. Ces concitoyens devenaient mieux éduqués et plus informés, mais il ne leur accordait pas pour autant la liberté dont ils auraient souhaité bénéficier.
Son entourage était alors dans la configuration d’une cour qui se complaisait en des concours de flatteries à son égard afin de bénéficier de quelque avantage plutôt que de prodiguer des conseils avisés qui aurait pu le froisser. Cela ne pouvait que le conforter dans ses choix. Les journalistes, pour leur part, qui voulaient être autorisés à rester au Cambodge écrivaient des histoires qui devaient le séduire. Ceux qui incluaient dans leurs récits des références aux villas coloniales assoupies entourées de pelouses irréprochables, au charisme de Sihanouk, à l’îlot de paix, aux ruines enfouies au fond de la jungle, au prince sur la corde raide, etc. voyaient leurs visas renouvelés. Ceux qui au contraire faisaient état de répression envers les opposants ou du pouvoir personnel du chef de l’État, ainsi que ceux qui signalaient que les rendements des rizières cambodgiennes restaient durant l’ensemble des années 1960 parmi les plus faibles de toute l’Asie du Sud-est étaient souvent empêchés de revenir. Il n’y avait pas de place pour les mauvaises nouvelles.
Il y a également des problèmes de sources primaires concernant cette période. Alors que la plupart des journaux en langue khmère des années 1960 ont disparu, seuls ceux plus ou moins officiels en langues anglaise et française, influencés par les autorités de Phnom Penh ont pu être conservés. Cela signifie que ceux qui auraient pu rapporter des indices de la baisse de popularité du monarque ne sont pas parvenus jusqu’à nous alors que ceux qui étaient laudatifs à son égard ont survécu à son éviction du pouvoir. Il est ainsi assez malaisé d’avoir une idée précise du contexte de l’époque, des évènements locaux, des politiques officielles et des centres d’intérêt de la population. Un autre problème était dû au fait que Norodom Sihanouk adaptait ses discours, entretiens et écrits, qui couvraient un large éventail de sujets, en fonction de son auditoire, manifestant des sentiments qui pouvaient aller d’une animosité profonde, parfois exempte de cohérence, jusqu’à une irrésistible volonté de plaire associée à une charmante candeur. Comme beaucoup de visiteurs obtenaient des interviews « exclusives », peu cherchaient des indices pouvant confirmer ou infirmer les « confidences » qu’ils avaient eu le privilège de recueillir ; il était alors très difficile de relater, quel qu'en soit le domaine, un évènement qui s’était déroulé au Cambodge sans employer une citation du chef de l’État.
En fait, les critiques sur le Cambodge publiées durant les années 1960 étaient rares. L’emprise de Norodom Sihanouk sur la presse n’y était sûrement pas étrangère mais les signes précurseurs des calamités qui allaient s’abattre bientôt sur le pays n’étaient de toute façon pas discernables par beaucoup d’observateurs. Les expatriés qui travaillaient là-bas (en 1964, il y avait à peu près 6 000 Français au Cambodge, soit deux fois plus qu’avant l’indépendance) ne semblaient pas croire que la situation du pays puisse se dégrader. Peu d’études polémiques sur la société locale étaient alors réalisées depuis l’étranger tandis que les professeurs d’université et leurs étudiants, conscients des risques d’afficher de manière trop ostensible des opinions critiques se sentaient de plus en plus entravés dans leurs mouvements.
Vers la fin de février 1963, alors que Sihanouk était en visite en Chine, une crise qui couvait depuis des mois, éclatait à Siem Reap. Alors que des manifestants accusaient un policier de brutalité et de corruption, la réplique des forces de l’ordre fit un mort. Quand les autorités refusèrent d’enquêter sur les circonstances du décès, la situation dégénéra. Plus d’un millier d’étudiants attaqua le commissariat central ; en riposte, les policiers battirent les émeutiers à coup de crosses de fusil. Dans la lutte, un portrait de Sihanouk fut déchiré et des tracts apparurent, dénonçant l’injustice et la corruption du Sangkum. Les affrontements firent plusieurs morts et blessés parmi les étudiants et certains enseignants sympathisants ; la police dû faire appel à l’armée pour rétablir l’ordre. Alors que des manifestations de soutien étaient organisées à Phnom Penh et Battambang, le gouvernement, assumant la responsabilité des troubles, démissionnait. Depuis Pékin, quand il prit connaissance des évènements, Sihanouk déclara que pour sa part il n’avait par contre jamais songé à quitter son poste de chef de l’État. Même si les incidents avaient pris le gouvernement par surprise, Lon Nol avait pu fournir à Sihanouk, dès son retour, des dossiers accusant « certains éléments » parmi les étudiants, soupçonnés d’être associés à Son Ngoc Thanh. L’ambassade américaine, quant à elle, pensait plutôt que c’était les communistes qui étaient derrière ces évènements.
Après l’accueil chaleureux qui lui avait été réservé en Chine, Sihanouk ne pouvait pas nommément attribuer la responsabilité des troubles au parti communiste local et décidait de porter ses coups contre Keng Vannsak, son vieil adversaire du Parti démocrate. Ce dernier s’était retiré de la politique et enseignait à l’Institut Pédagogique National. Il avait donné une conférence à Siem Reap au début de l’année, mais rien ne prouvait en fait son implication dans les émeutes. Peu après, Sihanouk annonçait les noms de « 34 éléments subversifs », accusés de s’être associés pour tenter de renverser le gouvernement. La liste, outre Keng Vannsak, comportait Ieng Sary, Saloth Sâr et Son Sen ; en fait les trois « intellectuels » du comité central du parti communiste, mais aucun autre de ses membres. Les dossiers avaient été fournis par Lon Nol et étaient le fruit de la surveillance exercée sur les personnes soupçonnées de gauchisme, dont en premier lieu les professeurs des écoles privées et les journalistes. L’anonymat voulu par Ieng Sary et Saloth Sâr volait en éclats, même s’il ne semble pas que les services de Sihanouk aient pris conscience de leurs véritables rôles au sein du parti clandestin. En signe de défi, le monarque « invitait » les personnes dont le nom figurait sur la liste à former un gouvernement et à diriger le pays. La plupart avaient déjà eu affaire à la police de Sihanouk et imaginait le sort qui les attendait ; en conséquence, ils refusèrent poliment l’offre. Le chef de l’État n’en restait pas là et conviait 32 des 34 personnes à sa résidence où il leur proposait l’ensemble des ministères, à l’exception de celui de la défense et du poste de Premier ministre. Ils déclinèrent à nouveau la demande, affirmant que seul leur prince était à même de conduire un gouvernement. Sihanouk décidait alors de lever la séance et contrairement à l’entrevue de 1957 avec les démocrates, aucun de ses interlocuteurs ne fut inquiété. À la fin de l’année, la plupart avaient même conservé l’emploi qu’ils occupaient en mars.
Au même moment, un évènement qui aura son importance par la suite, passe inaperçu. Saloth Sâr, Ieng Sary et Son Sen, les trois anciens étudiants parisiens membres du comité central du Parti ouvrier du Kampuchéa, quittaient Phnom Penh pour les forêts de l’est cambodgien. Khieu Samphân et Hou Yuon, les deux ministres de gauche, abandonnaient de leur côté leur fonction ministérielle. Pour remplacer le premier nommé, Sihanouk nommait Nin Nirom, un député qui alors qu’il avait critiqué son prédécesseur, avait imprudemment laissé entendre qu’il n’aurait aucun mal à le remplacer. Nirom n’avait aucune compétence en matière de gestion et fut rapidement impliqué dans un scandale financier. Il démissionna un mois après sa prise de fonction. Peu après, les derniers titres de la presse de gauche furent mis sous contrôle et régulièrement fermés. Les professeurs et les étudiants étaient eux aussi surveillés. Cette répression développait animosité et crainte chez les étudiants et ajoutée à la disparition de toute possibilité de débat, elle entraina de nombreux jeunes vers le Parti des ouvriers du Kampuchéa.
Une nouvelle crise, qui couvait depuis déjà longtemps, éclatait à la fin de 1963 entre Norodom Sihanouk et les États-Unis. Cela commença par la suspension de l’aide militaire et économique américaine et le refroidissement des relations diplomatiques. Le différend aura des conséquences que ni les Américains sur place ni le monarque ne pouvait alors imaginer. Le comportement des premiers nommés en Asie du Sud-Est et leur ingérence dans les affaires cambodgiennes irritaient Sihanouk depuis déjà un certain temps, mais plusieurs évènements survenus en novembre 1963 le convainquirent de prendre ses distances. Il y eut tout d’abord l’assassinat des frères Ngô Đình Diệm et Ngô Ðình Nhu, dirigeants de la République du Viêt Nam, à la suite d'un coup d’état accompli avec la bienveillance des États-Unis. Même si les relations avec les dirigeants de Saïgon avaient toujours été orageuses, leur mort confortait Sihanouk dans l’idée que le soutien des Américains envers leurs alliés serait toujours limité.
Un autre élément qui a dû influencer Sihanouk était lié aux problèmes économiques du royaume khmer. Même si les produits agricoles continuaient à bien se vendre à l'étranger, les rendements à l’hectare restaient faibles, l’industrialisation avait du mal à décoller, les taxes rentraient difficilement et le commerce extérieur était aux mains d’un nombre restreint d’individus qui voyaient d’un mauvais œil les réformes socialisantes du chef de l’État. Pour ce dernier, cette classe fortunée était devenue dépendante aux produits de luxe importés par le biais du programme d’assistance des États-Unis. Les recettes dégagées par ces ventes couvraient une partie des frais de fonctionnement de l’aide américaine qui elle atteignait 15 millions de dollars par an. De 1960 à 1962, cette aide correspondait à 14 % du budget de l’état, ce qui risquait de créer une sujétion dangereuse. Les élites commerçantes chinoises et sino-khmères, de leur côté, appréciaient les liens et connexions qu’elles avaient pu tisser avec leurs homologues de Bangkok et Saïgon, ce qui n’était pas du goût du prince. Celui-ci pensait qu’en nationalisant le commerce extérieur et les banques privées, le pays apparaîtrait plus attractif à certains donateurs potentiels susceptibles de fournir une aide économique « sans contrepartie ». Enfin, Sihanouk espérait qu’une attitude résolument antiaméricaine lui permettrait de se rapprocher de la France du général de Gaulle qui militait contre la subordination aux deux grandes puissances du moment.
Le chef de l'État avait donc prévu ce refroidissement depuis quelque temps déjà, mais les choses s’accélérèrent à partir de novembre 1963. À ce moment, les deux seuls Américains en qui Sihanouk avait eu confiance – l’ambassadeur William Trimble et le général Edward Scherer, chef de la mission d’assistance militaire à Phnom Penh – avaient quitté le Cambodge. Ils avaient tous deux su traiter le prince avec respect ; ils avaient aussi tenté de convaincre leurs collègues du caractère anticommuniste du régime et demander aux missions de Bangkok et Saïgon de protester contre le soutien des gouvernements sud-vietnamiens et thaïlandais aux Khmers Serei. Si le général Robert Taber n’avait pas succédé à Scherer depuis suffisamment longtemps pour que son action puisse être jugée, il n’en était pas de même de Phillip Sprouse qui avait remplacé Trimble et n’avait pas été long à s’attirer les foudres de Sihanouk. Il faut dire que son début de carrière diplomatique prolongé en Chine lui avait valu quelques démêlés pendant le maccarthysme et qu’il semblait depuis soucieux d’étaler son anticommunisme au grand jour. De plus, la montée des intérêts américains aux Viêt Nam faisait passer tout autre problème politique dans la région au second plan. Les bonnes relations entre le prince et l’ambassade américaine, patiemment tissées par Scherer et Trimble se délitèrent rapidement. Sihanouk pour sa part devenait également sujet à des dépressions après des mois passés à tenter de gérer seul les affaires de son pays, alors que l’ambassade, de son côté, essayait de faire passer sur ces crises ce qu’elle qualifiait d’incohérence de la politique étrangère cambodgienne. Les Américains ne pouvaient alors concevoir que la voie neutraliste voulue par Sihanouk puisse être moins dangereuse pour eux et pour le royaume khmer qu’une soumission totale à la ligne qu’ils voulaient imposer.
Même si l’assassinat des frères Ngô Đình Diệm et Ngô Đình Nhu l’avait rendu perplexe, le prince n’avait plus à craindre leur fureur et il pouvait défier les Khmers Serei qui avaient bénéficié de leur protection. Sihanouk déclarait donc, dans un discours prononcé le 5 novembre, que s’ils ne cessaient pas leurs émissions depuis la Thaïlande et le Sud Viêt Nam d’ici à la fin de l’année, il « se dispenserait de l’aide économique et militaire du monde libre ». Dans la mesure où il considérait les gouvernements de Bangkok et de Saïgon comme des marionnettes des États-Unis, il jugeait ces derniers responsables de ces émissions et estimait qu’ils n’auraient aucun mal à faire fermer les radios. L’avertissement fut ignoré par les officiels américains, plus préoccupés par les troubles en cours à Saïgon. Sihanouk faisait monter la pression d’un cran en incluant Son Ngoc Thanh et Sam Sary dans sa liste des éléments subversifs ; les souvenirs du complot de Bangkok et de la bombe de septembre 1959 avaient resurgi. Lors de la célébration de l’anniversaire de l’indépendance quelques jours plus tard, Sihanouk annonçait des réformes économiques de grande envergure, notamment la privatisation des banques, des agences d’import-export, des distilleries, le contrôle des importations de produits de luxe et l’abandon de l’aide américaine. Ces mesures devaient permettre au Cambodge de devenir maître de son destin, mais en fait, l’administration des entreprises visées allait être confiée à des personnes plus choisies pour leur proximité avec le prince que pour leurs compétences en matière de gestion, rendant l’entourage de Sihanouk plus prospère que jamais.
Pour de nombreux témoins, ces mesures paraissaient inappropriées et irréfléchies alors que le prince les avait prévues de longue date. La réserve d’or du Cambodge avait par exemple été transférée des États-Unis vers la France dès le début du mois de novembre, c’est-à-dire bien avant que les lois soient annoncées. Pour Sihanouk, ces préceptes devaient servir les intérêts du Cambodge. La baisse de l’influence américaine et la limitation d’une classe capitaliste naissante faisaient les affaires du Nord-Vietnam, de la Chine et de la France qui désiraient une « déaméricanisation » du Sud-est asiatique. Après la chute du régime de Diệm, certains militaires sud vietnamiens partageaient la vision du général de Gaulle, qui voulait une neutralisation de l’ancienne Indochine française dans laquelle Sihanouk aurait un rôle plus important à jouer. Ce dernier pensait pour sa part que la Chine et la France pourraient augmenter leur aide et compenser la perte de celle qui venait de Washington, et ces puissances estimaient qu’elles pouvaient préserver à moindre coût la loyauté du prince à leur égard. En demandant de faire brutalement cesser les émissions des Khmers Serei, Sihanouk mettaient les Américains dans une situation intenable. Même lorsque la requête viendrait de leur mentor, il semblait clair que les gouvernements thaïlandais et sud-vietnamien utiliseraient des manœuvres dilatoires, plutôt que de s’exécuter. Pour le prince, l’impossibilité de répondre à sa demande témoignait moins de leur impossibilité à manier leurs « vassaux » que de leur complicité dans les manigances des puissants voisins du royaume khmer.
Le 19 novembre, durant un Congrès national extraordinaire, Sihanouk annonçait l’arrestation de deux membres des Khmers Serei, Saing San et Preap In, qui avaient pénétré au Cambodge grâce à un laissez-passer du premier ministre, le prince Norodom Kanthoul et de In Tam, gouverneur de la province de Takeo et dont Preap In était le neveu. Même si leur mouvement ne présentait pas une menace sérieuse vis-à-vis de son régime, Sihanouk était agacé par les émissions de leur radio qui le vilipendaient, lui et la famille royale. Ils auraient été envoyés au Cambodge pour négocier avec Sihanouk, et, après plusieurs conversations avec des officiels de Takeo, ils furent arrêtés et envoyés sous bonne garde à Phnom Penh où ils furent exposés dans des cages durant le Congrès. Le prince, démentait avoir conclu un arrangement avec eux et le rassemblement s’improvisa en tribunal pour juger les accusés. Sihanouk leur demanda d’avouer que les Américains aidaient Son Ngoc Thanh et fournissaient les émetteurs radio des Khmers Serei. Saing San s’exécuta et fut immédiatement libéré, mais Preap In, certainement en état de choc, resta silencieux. Il fut déféré devant un tribunal militaire, condamné à mort le 25 novembre et fusillé au début de 1964. Si très peu de témoignages du procès furent publiés, un film d’une quinzaine de minutes sur son exécution fut réalisé à la demande du prince et diffusé pendant un mois dans tous les cinémas du Cambodge. Des affiches sur le même sujet furent également envoyées dans toutes les écoles. La référence à ces décisions lugubres réapparut plus tard dans la propagande anti-Sihanouk et des études firent de l’évènement le marqueur du début du déclin du prince.
Le congrès avait également approuvé la décision de renoncer à l’aide américaine. En fait, cette décision semblait avoir l'assentiment d’une grande majorité de la population. Les attaques du prince, invoquant un « ogre » prêt à tourmenter le Cambodge, assez répandu dans les légendes traditionnelles, ne pouvait que rencontrer un écho favorable. Il en était de même des dénigrements des « capitalistes » locaux dans la description desquels beaucoup reconnaissaient les Chinois et les Sino-Khmers qui exerçaient une réelle prépotence sur le commerce du royaume. Le 20 novembre, John Fitzgerald Kennedy provoqua une réunion à la Maison-Blanche avec des membres du Département d'État et ses conseillers afin de s’informer sur les causes de la crise cambodgienne. Il avait du mal à croire que Sihanouk voulait se priver de l’aide économique à cause de Khmers Serei dont lui-même ignorait jusqu’à l’existence. Le Secrétaire adjoint Roger Hilsman (en) avoua à son président que ces dissidents avaient été secrètement soutenus pendant la période Eisenhower et que de fortes sommes avaient été engagées ; il suggérait d’apaiser la situation par le biais d’une déclaration dans laquelle Kennedy démentirait la poursuite de cette aide. Ce dernier acquiesça et envisagea, afin de calmer Sihanouk, d’envoyer à Phnom Penh Dean Acheson, qui avait défendu le Cambodge devant la Cour internationale de justice dans le conflit qui l’opposa à la Thaïlande à propos du Temple de Preah Vihear. Il fut décidé d’attendre quelques jours et le retour d’un voyage que le président devait faire au Texas pour prendre une décision. Malheureusement, deux jours plus tard, le 22 novembre 1963, à 12H30 locales, Kennedy était assassiné à Dallas.
Le prince Norodom Kanthoul, qui s’était rendu aux funérailles de John F. Kennedy, eut un entretien avec Lyndon B. Johnson au cours duquel le successeur du président assassiné restait évasif quant à l’implication américaine dans le mouvement des Khmers Serei. Le Premier ministre cambodgien rencontra également le sous-secrétaire d’État William Averell Harriman qui, afin de calmer le jeu proclama : « Nous n’avons aucun contact direct ou indirect avec les Khmers Serei, ni avec aucun groupe qui tenterait d’affecter la souveraineté et l’indépendance du Cambodge. » Cette déclaration reconnaissait néanmoins à demi-mot que les États-Unis étaient au courant des activités des Khmers Serei et du soutien dont ils bénéficiaient de la part de leurs alliés. Sihanouk ne pouvait se satisfaire de la déclaration de Harriman.
Pendant ce temps, le prince cherchait des soutiens pour organiser une conférence devant garantir la neutralité du Cambodge et pour laquelle il escomptait réunir une quinzaine de pays. Il pensait ainsi occuper une position centrale sur le théâtre d’opérations du Sud-est asiatique alors qu’aux États-Unis, une partie du département d’État tentait de convaincre le nouveau président d’adopter une attitude plus agressive au Viêt Nam. La proposition de Norodom Sihanouk venait contrarier les projets de ces personnes. Si, l’ambassadeur Sprouse et certains cercles de Washington accueillaient favorablement l’initiative du prince, elle était rejetée par Henry Cabot Lodge, Jr., l’ambassadeur américain à Saigon, les gouvernements thaïlandais, la république du Viêt Nam et certains conseillers proches du président Johnson. En fait, ils semblaient craindre que la conférence débouche sur des pourparlers plus larges qui pourraient notamment inclure une neutralisation du sud du Viêt Nam.
Dans le même temps, les dirigeants cambodgiens et américains entamaient des pourparlers afin de tenter d’aplanir leurs différends. Les trois thèmes évoqués étaient la fin de l’aide économique, la proposition de conférence de Sihanouk et l’interruption des émissions des Khmers Serei. Les conversations n’eurent aucun résultat concret. L’ambassadeur Sprouse, dans son rapport, affirmait que les actions du chef de l’État n’étaient pas comprises ou admises par les classes éduquées et par les forces armées, qui allaient être les premières victimes des mesures prises par Sihanouk. Il prédisait que les changements qui allaient en résulter risquaient de provoquer des bouleversements « sans précédent » et imprévisibles au niveau de la politique interne. Les personnes auxquelles faisaient allusion Sprouse comprenaient ses contacts pro-occidentaux, qui pensaient que Sihanouk se trompait en voulant combattre seul le communisme. Il se peut qu’ils aient induit en erreur l’ambassadeur, qui surestimait l’influence des opposants au prince.
Le 8 décembre, le maréchal Sarit Thanarat, premier ministre thaïlandais, meurt à Bangkok. Ses relations avec Norodom Sihanouk avaient toujours été orageuses. Sarit conduisait une politique viscéralement anti-khmère, souhaitait ouvertement la chute du prince et soutenait les partisans de Son Ngoc Thanh, leur offrant toute facilité pour les laisser déverser leur fiel à l’encontre du dirigeant cambodgien à travers leurs émissions radio. Dès le lendemain, le prince faisait franchir un degré supplémentaire dans la dégradation des relations entre les États-Unis et le Cambodge. Dans un discours en khmer, Sihanouk déclarait qu’en un mois, ses principaux ennemis avaient disparu. Ce fut tout d’abord celui de l’est (Diệm), ensuite leur grand patron (Kennedy) et maintenant celui de l’ouest (Sarit). D’après lui, tous les trois avaient essayé d’attenter à la neutralité du Cambodge et au bien-être de ses habitants et allaient pouvoir maintenant construire toutes les bases de l’OTASE qu’ils voudraient en enfer. La traduction officielle du discours fut édulcorée et omettait par exemple bien à propos les références au « grand patron », mais le ministère de l’information avait diffusé le discours original, qui avait été capté et enregistré par les officiels américains en poste à Bangkok. Le département d’état envoyait un câble à l’ambassadeur Sprouse lui demandant d’émettre une protestation auprès du gouvernement cambodgien et de rentrer à Washington « pour consultation » jusqu’à ce que Sihanouk retire officiellement ces déclarations. Charles Woodruff Yost (en), l’ambassadeur américain auprès des Nations-Unies rencontrait également Nong Kimny, son homologue cambodgien aux États-Unis, et qualifiait de « barbares » les propos tenus par le prince. En réponse à ces « insultes méprisantes et gratuites », l’ensemble de la mission diplomatique du royaume khmer était rappelé à Phnom Penh.
Pendant ce temps, les réformes économiques produisaient leurs premiers effets négatifs. La nationalisation des banques privées entraîna, fin décembre, la fermeture de la plus importante d’entre elles, la Banque de Phnom Penh. Son directeur, un sino-thaï du nom de Songsakd Kitchpanich s’enfuit le 22 décembre à Saigon à bord de son avion personnel ; il aurait emmené avec lui 4 millions de dollars d’actifs et demanda l’asile politique à la République du Viêt Nam. Il utilisa une partie de sa fortune – venant au moins en partie de l’argent détourné – pour financer les Khmers Serei, dont il sera d'ailleurs brièvement chargé de leurs relations extérieures en 1964.
Le congrès national qui s’ouvrait peu après était consacré aux derniers événements. Les membres les plus prépondérants des élites se bousculèrent pour démentir avoir jamais eu de liens avec Songsakd. Certains interlocuteurs dont les allocutions déplaisaient à Sihanouk étaient interrompus durant leurs interventions, tel Douc Rasy. Ce dernier, député conservateur élu en 1962 et titulaire d’une formation juridique, émettait des critiques argumentées concernant les mesures économique récemment prises et la suspension de l’aide américaine. Il objectait d’autre part que la fuite de Songsakd relevait plus d’un délit de droit commun que d’une atteinte à la sûreté de l’État. Sihanouk ne voulait pas de son côté remettre en cause les officiels, sa famille et ses fidèles qui pour la plupart avaient placé de fortes sommes à la Banque de Phnom Penh et préféra affirmer que Songsakd était à la solde des États-Unis. Il proposait également d’ouvrir une enquête, mais la commission qui allait s’en charger ne se réunit qu’une seule fois et ne publia jamais de conclusions. Sihanouk espérait que ses réformes contrarieraient les élites conservatrices mais ne voulait pas pour autant instaurer un état communiste. L’administration des entreprises nationalisées était octroyée à des personnes plus connues pour être proches du chef de l’État que pour leurs capacités de gestionnaires. Le prince voulait également réduire l’influence des élites pro-occidentales, qui, pour la plupart, avaient des liens avec les communautés chinoise et sino-khmère, ce qui ne manquait pas de déplaire au monarque. En fait, il venait de s’en faire des ennemis qui allaient plus tard basculer dans le camp républicain.
Au début des années 1960, les méthodes originales de Sihanouk n’étaient pas remises en cause par la majorité des Cambodgiens dans les campagnes, empêtrés dans la pauvreté, le travail harassant et les conditions sanitaires précaires. Pour eux, ceux qui s’étaient enrichi étaient assimilés à des corrompus. Après 1975, lors du régime khmer rouge, Pol Pot et d’autres dirigeants affirmeront que la révolution avait pu se développer grâce à la haine viscérale des ruraux à l’encontre des urbains. Même si cette acrimonie devint plus importante à partir de 1970, elle devait déjà exister à ce moment-là, mais en dehors de quelques cercles d’intellectuels, Sihanouk n’était pas concerné par ce rejet. Les paysans étaient même touchés par les visites du monarque qui conversait avec eux de problèmes qu’ils avaient du mal à comprendre. Concernant l’aide américaine, il connaissait la question mieux qu’eux et comme pour eux il était toujours le roi, ils se devaient de croire ce qu’il leur disait. Cette nouvelle politique présentait également quelques avantages. Le premier fut que Sihanouk n’eut plus à subir les « conseils » condescendants des officiels américains qui agaçaient tant l'intéressé. Le second fut la fin, certes temporaire, de l’achat de produits de luxe dont les recettes étaient destinées à financer les frais de fonctionnement du programme d’aide américaine mais représentaient une importante fuite de capitaux. Enfin, et plus important, le fait que les forces armées nord-vietnamienne et du FNL pouvaient stationner pacifiquement sur la frontière est du Cambodge à l’abri des regards américains les rendaient moins enclines à générer des désordres avec les autorités du royaume khmer. En fait, Sihanouk pensait qu’en se brouillant avec les États-Unis et en utilisant une phraséologie de gauche dans ses discours, il pourrait conserver l’appui des puissances communistes tout en muselant son opposition de gauche. En 1965, lors d’un entretien à la BBC au cours duquel on lui demandait les raisons de son revirement il affirmait que de nombreux agents communistes proches de la Chine et du Viêt Nam résidaient au Cambodge et pourraient facilement créer des troubles s’il se rapprochait des États-Unis. Il concluait qu’il n’avait rien à gagner à rétablir des liens trop étroits avec Washington.

#### La guerre au Viêt Nam (1964)
Début 1964, un accord secret aurait été conclu, qui permettait à l’armée cambodgienne de prélever 10 % de l’aide militaire chinoise destinée aux maquis vietnamiens et qui transitait par le port de Sihanoukville. Une ponction supplémentaire était opérée sur le transport à la frontière de nourriture et autres biens dans des camions de l’armée ou d'entreprises privées. Bien que cet accommodement, dont se plaignaient les États-Unis mais que Sihanouk niait officiellement, eût enrichi les officiers cambodgiens, il n’allait pas pour autant assurer au prince leur soutien. La plupart d’entre eux rejoindront en 1970 Lon Nol et Sirik Matak et renverront leurs anciens clients au Sud Viêt Nam. Toutefois, l’abandon de l’aide des États-Unis ne comportait pas que des avantages. D’abord, comme l’avait fait remarquer certains de ses opposants de droite, Sihanouk n’avait quasiment plus de soutien pour modérer d’éventuelles exigences du camp communiste. D’autre part, l’équipement militaire américain de l’armée cambodgienne ne pouvait plus être entretenu et se dégradait. Le matériel fourni par l’URSS, la Tchécoslovaquie et la Chine n’était pas interchangeable et ne présentait qu’un intérêt limité en dehors des défilés. Une autre conséquence des nouvelles réformes économiques du prince fut qu’il s’aliéna les élites commerçantes sino-khmères. En fait, Sihanouk avait préféré orienter sa politique plus à gauche, espérant avoir plus de prise sur les intellectuels et améliorer sa popularité auprès de ses alliés, notamment la Chine et la France plutôt que de tenter d'influencer l'action du gouvernement de Washington au Viêt Nam.
À partir de 1964, l’intervention américaine au Viêt Nam semblait confirmer la crainte et la méfiance que Sihanouk avait nourries à l’encontre des États-Unis et le poussait à chercher des soutiens internationaux pour protéger son régime de la tourmente. Cela incita également la gauche cambodgienne à encourager le prince à se rapprocher du FNL et du Nord Vietnam tout en renforçant ses liens avec la Chine. Dans le même temps, la popularité de ce changement dans la politique étrangère n’était pas sans poser des problèmes aux opposants de tous bords. Les élites pro occidentales se retrouvaient de plus en plus isolées du fait de leur défiance vis-à-vis des réformes économiques et du soutien apporté par les régimes communistes. Ce sentiment fut renforcé à partir de la fin de 1965, quand le négoce avec les opposants au régime de Saïgon devint profitable. Toutefois, ce commerce montra rapidement ses limites. Outre qu’il n’apportait aucune rentrée fiscale, il sapait également l’autorité de Sihanouk au profit des Vietnamiens qui bientôt contrôleront des parties importantes du nord et de l’est du pays. Les réformes mettaient également le parti des travailleurs du Kampuchéa devant un dilemme : devait-il encourager la guérilla ou attendre son heure ? Les Vietnamiens, espérant utiliser le territoire cambodgien afin de reconstituer et approvisionner leurs forces, poussaient pour la seconde solution. Saloth Sâr et ses compagnons durent obtempérer, mais cela les conforta dans leur certitude d’être sacrifiés aux intérêts vietnamiens. D’autres, dont la plupart seront plus tard victimes des purges khmères rouges, préféraient collaborer plutôt que de suivre une politique xénophobe et indépendante qui risquait de les mener à leur perte. Les cellules phnompenhoises du parti ne pouvaient quant à elles s’exprimer du fait de la répression menée par la police et l’armée. En résumé, neutralisé par Sihanouk dans les villes et par les Vietnamiens dans les campagnes, le parti traversa une importante crise existentielle.
En même temps, à Phnom Penh, les jeunes Khmers étaient séduits par la nouvelle politique antiaméricaine et anticapitaliste. En mars 1964, des manifestations étaient organisées devant les ambassades des États-Unis et du Royaume-Uni. Le cortège était composé de soldats en civil, d’ouvriers et d’étudiants à qui on avait donné leur journée pour l’occasion. Ils avaient été amenés dans la capitale dans des camions du gouvernement et étaient guidés par des haut-parleurs fournis par le ministère de l’information. Ils critiquaient le soutien américain apporté aux Khmers Serei et la réticence des deux nations anglo-saxonnes à appuyer la demande de Sihanouk de réunir une conférence de 14 pays sur le Viêt Nam. Les événements durèrent plusieurs heures et malgré de nombreux dégâts matériels dans les ambassades, on ne déplora aucun blessé. Sihanouk vit dans ces démonstrations une marque de sa popularité auprès de son peuple et se sentit conforté dans son aversion vis-à-vis des États-Unis. Surpris par l’ampleur et la virulence de la manifestation, Lon Nol rencontra peu après les leaders étudiants au Lycée Sisowath et les mis en garde contre toute velléité de manœuvre politique autonome. Sihanouk avait, de son côté, probablement espéré, en laissant ses fidèles exprimer leur rancœur, convaincre ses compatriotes de la justesse de ses actes et intimider ses adversaires pour qu’ils acceptent de prendre en compte son point de vue.
S’il ne semble pas s’être trompé sur le premier point, il n’en fut pas du même du second. La politique américaine au Sud-est asiatique basculait de plus en plus vers une volonté de faire la guerre au communisme et dans ce contexte, le rapprochement avec la Chine et le Viêt Nam du Nord était considéré comme un véritable casus belli. Les nouvelles intentions américaines apparaissent plus clairement à la fin de mars 1964, quand des unités sud-vietnamiennes attaquèrent un village cambodgien. Des conseillers américains furent témoins des faits qui firent 17 morts et une vingtaine de blessés parmi les civils khmers. L’ambassade des États-Unis à Saïgon regrettait l’incident, invoquant une « frontière pauvrement délimitée » avec le Cambodge et proposait de dédommager les victimes et leurs familles, mais refusait d’accéder à la demande de Phnom Penh de présenter des excuses plus formelles. Pour beaucoup d’Américains au Sud-Vietnam, le Cambodge, en acceptant de donner refuge aux communistes, avait renoncé à sa neutralité. En août 1964, les États-Unis proposèrent de nommer un nouvel ambassadeur, Randolph Kidder, à Phnom Penh. Le ministère cambodgien des affaires étrangères accepta la demande et Kidder s’envola pour la capitale khmère, mais Sihanouk atermoyait avant d’annoncer officiellement la nomination ; dans le même temps les incidents de frontières se développaient à l’est du pays. Le prince utilisa ce prétexte pour renvoyer l’ancien nouvel ambassadeur sans lui laisser le temps d’avoir pu présenter ses lettres de créance.
Les relations avec la Chine étaient plus calmes. En septembre 1964, de retour d’une visite à Pékin, Sihanouk annonçait qu’il avait obtenu une importante aide sans condition et l’assurance d’un soutien à sa politique. Dans le même discours, il opposait la générosité chinoise à la froideur nord-vietnamienne et affirmait avoir même refusé une offre d’assistance du Premier ministre Phạm Văn Đồng. Concernant les États-Unis, la présence de troupes du FNL et du Vietnam du Nord les agaçait au plus haut point, notamment les bases de l’autre côté de la frontière qu’ils repéraient lors de leurs reconnaissances aériennes mais que les lois internationales les empêchaient de détruire. L’armée du royaume khmer de son côté n’était pas assez puissante pour expulser les Vietnamiens et ne fit rien dans ce sens, sauf quand des soldats cambodgiens furent tués. Le haut commandement militaire fournissait aux journalistes des rapports sur les incursions américaines et sud-vietnamiennes au Cambodge et dans son espace aérien, mais ne mentionnait pas la présence des troupes communistes. Un ou deux jours avant que les journalistes ou les membres de la Commission internationale de Contrôle (en) (CIC), issue des accords de Genève de 1954, étaient autorisés à visiter les lieux, les unités disparaissaient et toutes traces de leur passage étaient effacées par l’armée et les riverains. En niant la présence vietnamienne au Cambodge, Sihanouk pouvait dépeindre les Américains et les Sud-vietnamiens comme des envahisseurs qui franchissaient les frontières pour tuer et blesser d’innocents civils. Dans le même temps, le fait que les enquêtes aboutissaient constamment à ne reconnaître que les violations des troupes du camp pro américain ne pouvaient qu’attiser la frustration de ces dernières.
Les relations avec Washington continuaient à se dégrader. Une conférence entre les deux protagonistes eut lieu en décembre 1964, mais se solda par un échec. Le Cambodge exigeait, avant d’entamer toute discussion, que les États-Unis cessent, et donc reconnaissent, leur agression contre le Viêt Nam et qu’ils arrêtent de prétendre, soi-disant faussement, que le royaume khmer abritait des bases Việt Minh. En fait, chaque partie campait sur des positions qu’elles savaient erronées, mais qu’elles ne pouvaient remettre en cause sans perdre la face.

#### Émergence d’une élite pro-occidentale (1965 – 1966)
Avec la livraison du matériel militaire chinois depuis Sihanoukville, la coopération entre les communistes vietnamiens et le gouvernement cambodgien se développait. Si ces transactions, comme déjà évoqué précédemment, permirent un enrichissement rapide des intermédiaires, l’apport à l’économie nationale était mitigé. La vente en contrebande de riz, de bétail et autre produits alimentaires aux troupes du FNL permirent aux fermiers d’amasser un peu d’argent et aux commerçants chinois et sino-khmers des sommes considérables. Ceux qui transportaient le matériel, ainsi que les officiers de l’armée qui les protégeaient purent eux aussi améliorer leurs revenus. À l’est du pays, un véritable trafic s’était développé entre les paysans et les rebelles, prêts à payer les produits agricoles à des prix sur lesquels les commerçants locaux et le gouvernement ne pouvaient s’aligner. Après 1966-1967, les exportations de riz chutaient, ce qui grevait un budget national déjà mis à mal par les projets de prestige de Sihanouk, tels la construction d’un stade olympique ou des hôtels de luxe. En attendant que les effets négatifs se fassent sentir, Sihanouk récoltait les bénéfices de sa politique antiaméricaine. En février – mars 1965, il réunissait une conférence des peuples indochinois à Phnom Penh qui condamnait l’intervention des États-Unis en Asie du Sud-est et qui proposait la mise en place d’un congrès plus important qui serait aussi ouvert à des pays hors d’Indochine. En dehors des membres du Sangkum, seuls participaient des représentants des différentes guérillas communistes et des minorités ethniques du Sud Viêt Nam proches d’eux, les dirigeants de Bangkok, Washington et Saïgon ayant refusé d'y participer au prétexte que l’idée était soutenue par le Nord-Vietnam et le FNL. Toutefois, la motion de cessez-le-feu que proposait le prince fut rejetée et aucune décision concrète ne fut suivie d’effet, notamment à cause du refus des autres nations de participer à une conférence élargie.
Le 3 mai 1965, Sihanouk prétextait une attaque américaine qui avait eu lieu le 28 avril sur deux villages cambodgiens du district de Memot (province de Kampong Cham) et qui avait fait un mort et trois blessés cambodgiens, pour rompre officiellement les relations diplomatiques avec les États-Unis ; elles le resteront pendant quatre années. Le prince proposait toutefois de maintenir une représentation consulaire, mais Washington refusa ; l’ambassade ferma ses portes et c’est à l’Australie qu’échut le rôle de représenter les intérêts américains au Cambodge. La Chine, le Viêt Nam du Nord et les proches conseillers du monarque semblent avoir joué un rôle dans cette rupture, mais elle était de toute façon populaire à l’époque chez la plupart des Cambodgiens. Les États-Unis de leur côté s’y attendaient depuis longtemps et ne firent rien pour l’empêcher. Le prince par contre restait sur ses gardes avec la gauche khmère. Avant le congrès national de juillet 1965, un étudiant du lycée Kambujaboth eu l’imprudence d’envoyer une lettre au chef de l’État où il exprimait son inquiétude devant le manque de progrès dans l’instruction de l’affaire Kitchpanich. Le lycéen fut conduit devant le prince qui le sermonna et proposa ironiquement de le nommer Premier ministre. Le jeune homme répliqua que la seule chose qui lui importait était de permettre au Cambodge de progresser. Sihanouk le menaça de cinq à vingt ans de prison pour son insolence et le fit reconduire. Lors du congrès, il se référa à cette lettre et demanda à l’assistance si cette lettre était un argument suffisant pour que le « Sangkum soit dissous ». Comme prévu, une marée de mains levées s’opposa à cette motion.
À la fin de 1965, le prince entreprit une tournée qui après la Chine puis la Corée du Nord, devait le mener en URSS et dans plusieurs pays d’Europe de l’Est. Il quitta Phnom Penh le 2 septembre pour la France où il fit quelques examens médicaux, avant de s’envoler pour la Chine où il arriva le 22 septembre. Il se rendit ensuite à Pyongyang où l’ambassadeur soviétique lui demanda le 8 octobre d’annuler la visite prévue à Moscou, les dirigeants de son pays étant « très occupés » et ne pouvant « le recevoir comme prévu en octobre ». Il décidait donc de suspendre sa tournée et de rentrer le 17 octobre à Phnom Penh. Il attribuera cette annulation à sa politique de rapprochement avec Pékin et, s’il ne pouvait se permettre une rupture des relations diplomatiques avec Moscou six mois après celles avec Washington, il en retirera quand même une méfiance accrue vis-à-vis du régime soviétique.
Au début de 1966, la tension grandissait aux frontières orientale et occidentale. À l’ouest, elle provenait surtout d’irruptions de rebelles Khmers Serei et de militaires thaïlandais alors qu’à l’est, il s’agissait de ripostes des soldats sud-vietnamiens et américains aux incursions de troupes du Việt Cộng en République du Viêt Nam depuis le Cambodge ; ces répliques faisaient malheureusement de plus en plus de victimes dans la population civile cambodgienne. Ces derniers actes étaient régulièrement signalés à la Commission Internationale de Contrôle, mais celle-ci devait se contenter de consigner les faits. En plusieurs occasions, l’armée américaine ressortit l’argument de « la frontière mal définie », ce qui ne pouvait qu’attiser la colère du prince.
Afin d’obtenir des soutiens à même de l’aider à lutter contre ces problèmes, Sihanouk s’attacha durant toute l’année 1966 à faire reconnaître les frontières et la neutralité du Cambodge à l’étranger. Il démarra cette campagne après que son projet de conférence internationale sur le conflit indochinois eut échoué. La France, qui avait tracé ces frontières ne pouvait que les approuver, ce que firent également de nombreux pays qui n’avaient pas de limites communes avec le Cambodge et rien à perdre ou à gagner avec une telle déclaration. Toutes ces reconnaissances étaient relayées et présentées comme des victoires par la presse cambodgienne aux ordres de Sihanouk. Les états riverains, par contre, étaient moins enclins à adhérer aux vues du prince quant à leurs frontières communes. Les États-Unis, pour leur part, se dérobèrent ; outre qu’elle aurait invalidé à l’avenir l’argument de la « frontière mal définie », une acceptation des limites que leurs plus proches alliés de l’Asie du Sud-est étaient réticents à reconnaître pouvait être interprétée comme un désaveu à l’égard de ces derniers. Ce nouveau mépris pour les intérêts cambodgiens allait une fois de plus être exploité par Sihanouk.
Dans le même temps, afin de faire taire les critiques mettant en doute la neutralité du Cambodge, Sihanouk proposait de renforcer les capacités d’investigation de la CIC, mais demandait aux grandes puissances de financer cet effort, l’économie du royaume khmer ne permettant pas d’y subvenir. Si les États-Unis en acceptèrent le principe, la proposition essuyait un refus de la République Démocratique du Viêt Nam, qui n’avait aucun intérêt à ce que les incursions du Việt Cộng en territoire cambodgien soient révélées au grand jour et de la Chine qui affirma qu’une telle mesure irait à l’encontre de la « lutte antiaméricaine menée en commun par les peuples d’Indochine ».
Beaucoup de Cambodgiens interrogés à partir des années 1980 confirment qu’à partir de 1966-1967, le monarque semblait se désintéresser de la vie politique et préférait se consacrer à quelques-unes de ses passions telles le cinéma ou l’écriture de ses mémoires et passer plus de temps avec son entourage. Certains témoins mettent ce changement sur le compte de la perte d’influence de la reine Kossamak au profit de sa dernière épouse Monique Izzi, d’autres à son impuissance à régler les problèmes économiques et politiques chaque jour plus nombreux. D’anciens fidèles se rappelaient que le prince se plaignait régulièrement d’être épuisé et qu’il voulait abandonner le pouvoir. Même si ces sautes d’humeurs semblent réelles, il est peu probable qu’en fait il ait laissé quiconque gouverner à sa place. Il continuait donc ses attaques contre les Khmers Serei et les communistes locaux. D’après lui, des documents du Parti ouvrier du Kampuchéa avaient été saisis, qui l’accusait d’être un agent des Américains. Même si l’information était authentique, ce qui n’a pu être démontré, elle prouverait que le parti adoptait une ligne anti-sihanoukiste. Le prince faisait quant à lui remarquer que Hou Yuon avait supporté Son Ngoc Thanh au début des années 1950, du temps où tous deux était à Paris et en déduisait qu’en fait, les militants khmers rouges étaient des partisans du leader nationaliste. S’ils avaient été de « véritables communistes », ajoutait-il, ils soutiendraient comme l’avait fait les pays de cette obédience, une nation qui avait rompu ses liens avec les États-Unis. En butte à des problèmes économiques, le prince lança une politique d’austérité, mais sans grande conviction. Il fit abolir le titre d’altesse royale dont on devait l’affubler et mis un terme au cérémonial consistant à être accompagné lors de ses sorties d’un page qui devait constamment tenir un parasol. Il ne fit rien en revanche pour réduire son train de vie qu’il estimait être celui dévolu à un chef d’État. Il voyait dans ces changements des signes de démocratie et annonçait en mai 1966 qu’il allait consacrer l’année à faire franchir au pays un nouveau pas vers le socialisme. Trois semaines plus tard il publiait un décret par lequel il annonçait que le magazine Preng Preng – qu’il possédait – allait dorénavant augmenter son tirage de 5 000 exemplaires supplémentaires, le tout au frais du gouvernement.
En juillet 1966, de nouveaux contacts furent pris avec des représentants américains. Il fut même un temps envisagé d’accueillir à Phnom Penh Averell Harriman, l’ambassadeur itinérant du président Johnson. Mais à la suite du bombardement d’un village frontalier de la province de Kampong Cham les 31 juillet et 2 août par l’US Air Force, Sihanouk demandait d’annuler la visite.
En août, Sihanouk se désintéressait des élections qui se profilaient, trop occupé à préparer la visite de 4 jours que Charles de Gaulle devait faire au Cambodge à la fin du mois. Depuis longtemps, il admirait le Général à qui il avait rendu visite en 1946, quand celui-ci avait quitté le pouvoir et, après 1970, il aimait à se comparer à lui, attribuant à Lon Nol le rôle du maréchal Pétain et aux Américains celui de l’armée nazie. En termes de faste et d’organisation, cette visite fut l’apogée du premier règne de Sihanouk et le dernier coup d’éclat d’un siècle de relations privilégiées entre la France et le Cambodge. Elle fut aussi, pour le chef de l’État l’occasion d’obtenir la reconnaissance à laquelle il aspirait tant et l’espoir que son neutralisme serait approuvé par de grandes puissances. Le discours de Phnom Penh prononcé par Charles de Gaulle soutenait sans réserve la politique du prince et condamnait l’escalade du conflit vietnamien. Le président français était alors la meilleure arme que Sihanouk pouvait utiliser pour promouvoir son point de vue, mais les Américains, premiers visés par l'allocution, ne témoignèrent qu’un léger agacement, mais ne modifièrent en rien leur position sur la guerre au Viêt Nam.
Les élections se déroulèrent le 11 septembre. Contrairement aux scrutins précédents, les candidats ne devaient plus obtenir l’investiture du prince pour se présenter, ce qui fit que dans 75 des 82 circonscriptions, plusieurs postulants se réclamant du Sangkum – toujours seul parti en lice – se manifestèrent. Le choix qui s’offrait aux électeurs se fit donc sur les questions locales et, d’après Charles Meyer, conseiller de Sihanouk, à ce petit jeu, ceux qui se déclarèrent trop proches du prince furent désavantagés. L’autre enseignement de ces élections fut le recul de l’aile gauche du Sangkum, dont beaucoup de députés ne s’étaient pas représentés, au profit de la droite qui fit élire des candidats qui n’avaient plus participé aux scrutins depuis 1958, voire 1951.
La principale conséquence de ces événements fut que Sihanouk n’avait pu empêcher ses adversaires d’investir l’Assemblée. En 1972, alors en exil à Pékin, il confia à Jean Lacouture que le parlement élu en 1966 – et qui l’avait entretemps déposé – avait été « le plus réactionnaire et corrompu » qu’il ait connu. Au moment de l’annonce des résultats, Sihanouk exténué par la visite de Charles de Gaulle trois semaines plus tôt fit preuve d’une quiétude dont ses proches avaient peu l’habitude. Peu après, il dut être hospitalisé pour surmenage, provoquant l’ajournement de la session inaugurale de la nouvelle assemblée. lorsque enfin le parlement put se réunir, il commença la séance en désignant un Premier ministre. Après avoir rejeté les candidatures de Sim Var et Norodom Kanthoul, il porta son dévolu sur le général Lon Nol.
Sihanouk avalisa le choix de la chambre et accepta que Lon Nol occupe le poste. En permettant la formation d’un gouvernement composé de personnes proches des sensibilités du nouveau Premier ministre, le prince laissait à quelqu’un pourvu d’ambition personnelle et possédant son propre réseau clientéliste le soin d’exercer le pouvoir sans à ce moment en mesurer le danger. Le choix de Lon Nol ne semblait en effet pas très risqué. Jusque-là, il semblait respecter Sihanouk et bien que, en 1965, le prince Monireth écrira dans ses mémoires qu’il avait une ambition démesurée le monarque semblait sous-estimer cet aspect de son nouveau Premier ministre et interprétait ses silences pour des marques de déférence. En 1988, le monarque affirmera toutefois qu’il l’avait depuis longtemps considéré comme « capable un jour de diriger le gouvernement et l’armée », ajoutant que sa popularité au sein des militaires et de la jeunesse non-communiste ainsi que son « manque de flamboyance » en faisait un bon candidat à un poste à responsabilité.
Mais le prince regrettait que le gouvernement soit composé de beaucoup de personnes qui ne lui étaient pas dévouées et décidait de former un contre-gouvernement. Cet organisme, qui regroupait ses partisans et des membres de l’aile gauche du Sangkum hostile à Lon Nol devait, d’après le monarque, montrer à l’étranger que « le Cambodge n’était pas une dictature ». Sihanouk ajoutait que ce contre-gouvernement se contenterait d’un bulletin quotidien qui ne contiendrait pas que des critiques du gouvernement, mais également des propositions voire éventuellement approuverait les mesures qu’il estimerait justifiées et que ses pouvoirs seraient limités à « ceux reconnus par la Constitution à nos journalistes ».Le but non avoué de cette manœuvre semble avoir été de permettre au monarque de reprendre la maîtrise des événements. Pour légitimer sa décision, le prince affirmait que la création de ce contre-gouvernement faisait suite à des demandes de jeunes militants, ce qu’il est difficile encore de nos jours d’étayer. En fait, il semble qu’il tentait de gérer l’opposition au Premier ministre qu’il venait de nommer, ceci afin de mieux le contrôler et, si celui-ci venait à trébucher, de s’en attirer les mérites.
Afin de se faciliter les choses, Sihanouk plaçait fin octobre Nhiek Tioulong – un de ses fidèles – à la tête de l’armée en remplacement de Lon Nol. Le contre-gouvernement, quant à lui, favorisa la renaissance des factions politiques, ce qui était vu par le nouveau cabinet comme une tentative du prince de diviser pour mieux limiter l’influence de chacun. L’un des antagonismes les plus prompts à refaire surface fut celui qui opposa Sim Var, qui avait rompu avec la politique du monarque et Chau Seng qui approuvait les vues de Sihanouk surtout en matière de relations extérieures. Afin de contrer l’influence du quotidien pro-gouvernemental La Dépêche qui venait de passer sous le contrôle de Sim Var, le prince encouragea Chau Seng à créer un nouveau titre appelé La Nouvelle Dépêche, proche du contre-gouvernement. Les deux quotidiens s’engagèrent dans une bataille d’éditoriaux qui ne put que mettre en lumière le clivage qui se formait entre les conservateurs au pouvoir et ceux qui avaient de la sympathie pour les idées communistes. Peu après les élections, des manifestations étudiantes et pro-Sihanouk éclataient à Phnom Penh. Le prince fut prompt à les présenter comme une crise politique qui prouvait le bien-fondé de sa méfiance envers le gouvernement de Lon Nol et contre ses adversaires de gauche. Il constatait que jour après jour, son pouvoir partait entre les mains de personnes qu’il ne pouvait pas contrôler. Le parlement n’était pas réuni depuis plus d’un mois qu’une rumeur enflait, prétendant que Sihanouk s’interrogeait sur l’opportunité de renvoyer un Premier ministre choisi par l’assemblée. Il était alors malaisé de juger de l’avenir de Sihanouk et de la politique cambodgienne à l’aune des élections. Les conséquences des élections n’étaient alors pas perceptibles et Sihanouk continuait de diviser les factions politiques pour mieux pouvoir les contrôler et les rendre redevables à son égard.
À la fin de l’année 1966, le monarque avait repris l’initiative et le contrôle des événements. La presse était toujours à ses ordres et il déjouait les manœuvres de ses adversaires. Dans le domaine des relations internationales, il était très populaire et grâce à une habile diplomatie, il avait pu garder le Cambodge en dehors de la guerre du Viêt Nam dont peu de ses concitoyens figuraient parmi les victimes.
En laissant Lon Nol à la tête du gouvernement, Sihanouk espérait peut-être apaiser l’élite cambodgienne pro-occidentale. Il pouvait penser qu’il était temps pour l’armée de prendre les commandes et intimider les opposants de gauche. Si le Premier ministre venait à fléchir ou devenait trop impatient, d’autres membres, loyaux au prince tels Nhiek Tioulong, Penn Nouth ou Son Sann pouvaient le remplacer. Le contre-gouvernement et le pouvoir de dissoudre l’assemblée étaient deux autres armes entre les mains de Sihanouk. En fait, le choix de Lon Nol présentait alors peu de risques perceptibles.

#### La révolte de Samlaut (1967)
À la mi-janvier 1967, le prince se rendit pour un mois et demi en France afin de suivre un traitement médical. Alors qu’il était parti, le Phnom Penh Presse publia une série d’articles sur le déclin de Soekarno en Indonésie au profit du général Soeharto. Le remplacement d’un père de l’indépendance capricieux par un militaire plus proche des réalités ne pouvait qu’intéresser un journal qui ne partageait pas toutes les vues de Sihanouk. Le parallèle, pas toujours judicieux, était toutefois flagrant avec le chef de l’État, les élites cambodgiennes, les officiers et Lon Nol.
Au même moment, les massacres commis en 1965-1966 à Bali et Java par la foule et des éléments de l’armée indonésienne à l’encontre de plus de 500 000 personnes suspectées d’être communistes, encourageaient le parti communiste du Kampuchéa à abandonner toute idée de coopération avec Sihanouk. Pour eux, le prince était comme Soekarno, qui n’avait été d’aucun secours aux communistes indonésiens. Les évènements de Djakarta incitaient certains membres de la gauche cambodgienne à la prudence alors que d’autres choisissaient la lutte armée préventive contre le gouvernement.
Dans le même temps, alors que Sihanouk était toujours en France, des agents du gouvernement étaient déployés dans les campagnes afin d’expliquer aux agriculteurs la nouvelle politique d’achat de riz directement au producteur. La mesure faisait partie d’un plan de nationalisation des exportations entamée en 1963, mais montrait surtout l’inquiétude du gouvernement quant à la perte de revenu engendrée par les marchés parallèles. La nouvelle politique rizicole était difficile à accepter pour des producteurs à qui on offrait de vendre leurs récoltes à des tarifs bien moindres que ceux qu’ils pouvaient en tirer au marché noir, mais il semble aussi que la visite de Lon Nol à Battambang ait encouragé les militaires chargés de récupérer les récoltes « à la pointe du fusil » à faire preuve de plus de cupidité avec la population. En février et mars, des opposants à cette politique commencèrent la distribution de tracts antigouvernementaux à travers tout le pays. Peu après éclatèrent dans cette région des incidents, qui n’avaient alors rien de révolutionnaire.
À l’arrivée du prince, le 11 mars, des étudiants de gauche manifestaient dans la capitale contre Lon Nol. Leurs banderoles et tracts réclamaient la dissolution du gouvernement, des nouvelles élections législatives, la baisse des prix et le retrait des troupes opérant près de Pailin. Même s’il avait déclaré que le Cambodge devait évoluer vers la gauche, que s’il n’était pas né prince, il aurait certainement été de gauche et que s’il avait dû choisir lui-même le gouvernement il aurait nommé une tout autre équipe, Sihanouk trouvait impossible de donner satisfaction à de telles demandes. Pour calmer les manifestants, il demandait à ce qu’on plaça leurs revendications à l’ordre du jour d’un futur congrès national et les invitaient à venir y défendre eux-mêmes leur cause, espérant ainsi qu’intimidés par la police, ils déclineraient l’offre. Les vœux du monarque furent exaucés. Un congrès spécial votait une résolution pour maintenir en place l’Assemblée nationale élue une année auparavant.
Khieu Samphân profita toutefois de l’occasion pour se plaindre que certains de ses électeurs de S’aang avaient été incorporés de force dans des milices œuvrant près de la frontière vietnamienne, et ce malgré les pots-de-vin qu’ils avaient versés à des dirigeants locaux. Dénoncer la corruption était alors souvent considéré comme une attaque contre la politique du prince ; c’est en tout cas ainsi qu’il le perçut. Sa réponse fut de proposer d’aller dans les jours qui suivaient sur place pour vérifier la teneur des allégations. À S’aang, Sihanouk ne s’attaqua pas directement à Samphân, mais prit à partie Hu Nim, un autre parlementaire de gauche, l’accusant d’être un « Rouge ». Il offrit également un million de riels de l’époque (environ 18 000 dollars US) pour réparer une route, présentant cette faveur comme « un cadeau de la banque nationale ». Il refusa par contre d’armer les milices locales, sous prétexte que le gouvernement était incapable de réunir les crédits nécessaires et parce qu’il ne voulait pas « créer de troubles avec les 2 millions de soldats et miliciens – sud-vietnamiens, américains, insurgés, thaïs – qui stationnaient autour du Cambodge ». Il affirma aussi qu’il était le principal ennemi des militants khmers rouges. Enfin, le prince dut remarquer que dans le discours d’introduction, Samphân se mit face à lui, soutint son regard et n’hésita pas à élever la voix, des attitudes à l’opposé des marques de déférence auxquelles le monarque était habitué.
Entre mars et mai 1967, les troubles s’étaient mués en soulèvement antigouvernemental dans la localité de Samlaut, à l’ouest de Battambang, puis, de là, était en train de se transformer en une véritable guerre civile dans plusieurs régions du pays.
Dans un message à la nation, Sihanouk attribuait les troubles à un harcèlement d’éléments de gauche contre Lon Nol et au rejet par les radicaux locaux des paysans sans terre du sud-ouest cambodgien et des réfugiés khmers Krom nouvellement installés sur place. Dans ses récriminations, il s’en prenait aux « Khmers Việt Minh », qui d’après lui faisaient allégeance comme des captifs à un grand chef inconnu dont on ne savait s’il était cambodgien ou étranger. Comme pour les khmers Serei, Sihanouk voyait les émeutes de Samlaut avant tout comme une offense personnelle. En guise de représailles, il avait demandé que les villages des insurgés soient rasés et renommés. Le nombre de victimes ne sera jamais publié, mais des sources font état de plusieurs centaines.
Le 7 avril, le prince faisait une nouvelle déclaration dans laquelle il affirmait qu’il « traiterait les Khmers rouges comme il avait traité les Khmers Serei ». Il ne faisait pas référence à la répression à Battambang, sur laquelle il avait peu d’informations, mais à la possibilité de faire exécuter certaines personnalités de gauche. Pour ne laisser planer aucun doute, un film sur l’exécution publique d’agents Khmers Serei récemment arrêtés fut diffusé dans l’ensemble du pays. Charles Meyer affirme dans une interview qu’il accorda en 1987 à David Porter Chandler avoir conseillé à Sihanouk d’attendre la fin d’une enquête sur les raisons des émeutes avant de commencer la répression, mais le prince préféra passer outre. En 1971, interrogé par Jean Lacouture sur le nombre de victimes, le monarque affirmera « avoir lu quelque part » qu’il y avait eu dix mille morts ; en 1983, ses estimations furent revues à la baisse et il parlait de moins de mille morts.
Sihanouk menaça également de faire convoquer Hou Yuon et Khieu Samphân devant des tribunaux militaires afin de leur « poser quelques questions ». Craignant pour leurs vies, les deux intéressés quittèrent précipitamment la ville. Quand on découvrit leur disparition, beaucoup à Phnom Penh pensèrent qu’ils avaient été tués. Cette rumeur fut même étayée par une émission de Radio-Pékin qui affirmait que les deux députés avaient été exécutés et enterrés dans la région de Kirirom.
Alors que se déroulaient ces événements, Lon Nol démissionnait de son poste de Premier ministre. Il invoquait des raisons de santé et se rendit en France pour suivre un traitement médical pendant six mois. Sihanouk lui succéda à la tête de ce qu’il appela un gouvernement d’exception. En fait, cela revenait à dissoudre le cabinet issu des élections de 1966 et à le remplacer par un gouvernement ne comportant aucun parlementaire, mais plusieurs fidèles du monarque et quelques spécialistes apolitiques de domaines particuliers – nous dirions de nos jours « venant de la société civile » – tel Kol Touch qui rejoignait le ministère ô combien sensible de l’agriculture. Sihanouk s’était assigné trois objectifs principaux, à savoir mettre un terme à la crise politique et à la rébellion à Battambang, résoudre les dysfonctionnements de l’administration et enfin trouver une solution au problème de déficit budgétaire.
Quand les troubles se calmèrent, à la fin mai, Sihanouk fit une visite à Samlaut durant laquelle, lors d’un discours, il stigmatisait les partisans khmers rouges et annonçait un programme d’aide gouvernementale massive de réhabilitation de la région et de relogement. Alors qu’il prononçait son allocution, la répression se poursuivait contre de supposés rebelles, certainement, pour la plupart, des villageois qui avaient simplement fui les combats et s’étaient réfugiés dans la forêt.
Avec le départ de Lon Nol, les élites pro-occidentales n’avaient plus de raison de modérer leur pression sur Sihanouk. Toutefois, du fait de la composition du nouveau gouvernement, leur champ d’action se trouvait pour un temps limité, ce qui permit au prince de se focaliser contre les citadins de gauche et plus particulièrement les éléments radicaux des écoles et des universités. Dans la province de Kandal, plus de quinze mille étudiants se seraient réunis dans différents monastères pour commémorer ce qu’ils appelaient le martyre de Hou Yuon et Khieu Samphân. Des manifestations similaires étaient signalées à Kampong Cham. Agacé par cette contestation, Sihanouk demanda aux directeurs de Kambujaboth et Chamroeun Vichea, les deux écoles de Phnom Penh connues pour héberger des enseignants « de gauche », de lui indiquer quelques « excellences rouges » qui pourraient former un gouvernement. De plus, sous la pression du prince, Hu Nim dut soutenir devant un congrès national qu’il était loyal envers son monarque et que les tracts anti-Sangkum découverts à Samlaut et dans ses environs devaient être l’œuvre d’agents aux ordres de Lon Nol. Peu convaincu par les explications, Sihanouk humilia Hu Nim en lui faisant des remontrances publiques devant un millier de participants acquis à la cause du souverain.
Alors que le prince poursuivait localement ses diatribes anticommunistes, son nouveau Premier ministre, Son Sann, entreprenait des négociations secrètes avec les représentants de la République démocratique du Viêt Nam et de leurs alliés sud-vietnamiens du FNL. Depuis plusieurs mois déjà, Sihanouk pressait le Việt Minh et le Việt Cộng, comme il les nommait, de légitimer publiquement et officiellement les frontières existantes du Cambodge en échange d’une reconnaissance formelle du droit de leurs troupes à stationner et trouver refuge au Cambodge et celui de faire transiter des fournitures militaires par le port de Sihanoukville. En fait, la partie cambodgienne ne faisait aucune concession, vu que la guérilla communiste jouissait déjà de ces droits depuis au moins trois ans sans que le royaume khmer ait jamais exercé aucune sanction et que Sihanouk faisait de cette acceptation des frontières cambodgiennes un quid pro quo. Les délégués vietnamiens pour leur part ne désiraient pas s’engager sur les frontières, probablement parce qu’ils avaient compris que le prince risquait de les obliger à respecter leurs promesses en les publiant, une fois la guerre finie. En mai 1967, toutefois, les négociateurs vietnamiens durent se montrer moins intransigeants, après que l’opération américano-sud-vietnamienne Cedar Falls eut obligé au démantèlement du quartier général du parti communiste vietnamien dans le sud.
Le FNL, finalement se plia aux exigences cambodgiennes, s’apercevant des gains qu’il pouvait en escompter; en effet, un tel document valait une quasi reconnaissance diplomatique de son existence ce qui était positif pour son image et tendait à promouvoir l’idée d’indépendance par rapport à la République démocratique du Viêt Nam qu’il essayait de faire admettre un peu partout. Peu après, le Viêt Nam du Nord et l’Union soviétique signèrent une déclaration similaire sur les frontières du Cambodge, suivis par la Chine.
En acceptant de tels arrangements, le prince s'aliénait un peu plus les élites pro-occidentales, mais peut-être pressentait-il une victoire communiste au Viêt Nam et espérait-il qu’après les accommodements faits, une fois la victoire acquise, les nouveaux voisins de l'est sauraient se montrer conciliants avec lui et faire preuve de gratitude. Il souhaitait également qu'à la suite de cet accord, les Vietnamiens fassent pression sur les insurgés de Samlaut – que le monarque pensait contrôlés depuis Hanoï – pour qu’ils cessent la lutte armée.
Alors qu’il savourait ce qu’il considérait comme une victoire diplomatique, Sihanouk dut faire face à de nouvelles querelles entre factions rivales à Phnom Penh. Les derniers intellectuels de gauche à n’avoir pas pris le maquis se rassemblaient autour de Chau Seng – à nouveau ministre – et investirent La Nouvelle Dépêche. Alors qu’ils avaient jusque-là dominé la presse francophone, ils se trouvaient critiqués par Sim Var qui au sein de son journal Khmer Ækreatch (Khmer indépendant) adoptait une ligne résolument anticommuniste. Comptant sur le soutien du prince, la gauche décida de contre-attaquer.
Hu Nim ouvrit le bal par un article dans La Nouvelle Dépêche où il affirmait que Sihanouk dirigeait un « Front national qui répondait exactement aux aspirations du peuple ». Après les réponses acerbes parues dans Khmer Ækreatch, des centaines de jeunes prirent d’assaut le siège de ce journal et détruisirent son imprimerie. Les dégâts étaient importants, mais il n’y eut ni blessés ni arrestations. Parmi les graffitis sur les murs on trouvait « Sim Var est un chien américain » ou, écrit en chinois, « Longue vie à Monseigneur Papa ». D’après plusieurs comptes rendus de l’époque, beaucoup de manifestants semblaient d’origine chinoise, certainement excédés par les propos de Sim Var qui les accusait d’être au service du président Mao. Ces actes de violence servaient les desseins de Sihanouk et l’enquête qui en découla ne déboucha sur aucune condamnation.
Néanmoins, ces émeutes d’éléments sino-khmers fascinés par la révolution culturelle et qui se déclaraient loyaux à Mao ne pouvait qu’inquiéter le prince bien qu’il fît de son alliance personnelle avec la Chine un des piliers de sa politique étrangère. Il était rendu inquiet par le soutien que la gauche cambodgienne accordait ouvertement à l’association d’amitié khméro-chinoise (en) qui faisait la promotion du président Mao dans les écoles en langue chinoise du pays. Il était surtout irrité que des journaux chinois puissent annoncer à leurs lecteurs que « tous les travailleurs cambodgiens » étaient derrière le grand timonier. Recourant à une tactique déjà éprouvée, le monarque menaça de remettre le gouvernement à des « Rouges prochinois ». Comme prévu, personne ne soutint la demande du monarque et peu après, celui-ci envoya son ministre des Affaires étrangères, le prince Norodom Phurissara à Pékin pour sonder l’attitude du gouvernement chinois. Zhou Enlai fit des remarques à même d’apaiser le désaccord, mais recommandait que les Chinois puissent « avoir le droit d’exprimer leur fierté envers la révolution culturelle et leur amour pour le président Mao ».
Norodom Sihanouk pour sa part continuait à nier la présence des troupes du Việt Cộng sur le territoire khmer. Le 27 août 1967, alors qu’il recevait les lettres de créance de Nguyễn Thượng, nommé ambassadeur de la république démocratique du Viêt Nam, il affirmait que l’aide apportée à la guérilla était « essentiellement morale, diplomatique et politique comme nous l’imposent notre politique de neutralité et l’extrême faiblesse de nos moyens matériels ».
Dans la seconde moitié de 1967, Sihanouk intensifia ses attaques contre les radicaux urbains en tentant de détourner de leur influence tout rebelle potentiel des campagnes grâce à des projets d’aide. Il fit financer par l’État des travaux publics dans la circonscription de Khieu Samphân ainsi que des routes et des logements à Samlaut. Il promit une prime de 10 000 riels (environ 200 dollars US) à tout rebelle du nord-ouest qui se rallierait à lui. En août, 200 de ces personnes étaient ramenées de Samlaut à Phnom Penh, visitaient Sihanoukville et Angkor puis étaient reconduites dans leurs foyers, le tout aux frais du prince. Toutefois, il notera plus tard qu’à peine rentrés, ils étaient retournés grossir les rangs de la guérilla.
Le 1er septembre 1967, Sihanouk annonçait la dissolution de toutes les associations d’amitié khméro-étrangères. La mesure s’adressait essentiellement à l’association d’amitié khméro-chinoise, qui d’après le prince était « devenue un véritable instrument de subversion portant préjudice à l’amitié qu’elle prétendait promouvoir ». Le lendemain, le palais royal annonçait que ces associations allaient être remplacées par des « comités nationaux d’amitié » composés chacun de trois membres « connus pour leur loyauté » et choisis directement par Norodom Sihanouk. Quand Chau Seng reproduisait quelques jours plus tard dans La Nouvelle Dépêche un télégramme de Pékin faisant mine d'ignorer cette fermeture et présentant à l’association dissoute ses vœux pour son anniversaire et la félicitant pour sa lutte contre les réactionnaires, Sihanouk affirma que c’était là la première attaque venant de Chine et décida de fermer les journaux à capitaux privés. La mesure concernait les périodiques en langue chinoise, mais également ceux en khmer. Cela laissait le champ libre à quatre journaux propriété du monarque et aux dépêches de l’Agence Khmère de Presse. Il suggérait d’organiser un référendum sur la question au début de 1968, « quand le peuple ne sera plus occupé à ses cultures », pour légitimer son action. Le référendum n’aura pas lieu, mais les journaux rouvriront à la fin de l’année.
Dans un discours prononcé au même moment, il montrait sa réserve quant au déroulement de la révolution culturelle en Chine et justifiait la répression contre la gauche cambodgienne à qui il ne reprochait pas tant ses idées communistes, mais plutôt le fait que d’après lui elle était dirigée par une puissance étrangère. Un autre sujet d’inquiétude pour Sihanouk était Hu Nim qui restait à l’assemblée. Lorsque Nim soumit une pétition au parlement demandant la réhabilitation de l’association d’amitié khméro-chinoise, le prince, accompagné de Kou Roun, le chef de la police politique, se rendirent à Kampong Cham, dans la circonscription du député pour une sévère réprimande. Le monarque menaça de poursuivre Hu Nim devant un tribunal militaire et de le déchoir de sa nationalité cambodgienne qu’il n’était plus digne de porter. Quelques jours plus tard, l’intéressé s’enfuyait vers une base du PCK de la chaîne des Cardamomes. D’autres intellectuels se sentant menacés par Sihanouk quittèrent eux aussi les villes en 1966-1967.

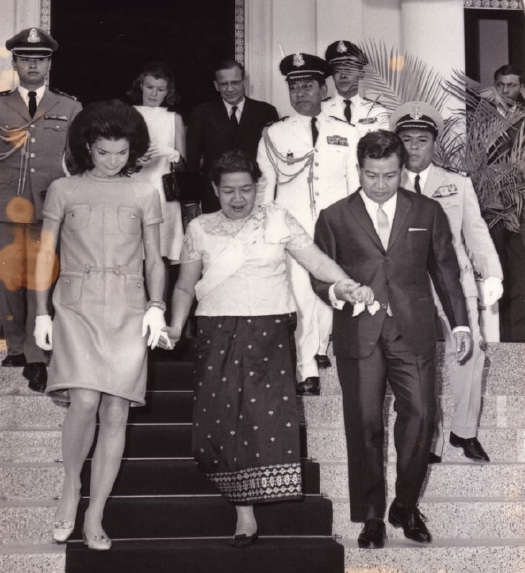
Jacqueline Bouvier Kennedy, accompagnée de la reine Sisowath Kossamak et de Norodom Sihanouk, lors de sa visite au Cambodge en 1967.

Coupés des communistes qui avaient plutôt soutenu sa politique étrangère que ses vues sur les problèmes intérieurs, le prince se retrouvait isolé pour contrer ses élites pro-occidentales. Cet antagonisme-là datait des beaux jours du parti démocrate et ne s’était jamais estompé. Alors que le monarque était trop fier pour leur formuler de quelconques excuses, les élites n’eurent elles non plus aucun geste conciliant qui aurait été de nature à calmer le jeu. Les troubles en cours en Chine et l’utilisation du territoire cambodgien par les troupes du Việt Minh et du Việt Cộng faisait que le prince, déjà coincé entre les régimes pro-occidentaux de Bangkok et de Saïgon se sentait également entouré par les communistes. Toutes ses tentatives pour capter une quelconque gratitude semblaient s’être soldées par des échecs, mais il ne se sentait pas pour autant proche de ceux qui voulaient prendre leurs distances avec les communistes et rétablir les relations avec les États-Unis. Pour prendre ces derniers de vitesse, il décidait de conduire lui-même, à ses propres conditions, un rapprochement avec Washington.
Cette nouvelle orientation se traduisait par l’accueil, en octobre 1967, de Jacqueline Bouvier Kennedy en voyage non officiel. Malheureusement pour le prince, en marge de cette visite, trois reporters, un de l’agence United Press International et deux d’Associated Press, profitant que les forces de sécurité khmères étaient largement occupées à assurer la protection de l’ancienne first lady, se rendirent dans le sud-est du pays, près de Memot où ils trouvèrent ce qui ressemblait à un camp du Việt Cộng fraîchement abandonné. Malgré les protestations de Sihanouk qui criait à la machination, les informations qui mettaient à mal les assertions du monarque concernant la neutralité du Cambodge furent largement diffusées dans la presse occidentale.

#### Ouverture vers les États-Unis (1968)
Le mois de janvier 1968, outre la décision du PCK de promouvoir la lutte armée contre le régime de Sihanouk dont peu à Phnom Penh étaient au courant allait surtout être marqué par la visite de Chester Bowles, ambassadeur américain à New Delhi et plus haut responsable américain à rencontrer le prince depuis de nombreuses années. La visite de Bowles ouvrait la voie à une reprise des relations entre le Cambodge et les États-Unis. Pour Phnom Penh, la visite était appréciable, car on espérait pouvoir limiter l’amplification des sanctuaires vietnamiens au Cambodge, sanctuaires qui, pour l’opinion khmère, s’apparentaient à une nouvelle annexion de territoire comme celle pratiquée au début du XIXe siècle par l’empereur Minh Mạng,.
Sihanouk avait alors en tête depuis un certain temps de redynamiser la commission internationale de contrôle et de supervision crée en 1954 par les accords de Genève, mais dont depuis, le champ d’action avait été réduit à la portion congrue. Il espérait que les inspections des membres indiens, canadiens et polonais de la commission allaient réduire les incursions américaines et sud-vietnamiennes ainsi que leurs bombardements. Les États-Unis soutenaient ce projet car ils escomptaient que les visites allaient publiquement confirmer la présence de bases Viêt Cộng sur le territoire cambodgien déjà repérées par des reconnaissances aériennes américaines ainsi que par des observateurs sur le terrain ; à partir de la fin de 1967, ils avaient transmis, par l’intermédiaire de Noel Saint-Clair Deschamps, ambassadeur australien à Phnom Penh, des copies de ces photos aériennes au prince. Par cette opération nommée Vésuve, les dirigeants militaires américains espéraient maîtriser la frontière sud-ouest de la République du Viêt Nam. Pour discuter de cette option, après la bonne impression laissée par la visite de Jacqueline Kennedy, Chester Bowles vint à son tour au Cambodge pour quatre jours, en janvier 1968.
La mission débuta par des conversations séparées que Bowles eut avec le Premier ministre Son Sann et avec le général Nhiek Tioulong. Sihanouk était alors en province et Son Sann ne voulait pas devancer les annonces que le prince devait faire à son retour ; Nhiek Tioulong refusait pour sa part d’admettre la présence de sanctuaires Viêt Cộng au Cambodge. Quelques jours plus tard, la délégation fut reçue par le prince. Ils le trouvèrent intrépide et difficile à émouvoir, soutenant un renforcement des pouvoirs de la commission internationale de contrôle et de supervision, jusqu’à indiquer, d’après certaines sources américaines, qu’il n’avait pas d'objection à ce que les États-Unis engageassent des poursuites dans des zones inhabitées. Il ne pouvait pas le confirmer publiquement, mais si les troupes américaines se hasardaient dans cette voie, cela l’aiderait à résoudre un de ses problèmes. Bien sûr, si les États-Unis affrontaient les troupes du Viêt Cộng et l’armée nord-vietnamienne sur le sol cambodgien, les deux parties seraient coupables de violer le territoire du royaume khmer, mais le Nord Viêt Nam et le Viêt Cộng « seraient plus coupables ». Si ces poursuites se faisaient dans des zones où la population locale ne serait pas affectée, le prince voulait bien « fermer les yeux ». Rien de tout cela n’apparaissait dans le communiqué publié par Son Sann et Bowles à la fin de la visite, mais les B-52 américains lancèrent au début de 1969 l’opération Menu, un bombardement massif des zones frontalières. Les documents officiels n’éclairent pas sur ce que Sihanouk avait admis de laisser les États-Unis faire. Pour le prince, le problème des ripostes était moins important que de regagner les bonnes grâces de Washington, mais rien ne prouve que cela inclût l’approbation d’un programme de bombardements à grande échelle. S’attacher la fidélité des plus humbles de ses sujets passait alors pour le monarque avant celui d’adhérer aux grands desseins des États-Unis. Son Sann avait insisté afin que Bowles plaide à Washington pour le rétablissement de relations diplomatiques et pour que le gouvernement américain reconnaisse les frontières du Cambodge, mais cette reconnaissance était bloquée depuis plus d’un an par le peu d’empressement des gouvernements de Bangkok et de Saïgon à l’approuver et la réticence de Washington à déplaire à ses deux fidèles alliés.
La visite de Bowles avait coïncidé avec une recrudescence des activités des communistes vietnamiens au Cambodge, dans le cadre de la préparation de l’offensive du Tết et des rapports de la police politique du prince lui indiquaient de surcroit que de nouveaux troubles éclataient dans la région de Samlaut et qu’une agitation devenait perceptible au sein des minorités ethniques du nord-est, deux zones où le PCK, qui inaugurait sa politique de lutte armée, était connu pour être actif. Peu après le départ de Bowles, mais avant le déclenchement de l’offensive du Têt, Sihanouk annonçait que plusieurs jeunes communistes avaient été arrêtés à Phnom Penh, distribuant des tracts contre le maréchal Tito, dirigeant yougoslave qui devait venir faire une visite d’état d’ici peu. Il était alors notoire que l’indépendance de Tito par rapport aux mouvements communistes irritait la Chine. Il est possible, mais peu probable, que les Chinois aient envisagé de le faire assassiner durant sa visite. Il est plus plausible que la police du prince ait inventé une conspiration pour intimider les étudiants prochinois, qui en manifestant contre Tito, auraient mis Sihanouk dans l’embarras. Le prince fit référence à une « poignée d’individus, exclus de la communauté, sabotant l’indépendance nationale … distribuant des caisses de grenades pour assassiner Tito et moi-même ». Il menaçait ceux qui avaient distribué les tracts de la peine capitale. La visite du dirigeant yougoslave se passa finalement sans histoire, mais les accusés avaient déjà été exécutés, et aucune preuve de leur culpabilité n’a jamais été publiée.
Par contre, d’inquiétants rapports de sa police arrivèrent sur le bureau du prince au début de 1968, indiquant des accrochages entre des rebelles et l’armée dans plusieurs régions. Les combats étaient particulièrement violents autour de Battambang. À la fin de février, ignorant - pour peu qu’elle ait vraiment été prise - la décision du PCK, le prince présentait ces combats comme une guerre civile. Ces troubles causaient un tracas particulier à Sihanouk, peut-être parce qu’il avait du mal à discerner le rôle réel des Vietnamiens dans ce soulèvement. Si dans un discours au début de 1968 il loua tout d’abord l’efficacité de la rébellion, il s’engagea également à améliorer celle de son armée face à ce genre de conflit, affirmant que les Forces armées royales khmères n’étaient pas préparées à lutter contre une guérilla et que l’expérience de Battambang avait montré la nécessité de combler cette lacune au plus vite. À la fin de 1968, de vastes zones du nord-est et de l’ouest allaient échapper au contrôle du gouvernement.
Changeant d’adversaires, le prince attribuait également la responsabilité de l’agitation continue à des journalistes occidentaux tels ceux du quotidien français Le Monde. Sihanouk, dans un discours, demandait aux journalistes « prochinois » d’être « honnêtes intellectuellement » et d’éviter de porter contre le Sangkum des accusations qui s’avéraient infondées. Le monarque voulait démontrer que la guerre civile avait pour origine des causes étrangères au Cambodge. Il parlait d’une collusion entre les Américains, les Khmers Serei, les Thaïs, les Sud-Vietnamiens, le Viêt Cộng et le PCK visant à prendre le pouvoir et séparer le Cambodge en deux zones d’influence. Dans le même temps, il approuvait une intensification de la répression.
La virulence du discours de Sihanouk encourageait les milices à plus de brutalités et les dignitaires de province à des excès de zèle pour prouver leur fidélité au prince. En mars 1968, à Kampong Cham, des manifestants en armes se déclaraient prêt à en découdre pour chasser les Khmers Việt Minh et autres Khmers rouges du Cambodge. Dans la province voisine de Kratie, un autre défilé composé d’hommes munis d’armes en tout genre marchèrent jusqu’au palais du gouverneur où l’un d’entre eux lut une déclaration soutenant le régime socialiste bouddhique de « Samdech Euw » (littéralement Monseigneur Papa) et condamnant les Khmers bleus et rouges. Dans le même temps, Sihanouk procédait à de fréquents remaniements ministériels, mutait les gouverneurs dans d’autres provinces et visitait les zones où des troubles avaient éclaté, attribuant la responsabilité de la résurgence de ces agitations aux étrangers et aux intellectuels. À la fin de mars, il déclarait que l’insurrection avait été matée alors que les combats se poursuivaient à Battambang et dans le nord-est. Durant cette période, l’armée cambodgienne était en pleine contradiction, ce qui n’allait pas sans poser des problèmes aux combattants de base. En effet, alors que des camions militaires poursuivaient l’acheminement de fournitures aux camps du Việt Cộng le long de la frontière, permettant aux officiers de s’enrichir au passage, les paysans cambodgiens, de leur côté, continuaient, quand ils le pouvaient, à vendre leurs récoltes aux agents vietnamiens. Sihanouk, pour sa part, maintenait son soutien à la lutte du Nord-Viêt Nam et du FNL contre l’impérialisme et tolérait – tout en officiellement la niant – la présence de camps au Cambodge, mais dans le même temps ordonnait la répression de leurs partisans et se rapprochait des États-Unis.
Mais les relations américano-khmères allaient s'assombrir quand, en avril, Hanoï fit part de son désir d’entamer des pourparlers avec Washington et proposait de rencontrer des émissaires en terrain neutre à Phnom Penh. Sihanouk ne put que soutenir un projet qui pouvait améliorer la notoriété de son pays à l’étranger et affirmer la neutralité qu’il tentait de promouvoir depuis des années. Malheureusement pour lui, si les États-Unis acceptaient le principe de discussions, ils rejetaient le choix de la capitale cambodgienne, affirmant que le royaume khmer n’avait pas la capacité nécessaire en termes d’hébergement et de communications pour organiser un tel événement. Une telle déclaration ne pouvait que heurter la fierté du prince qui y vit un affront personnel. Quand les négociations s’ouvriront finalement à Paris le 13 mai, il se sentira contraint de déclarer que les décisions prises là-bas concernant le Cambodge seraient nulles et non avenues tant qu’elles n’auraient pas été approuvées par un représentant du royaume khmer.
Mais le monarque paraissait toutefois percevoir de plus en plus les mutins des campagnes comme une menace sérieuse et le retour en mai de Lon Nol, l’ennemi juré des communistes, comme ministre de la défense semble accréditer cette thèse.
Même si beaucoup après coup ont prétendu que la déposition du prince en 1970 était prévisible dès 1968, rien ne permettait de la supposer à l’époque. Il n’en reste pas moins que les décisions que le monarque prit lors de ces derniers mois montrent une perte de confiance en son aura. Que ce soit l’émergence de la rébellion de gauche ou l’assurance que prenaient les conservateurs, tout laissait à penser que Sihanouk ne voulait ou ne pouvait plus exercer sa mainmise sur la politique cambodgienne. Toutefois, même si la révolution était en marche, elle n’en était qu’à ses balbutiements et n’était pas prête à soutenir une guerre civile à travers tout le pays. Elle se contentait de quelques escarmouches et espérait acquérir une expérience qui pourrait s’avérer utile le moment venu.
Il semble clair que les années 1969-1970 correspondent à une perte de pouvoir de Sihanouk au profit de ses opposants. Néanmoins, si sa popularité s’estompait auprès des jeunes, elle restait néanmoins importante. Malgré cela, tous les efforts du prince pour la conserver à un haut niveau s’avéraient vains. Dans le même temps, alors qu’Il avait gardé l’habitude d’éluder les problèmes importants comme ceux touchant les finances, il prit conscience, au milieu de 1969, qu’ils devenaient insolubles. Sa seule réponse fut de nommer Lon Nol à la tête d’un « gouvernement de sauvetage » qui succédait à un « gouvernement de la dernière chance ».
S’il pourrait paraître tentant de détecter une crise économique à l’origine des bouleversements politique et militaire qui allaient conduire à la déposition de Norodom Sihanouk, il convient cependant de relativiser ces difficultés. En fait, le Cambodge souffrait des mêmes problèmes que la plupart des pays en voie de développement. Mais contrairement à beaucoup d’entre eux, l’endettement restait faible et quand bien même certains milieux financiers l’auraient voulu, les services qui géraient les exportations n’auraient pas eu de mal à emprunter à l’étranger. Par contre, si l’administration était suffisamment structurée pour répondre aux besoins du monde des affaires, la politique économique dépendait du bon vouloir de Norodom Sihanouk qui, à part pour l’éducation privilégiait les projets grandiloquents à court terme. Autrement dit, si le prince avait à ce moment utilisé les moyens à sa disposition pour régler les problèmes économiques, le mécontentement des élites aurait été moindre et sa déposition aurait certainement attendu quelques années de plus. Toutefois, le manque de devises fortes se faisait quand même sentir lors de l’achat de biens importés et le secteur privé s’impatientait de profiter du boom qui touchait déjà certains pays de l’Asie du Nord-Est, la Thaïlande et le Sud Viêt Nam.
En 1969, Sihanouk, en s’adressant à la presse occidentale, estimera que 95 % des Cambodgiens soutenaient le « Bouddhisme socialiste » et que la seule opposition était constituée de groupuscules adulateurs de la Révolution culturelle ou de l’American way of life. Ses détracteurs reprochaient pour leur part sa mainmise sur tous les aspects de la vie quotidienne et sa politique intérieure. Néanmoins, le fait de garder son pays hors de la guerre du Viêt Nam reste à mettre à son crédit. Alors que le conflit dégénérait en 1968 et 1969, le Cambodge restait le seul pays de l’ancienne Indochine française à être épargné par les bombardements aériens quotidiens et les combats de grande ampleur. Il le devait pour une grande part aux choix que fit le monarque et qui, s’ils s’avéreront néfastes sur le long terme, semblaient à l’époque les plus à même d’assurer la tranquillité du royaume khmer. Dans le même temps, les décisions américaines concernant le Viêt Nam paraissaient rarement faire cas des populations locales et si Sihanouk avait refusé au Việt Cộng l’installation de ses bases, il est fort probable que ces derniers seraient passés outre, occasionnant des pertes importantes auprès de ceux qui sur le terrain se seraient opposés à leur projet. Si le Cambodge s’était ouvertement engagé dans le camp d’un des belligérants, il y’a fort à parier que l’autre l’aurait attaqué. En 1969, le prince pensait sincèrement que la meilleure option était de se rapprocher des États-Unis tout en préservant ses relations avec la République démocratique du Viêt Nam. Si cette politique de non-alignement semblait la plus sage, c’est pour l’avoir oublié que les adversaires du prince qui le déposèrent en 1970 précipitèrent leur pays dans l’abîme quand ils choisirent le conflit ouvert avec le Viêt Nam.
Pour comprendre la période qui correspond au premier règne de Sihanouk ou vouloir porter un jugement, il ne faut pas négliger d’un côté son talent diplomatique, sa capacité à travailler de longues heures, son patriotisme, ni de l’autre sa vanité, son indulgence pour la corruption, son mépris pour les intellectuels, son agacement pour les conseils, son désir de tout approuver, sa rancune ou son goût pour le faste. À partir de 1968, beaucoup de Cambodgiens éduqués pensaient que les défauts du monarque dépassaient ses qualités. Plutôt que de lutter contre la corruption dont bénéficiaient ses proches, il préférait leur attribuer des postes à responsabilité où ils pouvaient intensifier leurs déprédations. Dans le même temps, sa police politique, dirigée par Kou Roun et Oum Manorine, le demi-frère de sa femme, appuyait la virulence de ses discours par une répression plus agressive, notamment à l’encontre des Sino-Khmers et des étudiants.
Les élites à Phnom Penh se sentaient alors opprimées. Les violences pro gouvernementales étaient rarement réprimées et les intellectuels avaient l’impression de vivre sous une épée de Damoclès constamment suspendue au-dessus de leurs têtes. Les emprisonnements sans jugements et les disparitions se multipliaient. Mais les sévices ne se limitaient pas à la capitale. En 1969, à Kâmpôt, par exemple, de présumés rebelles furent précipités du haut d’une falaise avant que leurs têtes ne soient exposées pour l’exemple sur le marché de la ville. Sihanouk ne fit rien pour empêcher ces actes commis en son nom. Au contraire, Lon Nol, à la tête de la police et de l’armée, gagnait en influence.
En septembre de la même année, un nouvel officiel américain venait à Phnom Penh. Il s’agissait d’Eugene R. Black, Sr. (en), ancien président de la banque mondiale et conseiller du président Johnson aux affaires économiques pour l’Asie du Sud-Est et d’une délégation d’une dizaine de personnes. Ils eurent une série d’entretiens avec le Premier ministre Penn Nouth et des membres de l’état-major des forces armées royales khmères. Si rien ne semble avoir transpiré quant à la teneur exacte de ces conversations, qui officiellement portaient sur le développement du bassin du Mékong, et sans que l’on sache s’il y avait une relation de cause à effet, peu après le départ de la délégation, Sihanouk dénonçait pour la première fois publiquement la présence de « Vietnamiens armés » sur le sol cambodgien.
En octobre, Cheng Heng, un député apolitique était nommé président de l’Assemblée nationale. Personne alors ne pouvait se douter qu’il remplacerait Sihanouk dans 18 mois. À mesure que son aptitude à peser sur les cours des évènements faiblissait, le prince se montrait moins intéressé par la direction du pays, préférant se livrer à des visites en province, faire des films et passer du temps avec ses proches.

#### L’éclipse (1969)
Le début de l’année 1969 débute par la défection d’environ 200 Khmers Serei dans la province d'Otdar Mean Cheay, qui sera largement médiatisée. Le 21 janvier, lors d’une conférence de presse, plusieurs dizaines de ces combattants affirmaient que leur décision avait été prise après qu’ils eurent eu connaissance d’un accord secret entre Bangkok et Son Ngoc Thanh qui aurait accepté, une fois la victoire acquise et en échange d’un soutien du gouvernement de Thanom Kittikachorn, de céder à la Thaïlande, les provinces que cette dernière avait déjà annexées pendant la seconde guerre mondiale. Bien que de telles assertions restent encore de nos jours sujettes à caution, elles ne pouvaient qu’exacerber la rancœur antithaïlandaise de la population cambodgienne et la conforter dans la vision de la situation que Sihanouk lui présentait depuis des années. En contrepartie, cette attaque contre un des plus proches alliés des États-Unis dans la région ne pouvait que mettre un frein, qui sera cependant de courte durée, aux tentatives de réconciliation avec Washington.
En février 1969, peu après la prise de fonctions de Richard Nixon à la présidence des États-Unis, le général Creighton Williams Abrams, commandant en chef des forces américaines à Saïgon, demandait à la nouvelle administration mise en place à la Maison-Blanche, la permission d’utiliser les B-52 contre le quartier général Việt Cộng en territoire cambodgien. La demande sera acceptée en mars, mais les interventions seront entourées du plus grand secret, même plusieurs années après. Les bombardements prirent le nom de code d’opération petit-déjeuner (breakfast) et débutaient le 18 mars. Dans les 14 mois qui suivirent, plus de 3 500 sorties seront « secrètement » effectuées au-dessus du Cambodge pour, prétendument, détruire un quartier général qui ne sera finalement jamais localisé. En novembre 1969, l’état-major américain au Sud-Viêt Nam reconnaissait que le seul résultat obtenu avait été de disperser les unités Việt Minh dans des zones plus densément peuplées du Cambodge. En réponse à ces bombardements, Sihanouk élevait la mission du Front national de libération du Sud Viêt Nam de Phnom Penh au rang d’ambassade, mais, dans le même temps multipliait les ouvertures diplomatiques en direction des États-Unis. Il espérait alors toujours pouvoir préserver le royaume khmer de la guerre. Toutefois, en avril, alors que l'opération petit-déjeuner avait débuté, le prince annonçait en guise d’avertissement qu’il n’envisageait pas de modifier sa ligne de conduite envers la République démocratique du Viêt Nam, sauf si l’influence communiste devenait trop importante, auquel cas, il prétendait envisager d’abandonner son poste de chef de l’État à Lon Nol.
Dans le même temps, la situation économique se dégradait. Depuis 1968, la croissance n’était plus au rendez-vous. La production agricole stagnait, en partie à cause des révoltes paysannes et d’une année de sécheresse. Les exportations chutaient et le déficit budgétaire se creusait pour atteindre un huitième des recettes de l’État. Des conseillers de Sihanouk suggéraient de freiner les dépenses, notamment celles liées aux programmes de prestige, mais le monarque fit la sourde oreille. Le prince préférait préserver sa popularité en maintenant le mode de vie que les Cambodgiens avaient l’habitude de le voir mener. Vu les importantes sommes englouties dans les jeux plus ou moins légaux à travers l’ensemble du pays, il voulait plutôt que le gouvernement ouvre ses propres casinos à Phnom Penh et à Sihanoukville, tout en fermant les cercles de jeuxm qui, avec la connivence de la police, tournaient depuis des années mais allaient maintenant faire ombrage au nouveau projet princier. Cette mesure semblait répondre au manque de devises fortes nécessaires à tout emprunt à l’étranger. De plus, certains de ses proches et de la famille royale, tels Sisowath Sirik Matak ou Norodom Chantarainsey (en), semblent avoir profité de cette nouvelle source de revenus. Les établissements ouvrirent au début de 1969 et pour cette première année la recette du seul casino de Phnom Penh s’élevait à 700 millions de riels (10 millions de dollars) et contribuaient pour 9% au budget de l’État. Il était ouvert 24 heures sur 24, causant la ruine de nombreux parieurs et plusieurs suicides. Il sera finalement fermé par Sisowath Sirik Matak en janvier 1970, alors que Sihanouk et Lon Nol étaient en France.
Sihanouk devait alors aussi composer avec la guérilla. Bien qu’elle ne comptât qu’un millier de membres, ses escarmouches se multipliaient sur l’ensemble du pays, nécessitant un déploiement toujours plus important de forces de l’ordre. Qu’ils soient Cambodgiens irritait le prince qui ne comprenait pas pourquoi, en contrepartie de l’aide qu’il leur fournissait, les Vietnamiens ne pouvaient pas mieux les contrôler. Sa politique était alors sur tous les fronts, avec la poursuite des efforts pour se rapprocher des États-Unis dont les relations furent rétablies en juin 1969, après que Washington eut officiellement reconnu les frontières du Cambodge. Malheureusement pour les conservateurs et le gouvernement de Lon Nol, cet accord ne déboucha pas sur la reprise de l’aide américaine massive qu’ils escomptaient.
Les principaux combats de la guérilla se déroulaient au nord-est. Un nouveau quartier général dirigé par Nhiek Tioulong fut installé à Stoeng Treng dont, d’après une remarque de Sihanouk en fin 1968, les Vietnamiens occupaient le tiers de la province. Malheureusement, placer des troupes sur les principales routes d’approvisionnement des maquis ne pouvait qu’amener des frictions. Un document vietnamien saisi à la fin de 1969 faisait référence à une recrudescence des accrochages avec les forces gouvernementales dans la zone, ces dernières ayant subi des pertes que le document estimait à environ un millier de morts et de blessés.
Mais dans le même temps, Huỳnh Tấn Phát, le président du Gouvernement provisoire révolutionnaire du Sud-Viêt Nam, effectua un voyage à Phnom Penh à la tête d’une délégation de 16 personnes. La visite fut organisée personnellement par Sihanouk qui accompagna les représentants durant toute leur visite. Un but non avoué de ces marques de bienveillance était certainement d’obtenir une promesse formelle que les troupes vietnamiennes évacueraient le Cambodge une fois la guerre finie. La tournée se conclut par un accord sur les frais d’acheminement des fournitures aux maquis qui devraient dorénavant être directement réglés au gouvernement cambodgien, plutôt qu’à des particuliers.
À ce moment, le prince avait plusieurs problèmes à régler. Ce fut d’abord la crise économique qui s’aggravait, la demande de plus en plus pressante des élites de libéraliser les finances, mais aussi l’insurrection qui, bien que toujours restreinte à quelques groupes limités, faisait croître l’insécurité dans les campagnes, et enfin la présence de plus en plus criante du Việt Cộng dans les zones proches de la frontière vietnamienne. En juillet 1969, lors d’un congrès du Sangkum, le prince proposait d’abandonner la fonction de chef de l’État et de faire composer un gouvernement de sauvetage par un congrès spécial qui comporterait des membres des deux chambres du parlement, du contre-gouvernement, des représentants des mouvements de jeunesse et des propriétaires de journaux locaux. Ce congrès s’ouvrit le 4 août et Sihanouk y attribuait l’échec du gouvernement précédent au manque de volonté des élites cambodgiennes à prendre des mesures impopulaires qu'il aurait prises à leur place. En clair, il fixait une ligne directrice au nouveau gouvernement. Le rassemblement sera le dernier triomphe de Sihanouk. Le congrès décida de confier à Lon Nol la direction d’un nouveau gouvernement, poste qu’il assurait déjà par intérim, à la suite des problèmes de santé de Penn Nouth. Au nombre de votes en sa faveur, le prince Sisowath Sirik Matak arrivait juste derrière Lon Nol ; il sera désigné quelques jours plus tard vice-Premier ministre et deviendra rapidement l’homme fort du régime. Ce nouveau cabinet, par sa volonté de se soustraire au contrôle du chef de l’État, n’allait pas tarder à s’opposer au prince.
Le retour de Lon Nol au poste de Premier ministre peut poser des questions sur les capacités de jugement dont pouvait faire preuve Sihanouk à cette époque. Dans Réalités cambodgiennes, un hebdomadaire proche du souverain, le général était décrit comme fiable, sérieux, doté d’un bon sens commun et préférant l’action aux discours. Sihanouk connaissait l’aversion de la gauche pour Lon Nol et peut-être espérait-il aussi que le nouveau Premier ministre pourrait le débarrasser des activistes, à moins qu’il ne comptât exacerber les rancœurs pour ensuite apparaître comme le seul sauveur à même de mettre un terme à la crise qui en aurait découlé. Toujours est-il que cette nomination comportait une certaine dose d’impuissance et que Lon Nol semblait le choix le moins risqué ; le prince devait sûrement estimer que sa loyauté et sa docilité compensait ses défauts.
Les 16 membres du nouveau ministère furent choisis par Lon Nol et approuvés par l’assemblée nationale. 9 d’entre eux étaient déjà dans le cabinet précédent, mais seuls 4 étaient sihanoukistes. Sur le moment, le prince ne fit aucune remarque, mais Jean-Claude Pomonti et Serge Thion citent dans leur ouvrage un témoin prétendant que quelques jours plus tard, il aurait affirmé qu’il s’agissait d’une révolution en douceur, où la bourgeoisie avait pris le pouvoir sans violence ni discussion.
Lors du deuxième semestre de 1969, Sihanouk se mit en retrait de la vie politique locale. Il semble que chaque camp attendait la suite des événements. En septembre, le prince se fit remarquer en étant le seul chef d’État à se rendre à Hanoï aux funérailles de Hô Chi Minh. À cette occasion, il eut des entretiens avec les dirigeants vietnamiens, mais le contenu de ces discussions diffère suivant la source. Bernard Hamel se base sur un document publié par la république khmère pour soutenir que les conversations portaient sur un accord commercial avec les responsables du FNL concernant l’approvisionnement des maquis en république du Viêt Nam. Le monarque, quant à lui, affirma qu’il désirait demander une réduction des effectifs du Việt Cộng stationnés au Cambodge, mais Phạm Văn Đồng ne lui en aurait pas laissé le temps et lui aurait demandé des comptes sur une cargaison de riz pour laquelle Lon Nol aurait été fortement rétribué par la Chine, mais dont la livraison se faisait attendre. À son retour à Phnom Penh, quand le monarque posa la question à son nouveau Premier ministre, celui-ci serait resté évasif. À la fin du mois, quand le général se rendit Pékin et qu’il rencontra à son tour son homologue nord-vietnamien, il aurait refusé de garantir la livraison ou de restituer l’argent.
Au Cambodge, Sihanouk s’était insensiblement mis hors course de la direction d’un pays qui devenait de plus en plus instable et compliqué à administrer pour un homme seul. Le mélange de confiance, de fatalisme, de laisser-faire et de douceur de vivre qui avait jusque-là caractérisé son règne s’était envolé. Le prince s’en était sûrement mieux aperçu que la plupart de ses contemporains, mais préférait ignorer ces problèmes et se contentait d’accueillir somptueusement les visiteurs étrangers tels la princesse Margaret du Royaume-Uni ou Hamani Diori, président du Niger et s’abandonnait dans la réalisation de ses films.
À la fin octobre, Lon Nol quittait le Cambodge pour aller suivre un traitement dans une clinique de Neuilly-sur-Seine. Peu après, Sihanouk s’en prenait à l’Assemblée nationale, lui reprochant de ne pas représenter le peuple mais une faction déloyale envers lui. Cette attaque semble avoir été motivée par la décision de Sirik Matak, alors Premier ministre par intérim, de ne transmettre qu’une partie des documents officiels à son cousin et d’avoir incité les ambassadeurs à lui adresser directement leurs correspondances. Sirik Matak rejetait les doléances de Sihanouk et, dans les semaines qui suivirent, prit une série de mesures à l’opposé de la politique menée depuis des années et qui allaient à l’encontre des intérêts des proches du monarque. Il autorisa la réouverture des banques à capitaux privés au Cambodge, dévalua le riel de près de 70 % et privatisa certains monopoles de l’État. Le but était de rassurer les marchés financiers internationaux, encourager les investissements étrangers et dynamiser les exportations, des initiatives que Sihanouk avait toujours différées, doutant de leur utilité.
Le 28e congrès national, convoqué en novembre et décembre 1969 s’avérera la dernière manifestation publique à laquelle participa Norodom Sihanouk avant sa déposition. Durant les débats, il tenta de dénigrer les mesures économiques prises par Sirik Matak et obtint un vote demandant l’abrogation du décret autorisant les banques étrangères à revenir s’implanter au Cambodge. Pour montrer leur solidarité, les quatre ministres sihanoukistes du gouvernement démissionnèrent de leur poste. Mais le coup eu l’effet inverse de ce qu’ils escomptaient. Sirik Matak nomma des personnes proches de lui à leur place et Sihanouk se retrouvait privé de tout soutien au sein du gouvernement. Le prince demanda néanmoins aux représentants du parlement le vote d’une motion de confiance à son égard. Seul Douc Rasy, adversaire résolu du prince, osa voter contre, mais l’amour-propre du monarque sortait entamé de cette épreuve, surtout après que l'Assemblée nationale récusa le vote du congrès et confirmé l’autorisation faites aux banques privées de rouvrir.
Pour la première fois depuis le début des années 1950, Sihanouk avait à faire face à une opposition structurée. Il n’impressionnait pas Sirik Matak, de 9 ans son aîné, et l’Assemblée élue en 1966 prenait goût à son influence grandissante. Le monarque ne pouvait se prévaloir d’aucune responsabilité dans les mesures économiques prises récemment et qui commençaient à porter leurs premiers fruits. L’affrontement avec le souverain souhaité par ceux qui semblaient avoir gagné la partie ne pouvait par contre régler aucun des problèmes auxquels le Cambodge était confronté. La menace militaire vietnamienne ainsi que celle de la guérilla restait toujours aussi importante. Plus inquiétant, les intentions américaines concernant le royaume khmer demeuraient floues. Le rétablissement des relations diplomatiques n’avait amené ni le boom économique que certains espéraient, ni le retour de l’aide militaire massive. En fait, les membres de la petite mission à Phnom Penh – dont quelques-uns étaient des agents de la CIA – s’étaient contenté de renouer quelques contacts avec les dirigeants proches d’eux au premier rang desquels figurait Sirik Matak.

#### La chute (1970)
Le 2 janvier 1970, le prince fatigué par ses efforts, démoralisé par l’affront que l’Assemblée lui avait fait subir et souffrant de surmenage, se faisait admettre à l’hôpital Calmette (en). Le 6 du même mois, le palais royal annonçait son départ le soir même pour la France où il devait poursuivre son traitement médical. L’embarquement se faisait sans le cérémonial habituel et des proches remarquèrent que ses bagages étaient plus volumineux qu’à l’accoutumée. Peut-être espérait-il renverser la situation vis-à-vis de Sirik Matak en profitant de son séjour à l’étranger pour demander à la Chine et à l’URSS, qu’il projetait de visiter avant de rentrer, de faire pression sur leur allié vietnamien et l’obliger à réduire son implantation au Cambodge. Peut-être espérait-il aussi que des tensions allaient apparaître entre Lon Nol et Sirik Matak et qu’il serait rappelé tel un sauveur. Si un tel raisonnement s’était avéré efficace par le passé, ce ne sera pas le cas cette fois.
Toujours est-il qu’avec les absences conjuguées de Lon Nol et de Norodom Sihanouk, Sirik Matak et ses partisans avaient une occasion unique de mettre en place les mesures libérales qu’ils souhaitaient depuis longtemps et de s’opposer plus fermement à l’occupation vietnamienne des zones frontalières. Le gouvernement était alors prêt à mettre à bas les fondements de la politique suivie jusque-là par le monarque et à réorganiser l’armée en une véritable force de combat. Il espérait par ces mesures pouvoir redynamiser les entrepreneurs du pays. Malheureusement pour lui, une telle politique nécessitait le soutien des États-Unis dont Sirik Matak se considérait proche, mais les Américains étaient engagés dans un retrait de l’Asie du Sud-est.
En janvier, le bureau d’aide mutuelle mis en place quelques années auparavant par Sihanouk pour fournir diverses assistances fut fermé. Ses recettes provenaient de celles des films du monarque, des droits d’entrée au casino et de « contributions volontaires » de hauts fonctionnaires. Les fonds ainsi collectés servaient à dédommager les victimes des bombardements et de la guérilla ainsi qu'à acheter des cadeaux de toutes sortes. Si la raison invoquée était un déficit chronique, il semble bien qu’en fait le gouvernement voulait surtout limiter l’influence de Sihanouk.
À la mi-février, Lon Nol était de retour. Avant de rentrer, il avait eu un entretien avec Sihanouk, où, d’après certaines rumeurs, une stratégie antivietnamienne aurait été élaborée, mais rien ne permet de confirmer cette thèse. D’après le journaliste Pierre Max, le général aurait aussi tenté de convaincre le prince de revenir rapidement, mais en vain.
Sitôt arrivé, le général adoptait une série de mesures antivietnamiennes et prenait contact avec Son Ngoc Thanh, le vieux leader nationaliste réfugié depuis des années à Saïgon où il vivait des subsides de la république du Viêt Nam et de la CIA en échange du recrutement de volontaires au sein de la communauté khmère Krom. Plusieurs centaines de ces combattants avaient déjà déserté dans les derniers mois pour rejoindre Sihanouk qui les accueillit à bras ouverts dans l’armée. Ces fantassins, bien équipés et entraînés permettaient de mettre la pression sur les troupes vietnamiennes stationnées au Cambodge. Le monarque n’y voyait pas de risque, pensant que l’antagonisme entre Son Ngoc Thanh et Lon Nol le prémunissait contre une alliance à son encontre. Ces contacts servaient les intérêts du commandement militaire américain de Saïgon, mais inquiétaient la petite mission diplomatique de Phnom Penh, et certains cercles de Washington qui craignaient les conséquences d’une extension du conflit. Toutefois, le temps passant, le président Nixon se rangeait de plus en plus derrière les vues des premiers nommés, estimant que le maintien des refuges de l’autre côté de la frontière pouvait retarder le retrait des forces américaines du Viêt Nam.
L’escalade se poursuivait et, le 11 mars, des manifestations se déroulaient devant les ambassades de la République démocratique du Viêt Nam et du Front national de libération du Sud Viêt Nam. Les émeutiers entrèrent dans les bâtiments et les mirent à sac. Les diplomates présents eurent juste le temps de prendre leurs jambes à leur cou. La police, aux ordres d’Oum Manorine, le beau-frère de Sihanouk, ne fit rien pour réprimer ces actes de violence. Durant la nuit, des bandes dispersées investirent les quartiers vietnamiens de la capitale, mirent à sac les églises catholiques , pillèrent les commerces et agressèrent les passants.
Depuis Paris, Sihanouk affirmait que ces manifestations découlaient d’un complot visant à « jeter notre pays dans les bras d’une puissance impérialiste capitaliste ». Il promit de rentrer dans les plus brefs délais et demander « à la nation et à l’armée » de choisir entre lui et les « personnalités » à l’origine de ces troubles, ajoutant « Si elles choisissent de suivre ces personnalités dans la voie qui fera du Cambodge un second Laos, qu’elles me permettent de démissionner ». Interrogé par le New York Times, il répondit que les communistes devaient maintenant choisir entre respecter la neutralité du Cambodge ou voir un gouvernement pro américain s’installer à Phnom Penh.
Peu après, il changea ses plans. Plutôt que de rentrer directement, il décidait de passer par Moscou et Pékin, comme initialement prévu. Dans la nuit qui précédait son départ, il eut une conversation à l’ambassade du Cambodge au cours de laquelle il menaçait de faire exécuter le gouvernement de sauvetage. Cet entretien fut enregistré à l’insu du prince et envoyé à Phnom Penh ; il y suscita un émoi qui allait précipiter la chute du monarque. Jusqu’au dernier moment, les projets de Sihanouk demeuraient confus. Le 16 mars encore, il était espéré pour le 20. Le 9, il avait dîné à la Tour d'Argent avec Pierre Marx qui affirma que le prince l’aurait assuré qu’il ne négligeait pas la menace vietnamienne, mais qu’il ne pouvait lutter seul contre eux. Il pensait que sa seule chance était d’utiliser ses bonnes relations avec les dirigeants soviétiques et chinois pour obtenir qu’ils fassent pression sur leur allié et qu’ils l'amènent à quitter ses sanctuaires.
À Phnom Penh, les attaques personnelles contre le prince et son entourage se multipliaient à l'assemblée. Toutefois, ces critiques étaient loin de faire l’unanimité et beaucoup continuaient à considérer Sihanouk comme incontournable et espéraient toujours le voir revenir rapidement. La route menant de l’aéroport au Palais royal avait été refaite et se préparait à être pavoisée. Le parlement, de son côté, avait décidé d’envoyer Yem Sambaur et Norodom Kanthoul à Moscou pour mettre le monarque au courant de la situation et lui demander de hâter son retour, mais il fit savoir qu’il refuserait de les recevoir. Il resta plus longtemps que prévu à Moscou et retarda son retour d’une semaine. Plus tard il justifiera ces atermoiements par des craintes pour sa sécurité, défiance confortée par un message qu’il reçut de la reine Kossamak. Toujours est-il que ces retards allaient lui coûter son poste de chef de l’État.
Quand Sihanouk arriva à Moscou, Nikolaï Podgorny lui conseilla de rejoindre Phnom Penh sur le champ afin que le Cambodge ne bascule pas dans le camp proaméricain, mais le monarque préféra passer outre. Il aurait affirmé au président du Præsidium du Soviet suprême qu’avant de prendre une décision, celle-ci devait être mûrement réfléchie et dans le cas présent, beaucoup d’éléments devaient être pris en compte.

### Le président du FUNK puis du GRUNK (18 mars 1970)

#### La mise en place de l’alliance (1970)
Les dirigeants soviétiques, de leur côté, pour peu qu’ils en aient eu la possibilité, ne semblaient pas enclins à faire pression sur les Vietnamiens. Par contre, d’après Sihanouk, ils se déclarèrent prêts, au cas où il aurait décidé de combattre l’extrême droite, à lui fournir des armes et des véhicules sous six à sept mois alors que le monarque avait besoin d’une aide immédiate pour avoir une chance de gagner la partie. Les assertions du prince sont toutefois sujettes à caution. Outre qu’il soit difficile de déterminer si le terme extrême droite recouvrait les partisans de Lon Nol et Sirik Matak ou au contraire les troupes américano-sud-vietnamiennes, l’aide militaire soviétique serait apparue malvenue. Le 18 mars, dans la limousine qui le conduisait à l’aéroport, Kossyguine avertit le prince que l’assemblée nationale cambodgienne venait de le démettre de ses fonctions de chef de l’État. Bien plus tard, Sihanouk affirmera qu’il aurait alors fait part de son intention de combattre l’impérialisme de toutes ses forces. À l’aéroport, il confia qu’il allait sûrement devoir mettre en place un gouvernement en exil. Les cérémonies officielles continuèrent cependant comme initialement prévu et le monarque nouvellement déchu prit l’avion pour Pékin.
Lors de l’escale à Irkoutsk, le prince fut accueilli avec les honneurs et convié à un banquet. Malgré les événements, il fut, d’après Alain Daniel, son secrétaire, d’une exquise courtoisie avec ses hôtes. Même si plus tard, il écrira qu’il passa le vol à préparer un appel aux armes, une de ces premières décisions, une fois arrivé à Pékin, sera de contacter Étienne Manac'h, l’ambassadeur de France, pour demander l’asile politique dans son pays.
À son arrivée à Pékin, Sihanouk fut accueilli par Zhou Enlai et une garde d’honneur. Il se rendit à l’ambassade du Cambodge où on lui remit une lettre de Cheng Heng, le nouveau chef de l’État, et qui lui signifiait sa déposition. Après avoir rencontré Étienne Manac'h pour discuter, comme évoqué ci-dessus, les modalités d’un asile politique en France qui sera d’ailleurs accepté, il eut une entrevue avec les dirigeants chinois, mais la teneur des conversations diffèrent suivant le témoignage du prince que l’on prend en compte. En 1971, il affirma que Zhou Enlai, tout en le mettant en garde contre l’ardeur de la tâche, lui promit un soutien total de son pays s’il décidait d’engager le combat contre l’impérialisme et lui accordait un délai de 24 heures pour réfléchir à sa proposition. Onze ans plus tard, le monarque affirma par contre que le message venait du président Mao Zedong et reconnaissait qu’en le soutenant ainsi, ils offraient à leurs alliés khmers rouges une opportunité sans précédent de « communiser » le Cambodge. Si une telle pensée avait pu effleurer le prince en 1970, sa motivation était essentiellement basée sur sa soif de revanche, surtout après les attaques contre sa personne et celle de sa femme qui fleurissaient à Phnom Penh. Il est toutefois sûr qu’après sa déposition et son installation à Pékin, sa rancœur et son statut servaient les intérêts chinois, vietnamiens et ceux du Parti communiste du Kampuchéa jusqu’alors balbutiant.
Vingt-quatre heures après l’arrivée du prince, les dirigeants chinois firent venir Phạm Văn Đồng à Pékin. D’après Sihanouk, Đồng vint le voir le 22 mars au petit matin. Ils prirent ensemble le petit déjeuner puis eurent une réunion de travail au cours de laquelle, toujours d’après l’ancien souverain, ils conclurent une alliance qui avalisait l’acheminement de l’aide chinoise à la résistance khmère, la convocation d’une « conférence des peuples indochinois » et l’entrainement au Viêt Nam des troupes de cette nouvelle coalition. Cet accord répondait aux attentes de toutes les parties. Sihanouk, à la tête d’un front de résistance sauvait la face, permettant aux forces du PCK de croître dans des proportions qu’ils n’auraient jamais pu espérer ; ces troupes enfin, par leurs actions, permettaient de relâcher la pression que l’armée cambodgienne faisait peser sur les unités vietnamiennes stationnées en territoire khmer.
Les discussions de Pékin débouchèrent sur une allocution radiodiffusée de Sihanouk le 23 mars. Tout d’abord il remit en question la légalité de sa déposition : « il n’y a dans notre constitution, même dans les plus récents amendements d’avant le coup d’État anticonstitutionnel de ce mois de mars 1970, perpétré à Phnom Penh par l’extrême droite, aucune disposition qui permette au parlement et au gouvernement de déposer le chef de l’État. » Pour lui, seul « un référendum national, dont la régularité ne serait pas contestable » aurait été à même de mettre fin à ses fonctions. Mettant en doute la légitimité du nouveau régime, il contestait par avance le résultat de toute consultation qu’il organiserait et demandait aux gouvernements étrangers de ne pas le reconnaître. Enfin, il faisait part de son intention, une fois le régime de Lon Nol renversé, de ne plus solliciter de responsabilités au sommet du nouvel état. Dans une autre déclaration faite à l’AFP, il annonçait la formation d’un Front uni national, d’un gouvernement d’union nationale, la constitution d’une assemblée consultative et d’une armée nationale de libération. Enfin, il appelait ses « enfants » à ne pas se soumettre aux lois de Phnom Penh et à se réfugier dans la jungle pour combattre l’ennemi.
Les forces armées du front, appelé FUNK seront placées sous l'autorité du Gouvernement royal d'union nationale du Kampuchéa (GRUNK). L'« appel du 23 mars » de Sihanouk aurait été, à son insu, légèrement retouché par Pol Pot. Zhou Enlai prévoyait une rencontre entre Sihanouk et Pol Pot mais, le 26 mars, ce dernier se contentait de faire transmettre au prince un message de soutien prétendument signé par Khieu Samphân, Hou Yuon et Hu Nim, les chefs officiels du mouvement khmer rouge, et censément envoyé depuis une base de résistance située au Cambodge.
Le GRUNK avait pour siège le Youyi binguan (Hôtel de l'amitié), un complexe de bureaux et de logements situé au Nord-Ouest de Pékin, construit dans les années 1950 pour héberger les conseillers soviétiques. Le prince, quant à lui, se fit attribuer l’ancienne légation française, près de la Place Tian'anmen. La demeure, détruite en 1976 par un tremblement de terre, sera reconstruite et restera à la disposition du monarque cambodgien jusqu’à son décès.
À Phnom Penh, les manifestations contre Sihanouk se multipliaient, l’accusant d’avoir vendu le territoire à l’ennemi héréditaire vietnamien et d’en avoir caché la recette dans des comptes à l’étranger au nom de sa femme ; cette dernière n’était pas non plus épargnée, accusée d’avoir usé de son influence pour enrichir sa famille. Des photomontages de femmes nues où le visage de la princesse Monique avait été ajouté circulaient dans la capitale à côté de caricatures de son mari le représentant dans des attitudes dégradantes. Toutes ces humiliations avaient blessé au plus profond l’orgueil du monarque déchu et réduisaient à néant les espoirs de le voir revenir rapidement aux affaires et pardonner à ceux qui avaient osé le déposer.
Les 24 et 25 avril, sous les auspices de Zhou Enlai se tenait à Canton une conférence à laquelle, outre Sihanouk, participaient également le Premier ministre nord-vietnamien Phạm Văn Đồng, le nouveau président du Front national de libération du Sud Viêt Nam Nguyen Huu Tho et le président Souphanouvong du Neo Lao Haksat. L’ancien monarque cambodgien déclarait prendre la tête de la « lutte des peuples indochinois contre l'impérialisme américain ». Le 5 mai, à l'incitation des Chinois, le GRUNK était officiellement constitué.
Au sein du gouvernement d'union nationale, Sihanouk occupait le poste de « chef d'État », et Penn Nouth, l'un de ses fidèles, six fois Premier ministre du Royaume du Cambodge, celui de chef du gouvernement. Le GRUNK comptait vingt-deux ministres et vice-ministres, parmi lesquels se mêlaient sihanoukistes et dirigeants khmers rouges. À la demande de la Chine, la moitié des membres du cabinet était basée au Cambodge, ce qui permettait de rejeter l’appellation de gouvernement en exil.
Grâce au soutien de Norodom Sihanouk, les rangs khmers rouges grossissaient rapidement de 6 000 combattants au début de 1970 à environ 50 000. La plupart de ces nouvelles recrues étaient des paysans qui soutenaient le roi et n’avaient qu’une vue très sommaire, quand pas de vue du tout, de la politique et quasiment aucune du communisme. Plus tard (en 1979), le prince affirmera que la monarchie ayant été abolie, il luttait pour l’indépendance de son pays, « quand bien même il aurait été communiste ».
En avril 1970, Thiounn Mumm, qui séjournait en France depuis 1955, rejoignait Sihanouk à Pékin. Dans les quatre années qui allaient suivre, Mumm et son frère Prasith donneront une caution intellectuelle au monarque et lui attireront le soutien de membres des classes éduquées cambodgiennes à l’étranger.
Durant l'été, Sihanouk fut jugé par contumace à Phnom Penh par un tribunal militaire. Le prince fut convaincu d’avoir « incité les communistes à commettre une agression » et d’avoir « incité les soldats cambodgiens à rejoindre l’ennemi ». Ces accusations portaient sur des faits postérieurs à sa déposition et ne concernaient pas les périodes où il était chef de l’État et, de par la constitution, où il ne pouvait pas être inquiété. Il fut démis de sa citoyenneté et condamné à mort. La peine capitale fut aussi requise contre 17 autres membres du front uni national du Kampuchéa, dont la princesse Monique, considérée comme l’âme de la conspiration.
Du fait de ses contacts à l’étranger, le prince allait être un porte-drapeau bien utile, mais ses discours et ses occupations étaient étroitement contrôlés. Il partait de temps en temps pour des voyages diplomatiques financés par le gouvernement chinois. En 1972, il avait avoué que dès septembre 1970, c’était les dirigeants khmers rouges qui détenaient la réalité du pouvoir. En fait s’il se déclarait marxiste et faisait régulièrement référence à « ses communistes », ceux qui conduisaient la guerre en son nom n’avaient que mépris pour lui et la vie luxueuse qu’il menait à Pékin.

#### Une cohabitation difficile (1971-1973)
Durant toute la guerre civile cambodgienne Sihanouk et son équipe demeuraient en fait isolés de la réalité du terrain. Le « chef de l'État » ne recevait que des rares messages, signés par Khieu Samphân au nom de la « faction intérieure ». En 1971, Ieng Sary arrivait à Pékin comme « représentant spécial de l'Intérieur », officiellement pour assurer un lien avec les Chinois et les Nord-vietnamiens. Les relations entre lui et Sihanouk seront rapidement détestables : le prince, qui estimait que le représentant khmer rouge était là pour le surveiller, prenait plaisir à l'humilier.
Durant l’année 1971, le parti communiste du Kampuchéa tenta d’affaiblir la position de Sihanouk dans les campagnes cambodgiennes. Un document affirmait qu’il n’était pas nécessaire d’afficher les portraits du prince et que, sans dénier son faible apport à la révolution, il fallait subtilement expliquer au peuple que toutes les réalisations récentes devaient plus à la lutte armée qu'à l’action du monarque déchu.

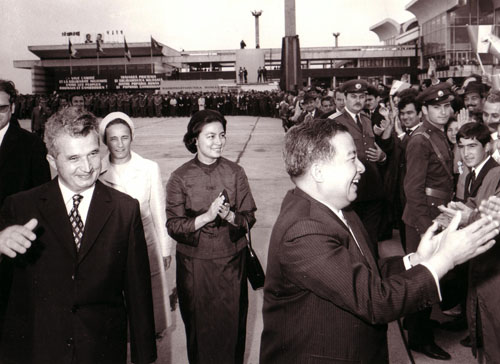
Norodom Sihanouk en visite officielle en Roumanie, en 1972

Au début de l’année 1973, avec la signature le 23 janvier des accords de paix de Paris, le Cambodge restait le seul pays de l’ancienne Indochine française encore officiellement en guerre. Des rumeurs de tractations entre les grandes puissances afin de régler la question khmère se firent jour. Craignant, à tort ou à raison qu’on profite de la visite que devait faire Henry Kissinger à Pékin du 15 au 19 février pour le presser d’accepter une solution « à la coréenne », c’est-à-dire la partition du pays en zone d’influence, Sihanouk décida de s’absenter de la capitale chinoise pendant la durée du séjour du secrétaire d’État américain.
À la même époque, et malgré des demandes répétées, Sihanouk n’avait toujours pas été autorisé à se rendre dans les maquis. Il menaça alors de ne pas se rendre à la conférence des non-alignés qui devait se tenir en septembre à Alger, soutenant qu’il ne pouvait continuer à représenter un pays dont on lui refusait l’accès. Finalement, après moult tractations, Norodom Sihanouk, Ieng Sary et la princesse Monique quittaient la Chine à la fin février pour parcourir les zones « libérées » du Cambodge. Le périple de 3 000 kilomètres via la piste Hô Chi Minh avait été encouragé par les Vietnamiens et les Chinois qui voulaient donner au prince plus de légitimité que ce que lui offrait le PCK. Le voyage avait donné lieu à un film de propagande tourné au moment des faits et sorti peu après en Chine.
Durant ces pérégrinations, Sihanouk fit avec le zèle qui le caractérisait ce que l’on attendait de lui. Il ne changea pas pour autant la vision que les cadres du PCK pouvaient avoir de lui et il est probable qu’il vécut son périple avec la crainte de pouvoir être exécuté à tout moment. Sa femme, dans son journal édité en 1978, relatait les attentions qu’avaient prises leurs alliés pour que tout se passe de manière agréable pour elle et son époux. Pendant huit jours, ils seront transportés sur la piste Hô Chi Minh dans des véhicules tout-terrain soviétiques et hébergés chaque nuit dans de « très jolis petits chalets » avec eau courante construits pour la circonstance. Chaque jour, on servait au couple royal des repas français avec du pain et des légumes frais.
À la frontière cambodgienne, ils furent accueillis par Son Sen et Hu Nim. Deux jours plus tard, Khieu Samphân et Saloth Sâr, alors présenté comme le « chef de l’armée », se joignirent au groupe avant que peu après Hou Yuon et Khieu Ponnary ne viennent compléter l’aréopage. Après 15 jours de voyage, l’équipée atteint Phnom Kulen, au nord d’Angkor Wat. Ils trouvèrent une demeure que la princesse Monique appela « notre Maison Blanche en zone libérée ». Toujours d’après elle, l’habitation était bien décorée et ils furent traités avec tant d’égard qu’elle espérait pouvoir y rester avec son mari jusqu’à la fin de la guerre. Les jours suivants, Sihanouk et Monique participèrent à des cérémonies en leur honneur et présidèrent les commémorations du troisième anniversaire du FUNK. Ils visitèrent aussi des temples d’Angkor dans des uniformes flambant neufs avant de repartir pour la Chine. Ils atteignirent Hanoï le 5 avril, puis, à la fin du mois, Pékin, où la princesse Monique avoua à l’ambassadeur de France Étienne Manac'h qu’elle avait perdu 5 kilos dans l’aventure.
Peu après son retour, le prince effectua une tournée dans une dizaine de pays afin de s’assurer de leur soutien diplomatique. Comme à son habitude, il donnait son avis dès qu’il le pouvait et dénonçait les coalitions qui se formaient contre lui. Il ne cachait pas sa perplexité envers ses alliés khmers rouges et l’incertitude quant à son avenir. En mai, dans une interview accordée à la journaliste Oriana Fallaci, Sihanouk affirma qu’il était « à 100 % » derrière le PCK à qui il pensait être utile en leur apportant le soutien de la paysannerie sans qui aucune révolution n’était possible. Il soulignait aussi toute l’aversion que lui inspirait Ieng Sary, tout en rappelant qu’elle passait après leur lutte contre leurs ennemis communs.
Alors qu’une nouvelle visite d’Henry Kissinger se profilait à Pékin pour la fin juillet 1973, Sihanouk fit savoir qu’il ne désirait pas le rencontrer et organisa un voyage en Corée du Nord du 20 juillet au 15 août pour s’assurer que ses désirs soient pris en compte. Avant de rentrer de Pyongyang, il diffusa un nouvel appel au peuple cambodgien dans lequel il fermait la porte à toute tentative de négociation, demandant à chacun de choisir son camp. Il renouvellera la manœuvre lorsque Georges Pompidou se rendra à son tour en Chine du 11 au 17 septembre 1973. Alors à Alger pour la 4e conférence des pays non-alignés, il choisira de prolonger son séjour jusqu’au 19 septembre, reprochant à la France de ne pas avoir fermé son ambassade à Phnom Penh et de continuer à se compromettre avec Lon Nol.

#### La fin de la république khmère (1974-1975)

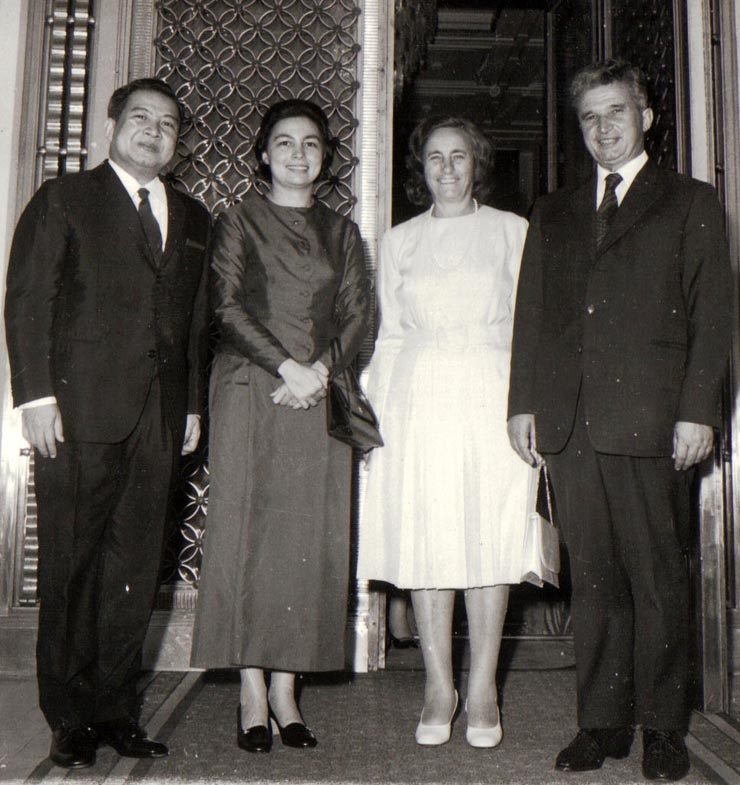
Norodom Sihanouk avec sa femme et les époux Ceaușescu, lors d'une nouvelle visite en Roumanie en 1974

En juillet 1974, alors que les perspectives d'une victoire républicaine s'estompaient, Lon Nol, sous la pression des Américains, offrait d’ouvrir des négociations à ses adversaires, mais la demande fut rejetée par Sihanouk qui, sentant la victoire à portée de main, réclamait une capitulation sans condition. Les affaires de la république khmère ne firent qu'empirer et, au début de 1975, John Gunther Dean (en), le nouvel ambassadeur américain, faisait remarquer à Washington qu’un nouveau Cambodge pro communiste était en train de surgir et qu’il fallait favoriser des responsables proches de Pékin comme Sihanouk semblait l’être, plutôt que d’abandonner le pays à des gouvernants pro vietnamiens tels les Hanoï leaning Khmers rouges (« Khmers rouges appuyés par Hanoï »). Les forces khmères rouges s’enthousiasmaient, quant à elles à l’idée de prendre Phnom Penh et mettre en place ce que Dean appelait an uncontrolled solution (« une solution incontrôlée ») qui n’était pas sans inquiéter les Américains. Tout à coup, Sihanouk apparaissait comme un interlocuteur valable, capable de sauvegarder le peu d’intérêts américains qui pouvaient encore l’être.
À la fin mars, Norodom Sihanouk envoyait une lettre au président Gérald Ford, lui demandant si l’ambassade américaine à Phnom Penh pouvaient rechercher des copies de ses films des années 1960. Il affirmait que s’ils avaient été réalisés dans un style très personnel, ils renfermaient aussi des images et des sons du Cambodge traditionnel. Même s’il est difficile de se prononcer sur un éventuel sens caché dans la missive, George Bush Senior, l'envoyé des États-Unis en république populaire de Chine, offrit de rencontrer le prince directement ou indirectement, alors qu’il était demandé à Dean de rechercher lesdits films. Mais Sihanouk rejeta la demande de Bush et s’opposa à un projet américain visant à le ramener au Cambodge où il aurait pu s’interposer entre les belligérants et faire cesser les combats. Les conséquences de la lettre du prince fut qu’il put récupérer certains de ses films et que plus tard, Henry Kissinger pourra prétendre à tort qu’il avait milité all along (« depuis le début ») pour un retour de Sihanouk au pouvoir.

### Le président du Kampuchéa démocratique (17 avril 1975)
Au début de l’année 1975, les forces armées du FUNK, dont la composante khmère rouge était largement majoritaire, gagnaient du terrain face à celles de la République khmère et, le 17 avril 1975, Phnom Penh était prise. Dans les premiers mois de leur pouvoir, les responsables khmers rouges ne formèrent pas de véritable gouvernement. Officiellement, le GRUNK dirigeait toujours le Cambodge, mais Norodom Sihanouk et Penn Nouth se trouvaient toujours à Pékin : l'équipe gouvernementale existait essentiellement sur le papier. Vorn Vet (économie), Ieng Sary (affaires étrangères) et Son Sen (défense) avaient été nommés vice-premiers ministres, mais le processus de composition du gouvernement s'enlisait, du fait de l'incertitude sur le statut de Sihanouk.
Au départ, il semble clair que vu la popularité que le monarque conservait dans les campagnes, les nouveaux maîtres de Phnom Penh étaient peu enclins à le faire revenir. Ils auraient même envisagé de le faire supprimer mais en furent dissuadés par les dirigeants chinois qui exigèrent qu’ils préservent Sihanouk et sa famille. Finalement, ils se rendirent à l’évidence que le prince leur était plus utile près d’eux qu’à l’étranger où il risquait de cristalliser sur son nom l’opposition au nouveau régime. Mao Zedong et Zhou Enlai militaient de leur côté pour que l’union entre l’ancien monarque et leurs alliés khmers rouges perdure. Dans le même temps, Sihanouk devait répondre aux premières interrogations des journalistes quant à des témoignages rapportant la dureté du nouveau régime et notamment l’évacuation des villes ; il attribuait ces rumeurs à des manœuvres de désinformation de la propagande pro occidentale, puis, lorsqu’il parut difficile de nier qu’une chape de plomb s’était abattue sur le pays, pour couper court à toutes ces questions mais aussi pour se soustraire à la pression chaque jour plus forte qu’exerçaient les dirigeants chinois afin qu’il aplanisse ses différends avec les nouveaux maîtres de Phnom Penh, il choisit de se retirer en Corée du Nord.
Khieu Samphân fut dépêché à Pyongyang pour tenter de le convaincre de revenir à Phnom Penh. Outre la promesse d’un poste de chef de l’État à vie, il lui annonça que son administration à Pékin allait être démantelée car elle n’avait plus de raison de demeurer à l’étranger. Finalement, Sihanouk sera accueilli avec les honneurs quand il arriva à l’aéroport de Pochentong, le 9 septembre avec la princesse Monique. Pendant les quelques semaines qui séparaient son arrivée de son départ pour une tournée internationale, il affirmera avoir été traité avec déférence et s’étonnera même de voir les gardes khmers rouges utiliser le langage royal pour s’adresser à lui. Au mois d’octobre, comme prévu, Sihanouk quittait le Cambodge pour un périple qui débutait par la Chine et la Corée du Nord, avant de se rendre à la tribune de l'ONU pour un discours où il fustigeait l’impérialisme américain et sa propagande qui tentait de discréditer le nouveau régime mis en place à Phnom Penh. Le périple diplomatique se poursuivait ensuite par la Roumanie, la Yougoslavie, l’Albanie, l’Irak, la Syrie, le Soudan, la Tanzanie, Paris, où il rencontra des étudiants khmers et enfin la Chine avant de regagner Phnom Penh le 31 décembre. Toutefois, avant de rentrer, il prenait soin d’autoriser ses proches, s’ils le désiraient, à ne pas le suivre et à s’exiler vers d’autres pays, ce que beaucoup feront.
En novembre, alors que ce périple se poursuivait, les ambassadeurs du GRUNK – dont l’adjectif « royal » était de plus en plus souvent omis – avaient été envoyés à Phnom Penh, « pour une session d’information et de formation ». La plupart disparaissaient ensuite au cours des purges khmères rouges. En fait, les relations s’étaient tendues bien avant. Le 9 octobre, par exemple, un début d'équipe gouvernementale avait été constitué, avec Khieu Samphân à sa tête, sans que Sihanouk, pourtant chef de l’État, en soit informé.
Le 31 décembre, quand Sihanouk revint au Cambodge, le comité d’accueil enthousiaste de septembre avait fait place à une foule lugubre ânonnant des slogans de l’Angkar. Il regrettera qu’on ne lui laisse avoir aucun contact avec les plus humbles de ses compatriotes qu’il apercevait lors de ses rares sorties hors du palais royal. Privé de tout pouvoir, virtuellement prisonnier, il présidait le 5 janvier 1976 le conseil des ministres qui promulgua officiellement la constitution du nouveau régime, le Kampuchéa démocratique.
Dans le même temps, à Pékin, Zhou Enlai était décédé le 8 janvier, alors que Mao, qui avait toujours milité pour un rapprochement entre les dirigeants khmers rouges et leur ancien monarque, était affaibli par la maladie et allait s’éteindre à son tour le 9 septembre. Privé de ses plus fidèles soutiens, réticent à poursuivre un rôle de figuration et de devoir cautionner une politique sur laquelle il n’avait aucune prise, l’idée de se retirer des affaires se faisait chaque jour plus pressante dans l’esprit de Sihanouk. La nomination par Ieng Sary de nouveaux ambassadeurs à Pékin, Pyongyang, Vientiane et Hanoï sans que le chef de l’État soit ne fût-ce que consulté offrit un prétexte tout trouvé. Le 10 mars, le prince faisait part de sa volonté de démissionner. Les responsables du Kampuchéa démocratique, tentèrent d’abord de l'en dissuader, mais le monarque resta inflexible. Finalement, la décision sera acceptée et rendue publique le 2 avril 1976. Le 6 avril, Penn Nouth remettait à son tour sa démission, mettant un terme à l'existence du GRUNK.

### Le prisonnier des Khmers rouges (4 avril 1976)

#### La mise à l’écart (1976-1977)
Sihanouk, qui espérait mener l’existence d’un gentleman-farmer à la retraite, éventuellement s’occuper des relations publiques de son pays ou s’adonner à la réalisation de films, allait vite déchanter. En fait, il passera les quelques années qui suivent comme un otage des Khmers rouges.
Peu après sa démission, les derniers membres de la famille royale encore à Phnom Penh furent envoyés dans des coopératives en province. D’autre part, Sihamoni et Narindrapong, les deux fils que Sihanouk avait eu avec Monique et qui poursuivaient leurs études à Pyongyang et à Moscou, furent invités à venir participer aux cérémonies devant célébrer le premier anniversaire de la chute de Phnom Penh, le 17 avril 1976 ; en fait, ils ne seront pas autorisés à repartir. Reclus dans une cage dorée, l’ancien monarque devait se contenter de l’écoute clandestine de radios étrangères telles la BBC, Voice of America ou Radio France internationale et s’adonner à la lecture des ouvrages en français et en anglais de la bibliothèque du palais royal.
Sur le plan extérieur, tout était fait pour que Sihanouk disparaisse de la scène internationale. En août, c’est Khieu Samphân, le nouveau chef de l’État, qui partit représenter le Cambodge au sommet des pays non alignés à Colombo. Le 9 septembre 1976, à l’occasion du décès de Mao Zedong, il rédigeait une longue lettre à sa veuve Jiang Qing, mais la missive ne sera jamais transmise à sa destinataire. Il demandait également à se rendre à l’ambassade de Chine pour y signer le registre des condoléances, mais les dirigeants de Phnom Penh ne donnaient pas suite à la requête. Plus personne n’ayant de nouvelles de l’ancien roi, le Maréchal Tito demanda, par le biais de son ambassadeur au Cambodge, de confirmer qu’il était toujours en vie et n’avait pas été exécuté comme le furent la plupart de ses partisans. Une voiture officielle vint chercher le diplomate yougoslave, l’amena devant le palais royal où il put voir le prince dans les jardins et fut aussitôt ramené à son ambassade sans avoir pu s’arrêter ni lui parler.
À la fin de l’année 1977, les témoignages sur la situation intérieure au Cambodge se multipliaient depuis les camps de réfugiés. Dans le même temps, des accrochages sporadiques à la frontière vietnamienne se faisaient plus fréquents et la version officielle d’actions incontrôlées de cadres locaux devenait de moins en moins crédible. Tous ces faits altéraient les sympathies dont avaient jusque-là bénéficié le régime khmer rouge, et, d’après Sihanouk, ses conditions d’isolement s’amélioraient imperceptiblement. On lui demandait de rédiger une lettre dans laquelle il louait les grandes réalisations du régime et qui sera amplement diffusée. Il affirmera plus tard y avoir été contraint et craignait en cas de refus des représailles envers les membres de sa famille qui avaient été envoyés dans les coopératives en province et dont il était sans nouvelles depuis plus d’un an et demi,.

#### Incidents à l’est (1978)
Au début de 1978, Madame Deng Yingchao, veuve de Zhou Enlai et membre influente du Politburo du Parti communiste chinois, était envoyée à Phnom Penh pour réaffirmer le soutien de la Chine au régime de Phnom Penh et mettre en garde le Viêt Nam contre toute velléité d’action militaire contre l’allié de Pékin. Elle demanda également à rencontrer Sihanouk, mais les responsables khmers rouges affirmaient que celui-ci était occupé par un déplacement en province. En fait, d’après le monarque, le « déplacement » en question n’avait duré qu’une demi-journée et, sur le chemin du retour, devant l’insistance de l’envoyée chinoise, les dirigeants le firent passer en voiture devant elle sans s’arrêter, mais en apportant la preuve que le prince, sa dernière femme et leurs deux enfants étaient toujours en vie.
La mise en garde chinoise, loin de calmer le jeu, allait au contraire amorcer une escalade. En janvier 1978, Harold Brown, le secrétaire d’État à la Défense américain, se rendait à Pékin pour initier ce qui deviendra de fait une alliance contre l’URSS. Le Viêt Nam, de son côté, tentait de parer la menace en se rapprochant de Moscou et adhérait au Comecon. Zbigniew Brzeziński, le conseiller à la défense du président Jimmy Carter, sera le premier à évoquer une guerre par procuration qui se préparait entre les deux puissances communistes.
Dans le même temps, à l’est du pays, de nombreux Cambodgiens profitaient des incursions vietnamiennes pour fuir de l’autre côté de la frontière. Parmi eux, des éléments de l’armée khmère rouge qui voulaient échapper aux purges allaient fonder, avec le patronage de Hanoï, le Front uni national pour le salut du Kampuchéa (FUNSK) dont les buts avoués étaient de renverser le régime de Pol Pot et de rétablir un Cambodge tel qu’il était « du temps de Sihanouk ». En fait, bien que toujours privé de tout pouvoir, l’aura de l’ancien souverain grossissait au gré des événements. Les dirigeants khmers rouges multipliaient ses voyages en province afin de lui montrer les réalisations du régime, tout en prenant soin de ne pas le laisser se mêler aux populations locales.
Dans le courant de l’année 1978, le prince fut invité à quitter « provisoirement » le palais royal pour une villa proche, officiellement pour permettre des travaux de rénovation. En fait, il semble que ce déménagement était motivé par l’interception d’un commando vietnamien qui désirait enlever Sihanouk et le ramener de l’autre côté de la frontière où il aurait pu apporter son soutien au FUNSK. La nouvelle résidence, avec ses épais murs d’enceinte et sa lourde porte en fer était en fait plus facile à garder.
Toujours dans le but d’améliorer l’image du régime à l’extérieur, Sihanouk et sa femme étaient invités le 28 septembre à un diner officiel avec la plupart des dirigeants du Kampuchéa démocratique et auquel était également convié Penn Nouth et son épouse. Les hôtes se montrèrent plein d’attentions pour leur ancien souverain, regrettant que du fait de l’éloignement de leurs coopératives, les autres membres de la famille royale n’aient pu se joindre au banquet ; en fait, ils étaient tous déjà morts depuis plus de deux ans. Un tableau pour le moins optimiste de la situation du pays fut dressé à l’intention des convives et Sihanouk fut prié d’indiquer les provinces qu’il désirait visiter pour qu’on lui prépare ses déplacements. Des photos furent prises et envoyées à la presse occidentale, afin de faire croire que l’alliance née du FUNK était toujours d’actualité. En cette fin d’année 1978, l’invasion vietnamienne semblait par contre inéluctable. La Chine de son côté réaffirmait son soutien au régime de Phnom Penh et Deng Xiaoping entreprenait une tournée des pays de l’ASEAN afin de se trouver des alliés pour dénoncer l’expansionnisme vietnamien. La mesure la plus marquante fut certainement l’annonce faite à Bangkok de faire cesser l’aide chinoise à la guérilla communiste thaïlandaise en échange de l’appui du gouvernement du général Kriangsak au régime khmer rouge. Hanoï, pour sa part, obtenait une aide militaire et logistique massive de Moscou. Sihanouk, tenu au courant des évènements qui se préparaient par l’écoute clandestine des radios étrangères, notait non sans ironie que plus la situation militaire empirait, plus le contenu de son réfrigérateur s’améliorait. L’offensive était finalement lancée le 25 décembre.
Le 1er janvier 1979, alors que les Vietnamiens étaient à Kampong Cham, ordre fut donné de convoyer Penn Nouth et l’ancien monarque dans l’ouest du pays et de les faire passer en Thaïlande au moindre danger. Le 2, un nouveau commando chargé d’enlever Sihanouk était intercepté. Le 3, Khieu Samphân rejoignait le prince et son ancien Premier ministre à Sisophon ; il les informait que la situation s’améliorait et qu’ils pourraient revenir dans la capitale dès le lendemain, mais pour repartir aussitôt à l’étranger, défendre la cause du Kampuchéa démocratique, Sihanouk à la tribune de l’O.N.U., Penn Nouth dans une tournée auprès des « pays amis ». L’ancien et futur monarque affirmera par la suite avoir hésité sur la conduite à tenir. En acceptant la mission, il allait apporter son soutien à ses bourreaux; en refusant, il avalisait l’occupation du Cambodge par l’ennemi héréditaire vietnamien. Dans le premier cas, il aurait à subir des critiques de la communauté internationale ; dans le second, il devrait essuyer les reproches de ses compatriotes.
De retour à Phnom Penh le 5, il fut convié le jour même à un entretien, avec Pol Pot. Celui-ci lui confirmait la mission qu'on désirait lui confier et lui dressait un nouveau tableau optimiste de la situation militaire, affirmant notamment que l’avance fulgurante des Bô Dôi était due à un repli stratégique destiné ensuite à prendre l'adversaire en tenaille. Enfin, il fut confirmé à Sihanouk qu’il allait partir le lendemain avec son entourage pour Pékin, d’où il pourrait rallier le siège de l'ONU. Le 6 janvier, comme prévu, l’ancien monarque quittait le Cambodge où il était assigné à résidence depuis plus de deux ans, pour un nouvel exil d'une décennie. Il sera logé provisoirement à la cité des invités de marque, l’ancienne légation française qui lui avait été allouée étant en reconstruction à la suite d'un tremblement de terre.
Le 7 janvier 1979, les premiers blindés vietnamiens pénétraient dans Phnom Penh désertée par ses défenseurs. Quatre jours plus tard, le régime pro-vietnamien de la République populaire du Kampuchéa était proclamé, avec Heng Samrin comme président. Le 8, une conférence de presse était organisée à Pékin devant un parterre de journalistes occidentaux et chinois. Si le but était de dénoncer l’invasion vietnamienne, très vite les questions s’orientaient sur la nature du régime khmer rouge dont Sihanouk se retrouvait de facto le représentant et devait répondre aux nombreuses questions restées sans réponses depuis trois ans. La réunion prévue pour durer deux heures, s’éternisera six heures et le prince en sortit très éprouvé. Le 11 janvier, Sihanouk se rendait à New York où il prononça un discours condamnant l’intervention vietnamienne. Le 13, le régime khmer rouge était confirmé comme seul représentant valide du Cambodge et le conseil de sécurité adoptait une résolution exigeant le retrait immédiat de toute troupe étrangère du sol khmer.
Dans le même temps, Norodom Sihanouk échappait à la surveillance de ses gardes du corps et disparaissait. En fait, il avait demandé l’asile politique aux États-Unis et à la France ; les autorités américaines refusaient alors que celles de Paris posaient des exigences draconiennes, demandant notamment à l’ancien monarque de s’abstenir de toute activité politique. Finalement, il décidait de rentrer en Chine et d’honorer l’invitation de Deng Xiaoping qui, dès son arrivée de Phnom Penh, avait offert de l’héberger sans conditions.

### La retraite provisoire (7 janvier 1979)
De nos jours encore, il est difficile de déterminer quel pouvaient être les intentions de Norodom Sihanouk à cet instant. D’après Jean-Marie Cambacérès, il pensait qu'à la suite de la résolution onusienne, l’intervention vietnamienne serait de courte durée. Croyait-il alors que le retour au pouvoir des partisans de Pol Pot rendus impopulaires par leurs nombreux crimes serait lui aussi éphémère et qu’alors il aurait sa carte à jouer ? Si tant est que le prince ait pu le supposer, les faits allaient rapidement le démentir. Sur place, au moins au début, les Bô Dôi étaient plutôt accueillis comme des libérateurs que comme des envahisseurs. De plus, au fur et à mesure que le pays se libérait du contrôle khmer rouge, la plupart des rumeurs concernant l’ampleur des exactions commises pendant le Kampuchéa démocratique s’avéraient en dessous de la vérité. Dans ce contexte, les gouvernements occidentaux avaient de plus en plus de mal à justifier auprès de leurs opinions le soutien qu’ils accordaient aux responsables de massacres de masse au nom du respect de l’intégrité territoriale d'un pays que beaucoup auraient eu du mal à situer sur une carte.
De son côté, depuis sa résidence de Pékin, Norodom Sihanouk multipliait les réceptions de diplomates et de journalistes étrangers. Lors de ces entrevues, il ne se gênait pas pour faire part de sa satisfaction de voir le régime khmer rouge défait, tout en restant fermement opposé au gouvernement de la République populaire du Kampuchéa mis en place par les autorités de Hanoï.
Les dirigeants chinois, peut-être inquiets que l’émergence d’une troisième force puisse conduire à la mise hors jeu de leurs poulains khmers rouges, tentèrent de réconcilier Sihanouk avec ces derniers et de recréer l’alliance du FUNK avec le prince à sa tête. Celui-ci refusa et, pour couper court à toute nouvelle tractation, décidait de partir à Pyongyang, où il séjournera de mai à septembre.
La situation de la résistance anti-vietnamienne évolua quelque peu à la fin de 1979. C’est d’abord en août Kong Sileah, un ancien capitaine de la marine de la République khmère qui créait le Mouvement pour la libération nationale du Kampuchéa (MOLINAKA), un rassemblement de combattants qui se déclaraient sihanoukistes et demandaient l’aide de l’ancien monarque qui, du fait de sa position en retrait ne pouvait compter sur le soutien d’aucune grande puissance. Les responsables khmers rouges quant à eux, sur l’insistance de leurs protecteurs chinois, réorganisaient leur mouvement pour le rendre plus présentable. En septembre, Khieu Samphân, qu’on tenta de présenter comme un modéré, prenait la tête d'un nouvel organisme tenant lieu de gouvernement en exil, le Front de la grande union nationale démocratique patriotique du Kampuchéa (FGUNDPK) ; Pol Pot se contentait pour sa part du rôle plus discret de commandant des forces armées et ne faisait plus aucune apparition publique à partir de 1980.
En octobre, c’était au tour de Son Sann, un ancien Premier ministre du Sangkum, de fonder le Front national de libération du peuple khmer (FLNPK), une autre force de résistance contre la République populaire du Kampuchéa, par contre ouvertement anti-communiste, ce qui lui valut le soutien rapide des États-Unis et d’anciens républicains khmers réfugiés à l'étranger.
La Chine et les différents pays de l’ASEAN, inquiets de voir la résistance qu’ils soutenaient se diviser, reprirent contact avec Sihanouk afin de le persuader de prendre la tête d’une coalition de ces diverses composantes. Il a également été affirmé que les États-Unis auraient eux-mêmes appuyé en sous-main l’initiative. Deng Xiaoping fit toutefois remarquer au prince qu’une telle alliance ne pouvait se faire sans les représentants du Kampuchéa démocratique, seule instance reconnue par les Nations unies. Finalement, Sihanouk se laissa convaincre et accepta le principe de tractations avec les représentants khmers rouges.
Toutefois, il y avait encore loin de la coupe aux lèvres. Les discussions s’éternisaient entre des parties qui n’avaient aucune affinité mais devaient faire mine de coopérer pour ne pas froisser leurs commanditaires. Ce poker menteur où chacun espérait un faux pas de l’autre qui aurait donné une occasion de rompre les négociations se poursuivit pendant toute l’année 1980. Après plusieurs demandes chinoises, Sihanouk se résolvait à rencontrer Khieu Samphân à Pyongyang le 8 février 1981 en vue de discuter des modalités d’un ralliement. Mais en mars, au lieu d’affirmer sa volonté d’entrer dans une coalition, le prince créait sa propre formation, le Front uni national pour un Cambodge indépendant, neutre, pacifique et coopératif (FUNCINPEC).
Le 3 août 1981, alors qu’il passait l’été en France, il reçut la visite de Son Sann dans sa villa de Mougins. Ils y discutèrent des modalités d’une alliance entre leurs deux formations. Peu après, le 4 septembre, ils se retrouvaient à Singapour avec Khieu Samphân et agréèrent la création d’un gouvernement de coalition contre le régime mis en place à Phnom Penh.

### Le président du gouvernement de coalition du Kampuchéa démocratique (juin 1982)

#### Les tractations (1982-1986)
D’âpres négociations s’engageaient alors, concernant les postes à pourvoir et la politique à mener. Sihanouk et Sonn San se laissèrent convaincre d'adoucir leurs positions par une promesse chinoise d’aide militaire à leurs deux formations ; Khieu Samphân acceptait de son côté le principe du multipartisme pour le Cambodge d’après-guerre mais refusait celui de désarmer l’armée khmère rouge une fois la victoire acquise. Finalement, le Gouvernement de Coalition du Kampuchéa démocratique (en) (GCKD) voyait officiellement le jour le 22 juin 1982, lors de la réunion des trois composantes de la résistance à Kuala Lumpur. Norodom Sihanouk en était le chef de l’État, Sonn San le Premier ministre et Khieu Samphân le vice-Premier ministre chargé des affaires étrangères. En fait, sur le terrain, les forces des anciens dirigeants du Kampuchéa démocratique restaient les mieux armées et les mieux préparées alors que l’importance des deux autres factions était surévaluée et servait surtout de caution à ceux qui condamnaient l’intervention vietnamienne mais ne voulaient pas apparaître comme des soutiens à Pol Pot.

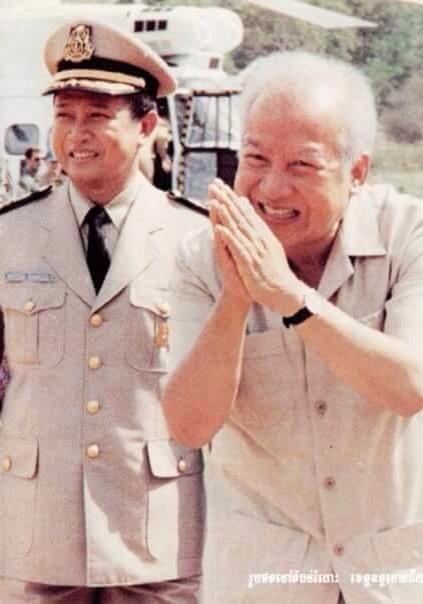
Le prince Norodom Sihanouk et son fils, le prince Ranariddh, en visite dans un camp de l'armée nationale sihanoukiste.

Les années qui suivront seront marquées par des batailles diplomatiques entre Sihanouk et le jeune ministre des Affaires étrangères de la république populaire du Kampuchéa, un certain Hun Sen, en vue de rallier des gouvernements étrangers à leurs causes et d’obtenir leur soutien auprès de l’ONU. À cette époque, dans une interview qu’il accorda à William Shawcross, Sihanouk tenta de justifier son alliance avec ses anciens bourreaux, qui, « en dépit de ses violations des droits humains, est le seul gouvernement authentique du Cambodge. Il est né de la résistance populaire aux États-Unis et à Lon Nol. Si je luttais contre lui, je serai un traître. (…) Pour l’avenir, nous verrons. Si nous ne trouvons pas rapidement une solution, les Vietnamiens s’installeront pour toujours au Cambodge ».
En 1985, alors que sur le terrain aucun des deux camps n’était en mesure de l’emporter sur l’autre, plusieurs événements allaient se révéler des signes, alors imperceptibles mais avant-coureurs, favorables à un compromis. Le plus important sera l’accession au pouvoir à Moscou de Mikhaïl Gorbatchev qui devant l’état de l’économie soviétique, se verra contraint de réduire l’aide accordée aux pays étrangers et par ricochet, celle du Viêt Nam à Phnom Penh. Au même moment, la nomination de Hun Sen au poste de Premier ministre semblait découler d’un changement d’attitude à Hanoï qui décidait de promouvoir une nouvelle génération de dirigeants qui leur seraient moins soumis mais plus à même de gouverner seul le pays tout en s’opposant à un retour du régime khmer rouge aux affaires et sans contribuer à créer des troubles au sud du Viêt Nam. Du côté khmer rouge, Pol Pot démissionnait de son poste de chef des armées au profit de Son Sen. Ce changement était présenté comme une volonté de se conformer à une des conditions posée par le pouvoir de Phnom Penh pour ouvrir des pourparlers. Toutefois, peu d’observateurs seront dupes du stratagème ; en fait il semble que ce changement était surtout dicté par les problèmes de santé de l’ancien Premier ministre du Kampuchéa démocratique qui se fera hospitaliser pendant un an à Pékin. En mars 1986, les pays de l’ASEAN évoquaient quant à eux pour la première fois leur volonté d’inclure la république populaire du Kampuchéa dans des pourparlers.

#### Les accords en vue (1987-1991)
Pendant ce temps, Sihanouk recevait également une aide financière et militaire limitée des États-Unis, dans le cadre de la doctrine Reagan, consistant à contrer les influences des pays prosoviétiques à l’étranger. Michael Johns, un des principaux défenseurs de cette doctrine, visita les forces sihanoukistes à la frontière thaïe en 1987 et, de retour à Washington, demandait d’accroitre l’aide aux partisans de Sihanouk et de Son Sann.

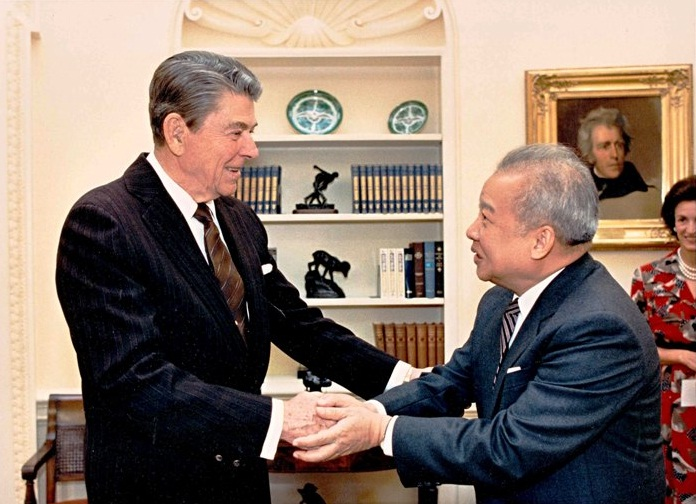
Norodom Sihanouk reçu par Ronald Reagan à la Maison-Blanche en 1988.

Le 7 mai 1987, afin de reprendre une certaine liberté vis-à-vis des autres composantes de la résistance, Sihanouk démissionnait de ses fonctions au sein du GCKD. En août, le gouvernement de Phnom Penh proposait d’inclure les membres de la résistance « à l’exception de la faction khmère rouge » dans un gouvernement d’union nationale. La voie vers des négociations était ouverte et le 3 décembre, une rencontre entre Hun Sen et l’ancien monarque eu lieu en France, à Fère-en-Tardenois, puis une seconde à Saint-Germain-en-Laye les 20 et 21 janvier 1988. Si ces entrevues ne débouchèrent sur aucun résultat probant, elles permirent néanmoins aux deux protagonistes de se rencontrer et d’échanger leurs points de vue. Peu après, de nouvelles conversations étaient organisées à l’initiative des pays de l’Association des nations de l'Asie du Sud-Est ; il s’agira des Jakarta Informal Meetings (« Réunions informelles de Jakarta ») (JIM) qui eurent lieu près de la capitale indonésienne en juillet 1988 et février 1989 et qui réunirent des représentants des autorités de Phnom Penh et des trois mouvements de résistance. Si là aussi, les conversations ne débouchèrent sur aucun accord, elles démontrèrent qu’une solution négociée était possible.
En juin 1989, Ali Alatas (en), le ministre indonésien des affaires étrangères indonésien est reçu à Paris par son homologue français, Roland Dumas. La question cambodgienne fut naturellement évoquée durant les entretiens et les deux interlocuteurs convenaient de coordonner leurs actions respectives et d’organiser conjointement une conférence de paix qu’ils espéraient tenir à Paris le 30 juillet. Une entrevue préparatoire se tenait à la Celle-Saint-Cloud le 24 juillet entre Hun Sen et Sihanouk, mais elle se solda par un échec. Le Premier ministre de la république populaire du Kampuchéa reprochait à l’ancien monarque de s'abriter derrière le gouvernement de coalition pour revenir sur ses engagements alors que ce dernier, dans le style imagé qui le caractérisait, déclarait aux journalistes qu’ils ne s’étaient entendus sur rien, « sauf sur la qualité de la cuisine sino-cambodgienne ». Le lendemain, les deux autres formations cambodgiennes se joignaient aux discussions mais ne permettaient pas de régler les différends apparus la veille. La conférence se tenait néanmoins comme prévu une semaine plus tard avec les représentants de 19 pays et organisations dont James Baker, Edouard Chevardnadze, Geoffrey Howe, Qian Qichen ou Javier Pérez de Cuéllar. Comme les discussions préliminaires l’avaient laissé présager, aucun accord ne fut trouvé, mais la voie d’un règlement était plus que jamais tracée.
Afin de faciliter les négociations de paix, le Viêt Nam annonçait, le 26 mai 1988, que toutes ses forces auront quitté le Cambodge en mars 1990. En août de la même année, la Chine approuvait un plan de Sihanouk qui proposait d'installer au Cambodge, après le cessez-le-feu, une force internationale ; Pékin acceptait de ne plus soutenir la résistance cambodgienne en échange d'un calendrier de retrait précis. Le Viêt Nam concédait en contrepartie de se retirer dès septembre 1989 : le 5 avril 1989, le retrait unilatéral et sans conditions de l'armée vietnamienne était confirmé. La République populaire du Kampuchéa, dont la légitimité en tant qu'interlocuteur avait été reconnue par toutes les parties en présence, procédait à la fin du mois d'avril à une révision constitutionnelle dans le but de séduire les sihanoukistes : le régime adoptait pour le pays le nouveau nom officiel d'État du Cambodge, modifiait son drapeau et son hymne national, et se proclamait « neutre, pacifique et non aligné ». Le bouddhisme theravāda était déclaré religion nationale et la constitution incluait des garanties quant à la propriété privée et aux droits de l'homme.
Peu après, en novembre, la chute du mur de Berlin marquait aussi la fin du communisme à la soviétique et de l’aide au Viêt Nam. Le camp occidental se trouvait paradoxalement privé de sa raison principale de soutenir la guérilla et la Chine avait moins d’intérêt à aider des alliés khmers rouges encombrants et difficiles à gérer.
Sur le terrain, les accrochages entre les différentes factions se multipliaient ; chacun tentait de renforcer sa position avant des accords qui n’avaient jamais semblé aussi proches. Il faudra attendre près d’une année pour qu’à l’occasion d’un troisième JIM, les 9 et 10 septembre 1990, soit élaboré le projet d’un Conseil National Suprême (CNS) qui deviendrait le représentant officiel du Cambodge à l’international ; il était composé de 2 membres de chaque faction de la résistance et de 6 représentant du gouvernement de Phnom Penh. Le projet est approuvé le 26 novembre 1990 par les cinq membres permanents du Conseil de sécurité. Les quatre parties se retrouvaient les 24 et 25 juin 1991 à Pattaya en Thaïlande et acceptaient la mise sous tutelle internationale du Cambodge jusqu’à la tenue d’élections organisées sous l’égide d’une autorité provisoire des Nations unies qui sera l’APRONUC. Le 17 juillet 1991, à Pékin, l’ensemble des factions se mettaient d’accord pour choisir Sihanouk comme président du CNS.

### Le président du Conseil national suprême (17 juillet 1991)

#### Une réconciliation toujours difficile (1991-1992)
Une nouvelle réunion eut lieu à New York en septembre en présence des membres permanents du Conseil de sécurité des Nations unies pour régler les derniers détails et il fut convenu de se retrouver à Paris le 23 octobre pour la signature des accords. Les 17 et 18 octobre, au cours d’un congrès extraordinaire, le Parti révolutionnaire du peuple du Kampuchéa, la formation du pouvoir de Phnom Penh, opérait les changements nécessaires pour participer à des élections ; il abandonnait toute référence au marxisme-léninisme, adoptait le multipartisme et l’économie de marché. Enfin, il prenait le nom de Pracheachon, traduit en français par Parti du peuple cambodgien qu’utilisait déjà la vitrine officielle du parti communiste du Kampuchéa dans les années 1950 et 1960.
Les quatre factions se réunissaient finalement à Paris comme prévu du 21 au 23 octobre, au centre de conférences de l’avenue Kléber avec les représentants des pays et organisations déjà présents le 30 juillet 1989. Les accords de Paris sur le Cambodge signés comportaient quatre textes et une annexe et étaient censés mettre un terme à près de vingt ans de crise au Cambodge.
Le 14 novembre 1991, Sihanouk put enfin rentrer au Cambodge. La réception triomphale qui l’attendait avait peu à voir avec son départ de 1979 dans le dernier avion chinois quittant Phnom Penh en catimini. Une foule immense s’était amassée le long du trajet entre l’aéroport et le palais royal fraîchement rénové. L’accueil n’était pas sans rappeler les heures de gloire du Sangkum et il ne faisait de doute pour beaucoup que ce retour signifiait également celui de cette période qui à cause des épreuves subies depuis, avait été idéalisée.
Au Cambodge, l’application des accords de Paris débutait. Une mission préparatoire des Nations unies (la MIPRENUC) avait été créée dès le 16 octobre pour faciliter la mise en place de l’APRONUC, qui ne verra le jour que le 28 février 1992 et dont le déploiement débutera le 15 mars avec les arrivées dans la capitale du Japonais Yasushi Akashi, représentant spécial du secrétaire général des Nations unies, du lieutenant-général australien John Sanderson, commandant en chef des forces armées et du premier contingent.
Très vite, des dissensions apparaissaient entre les factions qui avaient chacune leur interprétation de textes restés volontairement vagues pour arriver à un consensus. Le FLNPK (Son Sann) et le FUNCINPEC (Norodom Ranariddh) attendaient ainsi que soit limitée l’influence du PPC (Hun Sen) et des partisans de Khieu Samphân qui étaient de fait les deux principales forces sur place ; le parti de Hun Sen espérait pour sa part la dissolution de l’armée khmère rouge alors que cette dernière comptait bien assister au démantèlement de l’administration héritée de la république populaire du Kampuchéa. Les Nations unies, de leur côté, et vue les sommes engagées, ne pouvaient se permettre un échec ; très vite ses responsables se contentèrent de minimiser la portée des embûches auxquelles était confronté leur personnel sur le terrain.
Le manquement le plus grave sera provoqué par le camp khmer rouge qui dès le départ refusera, au besoin par les armes, l’accès des zones sous son contrôle à la MIPRENUC puis à l’APRONUC.
Au milieu de tout cela, Norodom Sihanouk, en tant que président du CNS, se devait de gérer les situations inextricables issues de ces ambiguïtés, mais à partir de septembre 1992, il fit des séjours de plus en plus fréquents à Pékin, officiellement pour y suivre un traitement médical. Afin de ne pas compromettre la mission onusienne, Yasushi Akashi, le responsable de l'autorité des Nations unies, organisait, avec l’accord du prince, des sessions de travail à Phnom Penh auxquelles participaient les quatre factions cambodgiennes, mais il n’avait pas le charisme de l’ancien monarque pour faire valider les décisions qui s’imposaient.
Le 20 décembre 1992, afin de satisfaire à la volonté de Norodom Sihanouk de se présenter « au-dessus des partis », le CNS acceptait d'accueillir un treizième membre, à savoir Sam Rainsy comme représentant supplémentaire du FUNCINPEC.

#### Le long chemin vers la constitution (1993)
Le 4 janvier 1993, invoquant la recrudescence des actes de violence contre les bureaux et le personnel de partis politiques, essentiellement le FUNCINPEC (royalistes) et le FLNPK (Son Sann), et qui était principalement l'œuvre de membres des administrations locales proches du Parti du peuple cambodgien, le prince annonçait au représentant spécial qu’il ne pouvait plus coopérer avec l’APRONUC et le gouvernement du Cambodge. Yasushi Akashi prenait alors des mesures afin de renforcer le pouvoir des troupes internationales dans la lutte contre les crimes aussi bien politiques qu'ethniques et les présentait à l'ancien monarque. Sihanouk s’était également ravisé et profita d’une réunion du CNS, le 28 janvier à Pékin pour exprimer publiquement son soutien à l’APRONUC et au respect des accords de Paris. Lors de cette réunion, le prince publia en son nom et en celui des membres du conseil appartenant au FUNCINPEC, au FLNPK de Son Sann et au Parti du peuple cambodgien, un communiqué condamnant la violence contre les Cambodgiens et les personnes étrangères.
En mars 1993, alors que la situation s’était à nouveau enlisée et que l'APRONUC ne semblait pas en mesure de régler la crise, l’ancien (et futur) monarque décida de convoquer une conférence des quatre parties cambodgiennes en vue de former un « gouvernement provisoire de réconciliation nationale ». Devant le manque d’enthousiasme de « certaines puissances occidentales et certains groupes khmers », il renoncera (pour un temps) à aller plus avant dans cette démarche.
De son côté, le Parti du Kampuchéa démocratique (PKD), nom qu’avait pris la formation khmère rouge, après une série de manœuvres dilatoires, annonçait officiellement au CNS le 4 avril 1993 sa décision de ne pas participer aux élections qui devaient se tenir en mai. Le 13 du même mois, Khieu Samphân écrira au prince Sihanouk que son parti ne participerait plus également aux réunions du CNS à Phnom Penh et quittait temporairement la ville.
Durant sa visite au Cambodge, Boutros Boutros-Ghali lança le 7 avril, un appel urgent pour que cesse la violence, notamment contre les forces internationales. Norodom Sihanouk, de son côté, recevait le secrétaire général des Nations unies en audience et lui confirmait son intention de continuer à diriger le CNS jusqu’à la mise en place d’une nouvelle constitution et qu’il souhaitait coopérer avec l’APRONUC « avant, pendant et après les élections ». Il proposait également de mettre à la disposition de Boutros Boutros-Ghali le palais royal pour une conférence de presse. Enfin il lança une proclamation dans laquelle il exhortait ses compatriotes à refréner leurs actes de violence à l’encontre du personnel onusien. Sa déclaration fut approuvée par le gouvernement de Phnom Penh, le FLNK et le FUNCINPEC (royalistes) alors que le PKD, principale formation visée par les accusations, restait silencieux.
La campagne électorale débutait peu après le départ de Boutros Boutros-Ghali. Rapidement deux partis se détachaient, à savoir le FUNCINPEC (Norodom Ranariddh) qui bénéficiait de l’aura de Sihanouk mais souffrait du manque d’implantation de ses cadres sur le terrain et le PPC (Hun Sen) qui au contraire pouvait compter sur l’appui des administrations locales acquises à sa cause, mais qui avait du mal à faire oublier qu’il avait été mis au pouvoir par l’armée vietnamienne.
Aux élections de mai, et ce en dépit des menaces khmères rouges de perturber le scrutin, plus de 4 millions de Cambodgiens, soit environ 90 % des personnes susceptibles de voter, se rendaient aux urnes pour choisir parmi les vingt partis en lice,. Le FUNCINPEC du Prince Norodom Ranariddh, profitant notamment du souvenir qu’avait laissé la période où Sihanouk dirigeait les destinées du pays, arrivait en tête devant le Parti du peuple cambodgien du Premier ministre sortant Hun Sen ; le Parti libéral démocratique bouddhiste de Son Sann se trouvait pour sa part largement distancé.
Sitôt connu les résultats, Norodom Ranariddh fait part, depuis la Thaïlande, de son intention, en tant que chef du parti arrivé en tête, de former lui-même un gouvernement et de définir l’orientation de la constitution qui restait à écrire. Peu après, au début du mois de juin, des fonctionnaires de l’État du Cambodge, emmenés par le prince Chakrapong (en), déclarèrent la sécession des six provinces orientales de Kampong Cham, Prey Veng, Mondol Kiri, Rotanah Kiri, Stoeng Treng et Svay Rieng où le PPC était arrivé en tête. La tension s’accroissait dans ces provinces et se caractérisait par des attaques contre le personnel et les propriétés de l’APRONUC.
Avec cette nouvelle crise, Norodom Sihanouk paraissait plus que jamais le seul à même de faire entendre raison aux protagonistes. Le 15 juin, il suggérait de donner une place d’égale importance au FUNCINPEC de Norodom Ranariddh, vainqueur des élections et au PPC (Hun Sen) qui contrôlait toujours l’administration dans presque tout le pays ; il proposait également la formation d’un gouvernement national provisoire cambodgien (GNPC) coprésidé par le prince Ranariddh et Hun Sen. Un temps réticentes devant une solution qui dérogeait aux principes de la démocratie à l’occidentale, mais n’ayant aucune alternative viable à offrir, les instances internationales finissaient par soutenir les propositions du prince.
L’assemblée constituante avait pour sa part commencé ses travaux le 14 juin 1993. Lors de la session inaugurale, une résolution fut adoptée qui replaçait le prince Sihanouk comme chef de l’État, rétroactivement à 1970, rendant sa déposition du 18 mars 1970 nulle et non avenue,.
Une des premières questions concernant la constitution à écrire était la place qu’occuperait Sihanouk dans le nouveau Cambodge. Serait-il un chef d’État aux pouvoirs étendus comme un président de la Ve république française ou un monarque constitutionnel comme Élisabeth II au Royaume-Uni ou Rama IX en Thaïlande ? Très vite, les députés, peu désireux de voir leur rôle limité à de la figuration, optaient pour la seconde solution, où le roi « règne mais ne gouverne pas ». Le 21 septembre 1993, le parlement adoptait la nouvelle constitution par 113 voix pour, 5 contre et 2 abstentions. Elle était le fruit d’un compromis entre les deux partis dominants et établissait une démocratie libérale à partis multiples.
La constitution fut officiellement promulguée le 24 septembre 1993 et, le jour même, le conseil du Trône élisait sans surprise le prince Sihanouk roi du Cambodge, près de 40 ans après son abdication de 1955.

### Le nouveau règne (24 septembre 1993)

#### Les débuts d’un monarque constitutionnel (1993-1995)
En conformité avec les accords de Paris et cette nouvelle constitution, l’assemblée constituante devint législative. Le nouveau roi nomma son fils, le prince Norodom Ranariddh, chef du FUNCINPEC (royalistes), premier Premier ministre du nouveau gouvernement et Hun Sen, dirigeant du PPC, second Premier ministre.
Le nouveau royaume du Cambodge, dès sa création avait à relever de nombreux défis. Le premier d’entre eux concernait la cohabitation entre les deux partis au pouvoir qui se détestaient. La formule retenue, à l’initiative de Sihanouk, avait été de doubler l’ensemble des postes en mettant deux personnes à la tête de chaque ministère majeurs et un vice-ministre d’obédience opposée à celle du ministre dans les autres. Si cette solution permettait aux deux formations au pouvoir de coopérer, la recherche du consensus à laquelle elle les obligeait allait mener à des situations de blocage en cas de désaccord. Toutefois, qu’il l’ait sciemment recherché au départ ou pas, le roi allait pouvoir montrer dans ces crises, au moins au début de ce nouveau règne, son talent de médiateur.
Le second problème à régler fut la question khmère rouge. Les partisans de Khieu Samphân refusaient toujours l’accès des zones qu’ils contrôlaient à l’armée du nouveau gouvernement bicéphale. Alors que Sihanouk multipliait les efforts pour garder le contact avec eux et tentait de les persuader de rejoindre une coalition pour diriger le pays, les partis des deux premiers ministres, d’accord pour ne pas partager leur autorité avec un adversaire qui de toute façon en perdant le soutien de son mentor chinois semblait s'être privé d’une grande part de son pouvoir de nuisance, le déclaraient hors la loi le 6 juillet 1994 et demandaient, le 21 juin 1997, l’aide des Nations unies pour mettre en place un tribunal chargé de juger ses plus hauts responsables. Toutefois, les deux décrets officialisant ces décisions ne seront pas signés par Sihanouk, mais par Chea Sim, le président de l’Assemblée nationale, en tant que chef de l’État par intérim, en l’absence du roi, retenu à Pékin « pour raisons de santé ».
Une autre crise que Sihanouk avait à quelque part contribué un temps à alimenter et à laquelle il allait tenter de mettre un terme concernait le conflit qui opposait le Thammayut au Mohanikay, soit les deux principaux ordres monastiques du Cambodge. Le différend datait du renversement du régime khmer rouge, quand les pagodes furent rouvertes. Les survivants Thammayut, proches de la famille royale, étaient alors pour la plupart réfugiés à l’étranger et leur exil allait encore durer une décennie. La renaissance des Sangha (communautés bouddhistes) allait de ce fait être l’œuvre quasi exclusive de dignitaires Mohanikay dont la congrégation avait toujours été largement majoritaire et qui allaient même investir des pagodes anciennement tenues par des moines Thammayut. De plus, en septembre 1981, un responsable Mohanikay proche du pouvoir, le vénérable Tep Vong, fut élu à la tête d’une communauté « unifiée » où la division entre les deux ordres avait été officiellement abolie. La situation restera figée jusqu’au retour de Sihanouk en 1991. Peu avant, le monarque avait tenu à ressusciter la congrégation Thammayut et avait officiellement nommé à sa tête le vénérable Bour Kry qui l’accompagnait à son arrivée à Phnom Penh et qui durant son exil avait développé les communautés bouddhistes au sein de la diaspora cambodgienne en France. Bour Kry demandait à reprendre possession de la pagode Wat Botum, siège de l’ordre Thammayut jusqu’à la mise en place du Kampuchéa démocratique, mais occupé depuis 1979 par la hiérarchie Mohanikay. D’âpres négociations s’engageaient alors et débouchèrent sur un compromis : une partie du terrain de la pagode fut cédée à Bour Kry pour qu’il puisse y construire un bâtiment à côté de l’existant dont Tep Vong gardait la jouissance.
Ne pouvant jouer le rôle politique qu'il avait espéré tenir, Norodom Sihanouk consacrait une partie importante de son temps à restaurer le prestige de la royauté dont on lui demandait d’être le dépositaire. Il allait ainsi remettre au goût du jour certaines festivités supprimées depuis 1970, telles Chrat Preah Nongkal (« fête du sillon sacré ») et commander des copies de symboles de la royauté qui avaient disparu, comme l’épée sacrée que se transmettaient les monarques khmers depuis des temps immémoriaux. Une de ses premières tâches, une fois à Phnom Penh fut de rétablir l’ordre des bakous. Ces véritables prêtres du palais, qui se transmettaient leurs charges de père en fils, participaient à la plupart des cérémonies mais avaient été rendus à la vie civile par Lon Nol. Paradoxalement, cela leur sauva probablement la vie lorsque les troupes khmères rouges investirent Phnom Penh en 1975 et envoyèrent à la mort la plupart des occupants du Palais royal. Des recherches avaient été menées et quelques-uns de ces derniers bakous avaient été retrouvés ce qui avait permis par la suite d’identifier leurs descendants et ceux de certains de leurs collègues, puis de pouvoir restaurer l’ordre dès la fin de 1993.
Une autre tâche à laquelle s’attela le monarque fut de faciliter la réinstallation de l’École française d'Extrême-Orient qui avait dû quitter le pays au début de 1975. Même si de premiers contacts eurent lieu dès 1983 avec les autorités de la république populaire du Kampuchéa et que des chercheurs s’étaient rendus au Cambodge, il faudra attendre la restauration de la monarchie pour que l’école revienne officiellement au Cambodge. Afin de montrer son attachement à ce retour, le monarque fit héberger l’école dans l’enceinte du Palais royal. Il tenta également de l’assister dans les deux missions qui lui avaient été confiées. En effet, outre la restauration de certains temples d’Angkor, dont le résultat le plus notable sera celle du Baphûon, l’école s’était vue attribuée la recherche des textes sacrés qui avaient pu échapper aux tourmentes des dernières décennies. La plupart, écrits sur des feuilles de latanier reliées entre elles par des cordelettes, avaient également souffert de l'épreuve du temps et durent être restaurés avant d’être conservés dans une salle spécialement aménagée du Wat Saravan alors que des copies sur microfilms sont également conservées au Wat Ounalom.
Une autre mission pour laquelle Sihanouk montra de l’intérêt fut la restauration du ballet royal. Sa fille aînée, la princesse Norodom Bopha Devi, ancienne danseuse étoile de la troupe qui venait d’être nommée ministre de la culture s’attela à la tâche. De jeunes danseuses furent recrutées et commencèrent l’entrainement. Une dizaine d’années plus tard, elles commençaient des tournées à l’étranger, avant, reconnaissance suprême, que le ballet ne soit proclamé le 7 novembre 2003 au patrimoine culturel immatériel de l’humanité par l’UNESCO.

#### Crise gouvernementale et redditions khmères rouges (1996-1998)

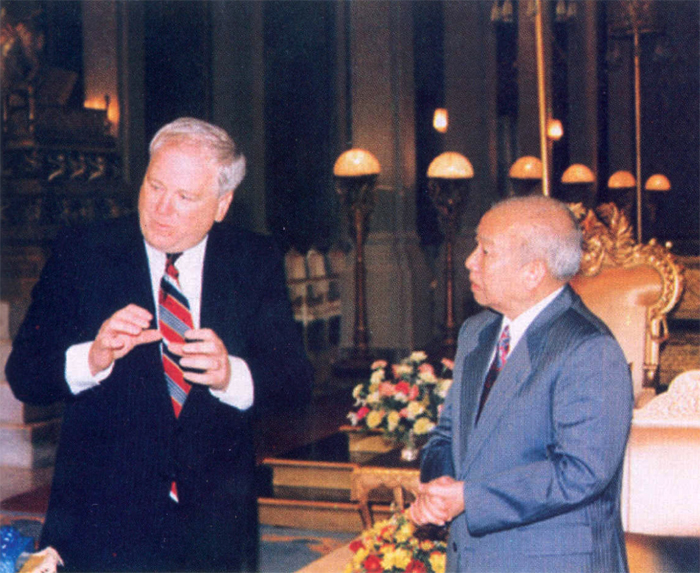
, ambassadeur des États-Unis, présente ses lettres de créances à Norodom Sihanouk.

Moins d’un an après les élections, les relations entre les deux partis au pouvoir avaient déjà tourné à l’aigre et chaque camp cherchait à évincer l’autre. Les accrochages « sporadiques » se multipliaient entre les troupes des deux factions ; dans le même temps, chacun tentait en secret de négocier avec les derniers bastions khmers rouges afin de rallier leurs forces aux leurs. À ce petit jeu, c’est Hun Sen qui gagna. Le 8 août 1996, Ieng Sary rompit avec Pol Pot et s’alliait au second Premier ministre. Il obtint de surcroît une amnistie que lui octroyait Norodom Sihanouk malgré l’inimité notoire que le monarque nourrissait à son égard.
En 1997, la crise dégénérait en conflit armé sans que l’on sache précisément qui avait ouvert les hostilités. Les combats tournaient rapidement à l’avantage du PPC. Plusieurs responsables du FUNCINPEC (Norodom Ranariddh) furent arrêtés, dont certains, tels le chef de la police Ho Sok, étaient torturés et exécutés. La communauté internationale dénonça Hun Sen comme fauteur de troubles, les États-Unis suspendirent leur aide au Cambodge et les investissements étrangers dans le pays s'effondrèrent. Hun Sen, pour sa part, nia avoir mené un coup d'État et donna une apparence de légalité à son coup de force en demeurant au poste de « Second Premier ministre », tandis qu'Ung Huot, précédemment ministre des affaires étrangères, prenait la place de Ranariddh. Les élections demeuraient prévues pour 1998 mais plusieurs pays réclamaient le retour au Cambodge de Norodom Ranariddh et des autres dirigeants exilés comme préalable à leur reconnaissance. Hun Sen exigeait au contraire que Ranariddh soit jugé pour atteinte à la sécurité de l'État, quitte à ce que son père Norodom Sihanouk le gracie ensuite. Le 4 mars puis le 17 mars 1998, Ranariddh était condamné deux fois par contumace, à cinq et trente ans de prison. Le 21 mars, Sihanouk accordait l'amnistie à son fils et ce dernier rentrait au Cambodge le 30. Les élections pouvaient finalement se tenir le 26 juillet et les cadres du FUNCINPEC revenaient au Cambodge.
Le PPC (Hun Sen) sortait vainqueur de ces élections et remportait 64 des 122 sièges en lice ; le FUNCINPEC (Norodom Ranariddh), affaibli notamment par les événements de l’année précédente, devait se contenter de 43 sièges et les 15 fauteuils restant allaient à une nouvelle formation qui allait bientôt refaire parler d'elle, le Parti de Sam Rainsy. Malgré les contestations pour fraude déposée par ce dernier mouvement, la communauté internationale validait les résultats. Toutefois, si le parti de Hun Sen avait obtenu la majorité absolue des sièges, conformément à l’article 90 de la constitution, il avait besoin de l’aval d’au moins deux tiers des députés pour former le nouveau gouvernement.
Ranariddh et Sam Rainsy, qui n’avaient aucune envie de collaborer avec le second Premier ministre bloquèrent le processus. Le gouvernement précédent restait au pouvoir pour régler les affaires courantes alors que la plupart des projets de reconstruction se trouvaient bloqués dans l’attente de voir quelle serait l’issue de la crise. Chaque camp en appelait au roi pour sortir du marasme, mais personne n’était disposé à faire des concessions. Sihanouk proposait d’instituer une chambre haute qui aurait limité le pouvoir de l’Assemblée nationale mais permettait aussi de créer des postes à responsabilité à même de calmer certaines susceptibilités, mais rien n’y fit. Le roi annonçait de son côté qu’il irait comme il l’avait prévu de longue date à Pékin pour suivre un traitement et que son départ aurait lieu « quoi qu’il arrive » le 14 novembre 1998. Ranariddh, qui avait le plus à perdre dans ce jeu de dupes, finit par accepter un accord qui sera entériné le 13 novembre. Le gouvernement, dont Hun Sen devenait seul chef, accueillait à nouveau des ministres du FUNCINPEC (royalistes), tandis que Norodom Ranariddh héritait de la présidence de l'Assemblée nationale et Chea Sim de celle d’un Sénat qui restait à créer.

#### Un charisme en baisse (1999-2004)
Le 30 avril 1999, le Cambodge rejoignait l’ASEAN, mais depuis Pékin, le roi fit part de ses réserves devant ce qui pour lui avait des relents d’OTASE et allait à l’encontre de la politique de neutralité qu’il avait toujours voulu promouvoir.
Les années qui suivent furent, comparées aux précédentes, relativement calmes. La fin de la guérilla khmère rouge et la formation du gouvernement permirent aux programmes de reconstructions de prendre leur essor. Sihanouk, qui partageait son temps entre le Cambodge, Pékin et Pyongyang, se consacrait à des projets humanitaires dans les campagnes, distribuant ou faisant distribuer nourriture et vêtements ou finançant des travaux d’infrastructure locaux.
Le 8 mars 2003, il avança pour la première fois sérieusement l’éventualité d’une nouvelle abdication. Il avait déjà abordé le sujet par le passé, mais il s’agissait plus de menaces pour débloquer des crises et appeler chaque camp à faire des concessions. Cette fois, il demandait même de préciser les modalités de fonctionnement du conseil du Trône en cas d’abdication du souverain. Mais comme le monarque n’évoquait plus le sujet dans les semaines qui suivront, sa demande sera vite oubliée.
Le 6 juin 2003, après de longues tractations qui avaient duré plusieurs années, le gouvernement cambodgien et l’ONU signaient un accord pour la mise en place des chambres extraordinaires au sein des tribunaux cambodgiens chargées de juger les derniers dignitaires khmers rouges encore en vie. Néanmoins, sur le terrain, la situation avait changé avec le décès de Pol Pot et les diverses redditions de nombreux autres responsables du mouvement. Norodom Sihanouk fit une nouvelle fois part de son désaccord et de ses craintes qu’un tel tribunal ne vienne raviver de vieilles blessures pas encore totalement cicatrisées. D’autre part, pour que cette procédure puisse avoir une certaine crédibilité, il était difficile de ne pas revenir sur les amnisties qu’il avait accordées à des hauts responsables comme Khieu Samphân, Nuon Chea ou Ieng Sary et de se contenter de juger leurs subordonnés.
Ces déclarations furent toutefois éclipsées par la campagne en vue des élections qui allaient se tenir à la fin juillet. Le PPC allait à nouveau sortir vainqueur avec 73 des 121 députés de la nouvelle assemblée ; le FUNCINPEC reculait et n’avait plus que 26 sièges, talonnés par le PSR qui en avait 24. Néanmoins, l’article 90 de la constitution obligeait toujours le gouvernement à être entériné par les deux tiers du parlement. Hun Sen reprit donc contact avec Ranariddh, mais la formation de ce dernier était alors divisée entre ceux qui voulait reformer une coalition gouvernementale et d’autres qui préconisaient de se rapprocher de Sam Rainsy quitte à bloquer les institutions. Au départ, c’est cette deuxième tendance qui semblait l’emporter.
Alors que le marasme perdurait depuis maintenant près de trois mois, Norodom Sihanouk eu la douleur de perdre son fils Narindrapong (en), victime d’une crise cardiaque le 8 octobre 2003 à Paris. Il était le frère de Sihamoni et avait vécu avec eux la période du séjour en résidence surveillée au palais royal du temps du Kampuchéa démocratique. Même si pendant l’essentiel de sa vie il avait affiché son soutien aux doctrines khmères rouges et une opposition à son père, il avait entrepris un rapprochement avec lui depuis la fin des années 1990.
À l’approche de l’hiver, la crise politique, quant à elle, restait dans l’impasse. Norodom Sihanouk jugea qu’il était de son devoir d’y mettre un terme et engagea des discussions avec les protagonistes. Le 5 novembre, il réunissait les représentants des partis ayant des députés et leur faisait signer une proclamation entérinant la création d’un gouvernement tripartite. Mais dès le lendemain, le PSR revenait sur la déclaration et invitait le FUNCINPEC à en faire autant. Ranariddh, de son côté, partait pour la France, rendant difficile toute poursuite des négociations. Sihanouk, pour qui ces rebuffades étaient un camouflet, décidait à son tour de quitter le pays et se rendait au début de l’année 2004 à Pékin, puis à Pyongyang, décrétant qu’il n’avait plus l’intention de revenir au Cambodge.
Le 25 juin 2004, alors que la crise durait depuis près d’un an, Ranariddh décidait brusquement de rompre avec le PSR et d’accepter de former avec le PPC un nouveau gouvernement ; s’il retrouvait son siège de président de l’Assemblée nationale, son parti sortait affaibli de l’épreuve et n’allait pas tarder à se déchirer en factions rivales qui allaient finalement grossir les rangs des deux autres partis représentés au parlement.
En juillet, depuis Pyongyang, Sihanouk fit à nouveau part de son intention de démissionner. Il quittait la capitale nord-coréenne pour Pékin où il reçut la visite de Tep Vong, vénérable de l’ordre Mohanikay qui tenta de le faire revenir sur sa décision, mais sans succès.

### Le roi-Père (7 octobre 2004)
Le 7 octobre 2004, toujours depuis Pékin, Norodom Sihanouk annonçait son abdication. Elle semble avoir été motivée par deux raisons principales. La première avait été l’impuissance qu’il avait ressentie un an auparavant lorsqu’il essaya d’imposer une solution à la crise née des élections. La seconde était l’émergence d’un courant antimonarchique au sein de la société cambodgienne qui lui faisait craindre que la royauté ne puisse lui survivre s’il ne réglait pas sa succession de son vivant. Malgré les demandes répétées du monarque démissionnaire, rien n’avait été fait jusqu’alors pour définir avec précision le fonctionnement du Conseil du trône ; à la suite de l’annonce, l’Assemblée dut y remédier dans l’urgence.
Pour le choix du nouveau roi, Norodom Sihanouk avait depuis longtemps milité en faveur de Sihamoni, un des deux fils qu’il avait eu avec la reine Monique et qui avait partagé avec lui sa mise en résidence surveillée au Palais royal entre 1976 et 1978. Féru d’art, il avait en outre l’avantage de ne pas s’être impliqué dans un parti politique comme l’étaient certains de ses demi-frères. Hun Sen se rangea assez vite derrière ce choix pour un des membres les moins turbulents de la famille royale, imité dans la foulée par Ranariddh qui avait depuis peu perdu espoir de succéder à son père.
Le 15 octobre, le conseil du trône adoptait à l’unanimité la proposition de Sihanouk et nommait Norodom Sihamoni nouveau roi du Cambodge. Le couronnement eu lieu le 29 du même mois. Malgré ce nouveau retrait, celui qu’il fallait maintenant appeler le « roi-père » continuait à suivre l’actualité et les articles de presse le concernant, n’hésitant pas au besoin à réagir par des communiqués quand les propos ne lui convenaient pas<.
Il reparut sur le devant de la scène au début de 2005, lorsque des pourparlers s’engageaient pour rediscuter du traité conclu en 1985 avec le Viêt Nam au sujet de la délimitation de leur frontière commune. Cette convention avait été rendue caduque par le fait que l’un des deux signataires, la République populaire du Kampuchéa, n’était pas reconnu par la communauté internationale et que l’armée du second occupait le Cambodge. Une nouvelle tentative de démarcation des frontières avait été orchestrée au début des années 1990 par l’Autorité provisoire des Nations unies mais s’était heurtée à un refus thaïlandais. Le roi père demandait aux autorités françaises de lui faire parvenir les documents cartographiques datant du protectorat et proposait de présider une commission de sages chargés d’aller sur le terrain procéder à la délimitation. Un décret en ce sens fut signé par le nouveau roi le 10 mai, mais devant les difficultés qui s’amoncelaient, Norodom Sihanouk préféra démissionner en août de la même année de son poste de président du Conseil national supérieur chargé des frontières. Le travail se poursuivit néanmoins laborieusement et prit fin avec la pose, le 12 juin 2012, de la dernière borne.
Le 26 mai 2006, le roi père et la reine mère étaient de retour à Phnom Penh. Les activités de Sihanouk se limitaient à une aide aux plus démunis, sa participation à des événements culturels, quelques entrevues avec des visiteurs étrangers, la relance de ses activités cinématographiques et toujours la rédaction de communiqués en réponse à des articles de la presse internationale ou d’ouvrages le concernant. Mais le rythme des réceptions officielles l'épuisait et il se retirait en août à Siem Reap, puis, à la fin de l'année, à Pékin où il subira des examens médicaux.
Peu après, il se voyait contraint de prendre position contre son neveu Sisowath Thomico, qui fut aussi son secrétaire particulier. Ce dernier avait décidé de se lancer en politique et avait créé son propre parti qu’il avait nommé Sangkum Cheat Niyum, d’essence monarchiste. Sihanouk demanda à son neveu afin d’éviter toute confusion, d’utiliser un nom qui ne contienne pas le terme Sangkum et crut bon de déclarer officiellement qu’il n’était aucunement mêlé, de près ou de loin, à cette nouvelle formation, ce qui fit avorter dans l’œuf l’initiative de Thomico.
À l’été 2008, Sihanouk tenta un ultime retour sur le devant de la scène. L’inscription le 7 juillet du temple de Preah Vihear à la liste du patrimoine mondial de l’UNESCO avait déclenché une crise avec la Thaïlande qui revendiquait une partie du site classé. Le roi père faisait une déclaration appelant au respect de l’intégrité territoriale cambodgienne et fournissait divers éléments de ses archives personnelles concernant le jugement rendu en 1962 par la cour internationale de justice de la Haye et qui attribuait le temple au royaume khmer. Au même moment, depuis l’hôpital militaire de Pékin où il était soigné pour un cancer de l’estomac, il suggérait également de mieux définir le statut de la famille royale et proposait une solution proche de celle en vigueur en Thaïlande, au Royaume-Uni et ailleurs, à savoir d’un engagement des princes à ne plus s’impliquer dans le politique en échange d’une « liste civile » provenant du budget de l’État. Il espérait ainsi accroître leur autorité morale sur l’ensemble des dirigeants et de la population. Toutefois, le projet ne suscita pas l’enthousiasme escompté, notamment auprès des membres de la famille royale qui menaient encore une activité politique. Après son impuissance à régler la crise politique en 2003, ce nouveau revers fit encore plus prendre conscience à Sihanouk que l’époque où il pouvait peser de son autorité pour influencer certaines décisions politiques était révolue.
En juin 2009, il publiait un communiqué annonçant que son cancer avait été soigné et que ses médecins chinois l’autorisaient à retourner au Cambodge où il passera tout l’été. En octobre de la même année, il participa à Pékin aux festivités du 60e anniversaire de la république populaire de Chine en tant qu’invité d’honneur. Il avouera à Jean-Marie Cambacérès qu’il n’avait pu à l’occasion s’empêcher de faire un parallèle entre ces attentions et son impuissance à influencer la politique de son pays ces derniers temps.
En juin 2010, il se rendait au Viêt Nam. Le PSR lui demandait de transmettre ses doléances concernant la frontière commune, mais Norodom Sihanouk refusa, affirmant que le voyage n’avait qu’un caractère privé. En fait, il semblait surtout que par cette visite effectuée au crépuscule de sa vie, l’ancien monarque voulut clore le chapitre des années 1980 où il s’était opposé au régime de Hanoï.
L’année 2011 se passa entre Phnom Penh et Pékin, mais les apparitions officielles se faisaient plus rares, de même que les audiences où il était parfois remplacé par la reine mère. Le 19 janvier 2012, le roi père quittait à nouveau le Cambodge pour aller se faire soigner à Pékin. Peu alors imaginaient qu’il s’agissait d’un départ sans retour.

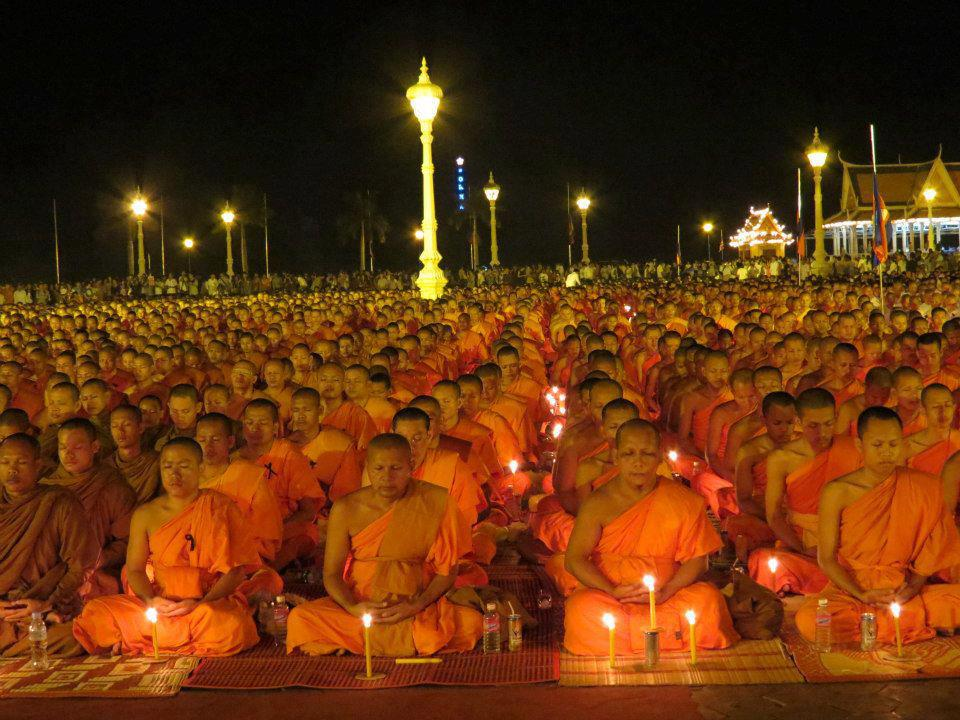
La cérémonie religieuse sur l'esplanade du Palais Royal.

Le 15 octobre 2012, à quelques jours de son 90e anniversaire, il décédait d’une crise cardiaque à l’hôpital de Pékin.
Son corps fut rapatrié au Cambodge où une semaine de deuil national avait été décrétée. Plusieurs dizaines de milliers de personnes se massèrent sur le passage de sa dépouille entre l’aéroport et le palais royal où son cercueil sera exposé pendant cent jours pour recevoir les hommages des principaux dignitaires du royaume, des représentants des pays étrangers et des simples citoyens. Une cérémonie religieuse avec 10 000 bonzes eut lieu sur l’esplanade devant le Palais royal. Le 1er février débutaient les cérémonies en vue de la crémation qui se déroula le 4 devant le musée national. Le 7, les cendres furent réparties dans quatre urnes. L’une ira dans le stupa dit « de Kantha Bopha » dans l’enceinte du palais royal, une autre fut déposée dans le « pavillon des reliques augustes » de la salle du trône, toujours au palais royal, une troisième allait rejoindre la nécropole royale d’Oudong et le contenu de la dernière fut dispersé à Phnom Penh, au lieu-dit des quatre bras, là où le Bassac le Tonlé Sap et le Mékong se rejoignent.

## Activité de cinéaste
Son goût pour les matières artistiques est avéré depuis son passage au lycée Chasseloup-Laubat de Saïgon.
Dans les années 1940 et 1950, il produisit de petits films en 16 mm tels que Double meurtre sur la ligne Maginot et Tarzan parmi les Kuy, jamais sortis et tous disparus aux époques de la république khmère et du Kampuchéa démocratique.
Au milieu des années 1960, Sihanouk renouait avec ce hobby. Il a dû être incité à y revenir par le film américain Lord Jim, tourné en 1964 à Angkor ou Marcel Camus, qui réalisa en 1962 L’Oiseau de paradis au Cambodge. Il opta pour le 35 mm et le premier film dont on a gardé une trace, Apsara, date de 1965. Sa fille aînée, Bopha Devi, y tient le rôle principal, mais on peut aussi y voir le prince, sa femme et Nhiek Tioulong, un de ses ministres, qui interprétait un coureur de jupons. Jusqu'en 1969, le prince écrivit, produisit, dirigea et joua dans une dizaine de films, dont il composait également la musique. Les acteurs étaient bénévoles et une partie des frais étaient couverts en « invitant » les fonctionnaires à payer pour venir voir les films qui dépeignaient les idées de Sihanouk sur le Cambodge et son histoire. Les deux derniers, La joie de vivre et Crépuscule sortirent en 1969. On ne sait pas si cette envie était une cause ou une conséquence des périodes où il se désintéressait de la politique, mais il avait toujours manifesté une certaine attirance pour le 7e art.
Le monarque n’avait suivi aucune formation cinématographique et n’était pas disposé à écouter les conseils et les remontrances. De fait, ses films subirent régulièrement le feu des critiques occidentales qui lui reprochèrent leur amateurisme et le parfum de propagande qu’ils dégageaient. En 1973, il déclarera à la journaliste Oriana Fallaci qu’il en avait conscience mais qu’il ne s’en souciait guère, affirmant que ses films avaient surtout pour but « d’éduquer le peuple ». Ils décrivaient le quotidien des fidèles du monarque plutôt que celui des gens ordinaires. En outre, pour les besoins de la production, il n’était pas rare de réquisitionner les véhicules officiels, les organisations de la jeunesse, l’armée, les avions, les bâtiments de la marine, les généraux, les ministres et autres hauts fonctionnaires que comptait le pays.
L’apogée de la carrière cinématographique de Sihanouk fut atteint en novembre 1969, lors d’un festival international organisé à Phnom Penh. Son film, Crépuscule y gagna le grand prix, une statuette de deux kilos d’or financée par la banque nationale. Le film avait été présenté hors compétition et la statuette était considérée comme un prix spécial qui lui fut remis par l’écrivaine Han Suyin, admiratrice de longue date du prince. Une douzaine de statuettes plus petites et une cinquantaine d’autres récompenses furent attribuées à des lauréats de « pays amis » - présentés comme de gauche par le New York Times. Lors de la cérémonie de clôture, le corps du ballet royal lança des pétales de rose dans l’assistance et Sihanouk promis de reconduire le festival l’année suivante.
Sa déposition en 1970, allait toutefois interrompre sa carrière cinématographique pendant une vingtaine d’années. Peu avant la chute de la République khmère en 1975, il avait annoncé à un visiteur venu le voir dans son exil à Pékin, qu’il espérait à son retour à Phnom Penh pouvoir faire des films, mais les dirigeants khmers rouges en décideront autrement. Il lui faudra en fait attendre 1988, quand le processus de paix sera réellement engagé, pour qu’il assouvisse à nouveau sa passion depuis la Corée du Nord avec des films comme La cité mystérieuse, La comtesse de Nokorom, ou, en 1991, alors qu'au dernier moment le processus de paix semblait s'enliser, Je ne te reverrai plus, ô mon bien-aimé Kampuchea!.
À son retour, il n’avait pas perdu espoir de renouer avec des tournages au Cambodge même. En 1992, il se rendit à Angkor, mais dut renoncer à mener à bien son projet pour des raisons de sécurité. Finalement, il faudra attendre 1993 pour que sorte Revoir Angkor... et mourir puis d’autres nouveaux films, mais contrairement aux romances des années 1960, les productions de cette période évoquent des situations sombres qui témoignent du désenchantement que leur auteur subissait. Enfin, en 2000, il abandonne le 35 mm pour se consacrer à des courts-métrages au format DVD.
Interrogé vers la fin de sa vie par des journalistes sur son œuvre cinématographique, il la décrira comme avant tout des témoignages sur son pays, ajoutant « le héros de mes films n'est jamais un acteur, c'est toujours le Cambodge ».